# Corrida

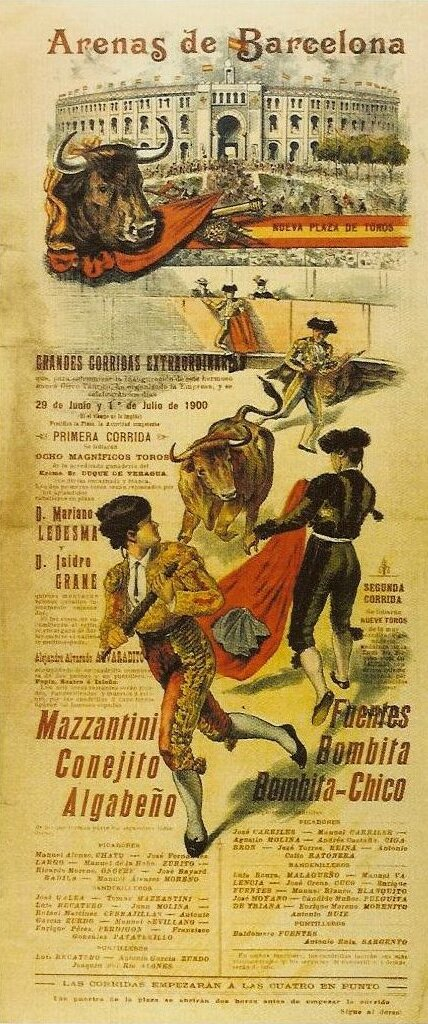
Cartell taurí de la inauguració de la Plaça de toros de les Arenes, 1900

La corrida (del castellà, «corrida de toros», correguda de toros) és una forma de correguda de toros que consisteix en una lídia (lluita) entre un home i un toro, després de la qual el toro és mort o, excepcionalment, perdonat (indult). Es practica principalment a Espanya, Portugal, el Sud de França i alguns estats llatinoamericans (Mèxic, Perú, Colòmbia, Veneçuela, Equador i Bolívia).
Es desenvolupa a la plaça de toros i és un espectacle de tauromàquia d'una llarga tradició. La seva forma actual, on el matador el duu a terme la mort de l'animal, a peu i armat amb la seva única espasa, es remunta a Francisco Romero y Acevedo, a la primera meitat del segle xviii. Actualment es desenvolupa d'acord amb un ritual i modalitats ben fixades, l'essència del qual es remunta a les definides pel matador Francisco Montes «Paquiro», amb el seu tractat de tauromàquia de 1836, Tauromàquia completa.
Una corrida comença amb un paseo (passeig), la desfilada inicial de tots els participants. La lluita es divideix en tres tercios (terços): 
- en la primera part, el tercio de varas (terç de vares), mentre el torero toreja el toro, dos picadors s'enfronten al toro i el fereixen amb una pica, el que permet debilitar-lo i avaluar el seu comportament.
- durant el segon terç, el tercio de banderillas (terç de banderilles), els banderilleros, o fins i tot el mateix matador, claven tres parells de banderilles a al toro.
- finalment, durant el tercio de muerte (terç de mort, la matança pròpiament dita), el matador, després d'una faena (feina), una sèrie de pases (passades) realitzades amb la seva muleta (pany o tela vermella), mata l'animal amb una estocada (cop d'estoc) amb l'espasa.

Considerat pels aficionados (aficionats) i molts dels seus historiadors com un art, la corrida ha inspirat molts creadors en la pintura, literatura, música i cinema. No obstant això, en un context en què l'oposició a la corrida està guanyant terreny, molts dels seus opositors la consideren com una tortura en forma d'espectacle i exigeixen la seva prohibició.
Les autoritzacions i prohibicions de la corrida han estat fluctuant al llarg de la història. A França, alternativament prohibida i autoritzada per les lleis, és des de 1951 legalment autoritzada a les parts del territori on constitueix una tradició ininterrompuda, principalment al sud de França. El gener de 2011, la tauromàquia es va inscriure a l'inventari del patrimoni cultural immaterial a França (PCI) pel Ministeri de Cultura francès. El Tribunal Administratiu d'Apel·lació de París va reconèixer la nul·lació d'aquesta decisió al juny de 2015 i la corrida va ser definitivament eliminada de l'inventari del patrimoni cultural francès el 27 de juliol de 2016 pel Consell d'Estat, que va rebutjar l'apel·lació de l'Observatori nacional de les cultures taurines i de la Unió de ciutats taurines franceses (UVTF). A Espanya, el 2010 es va prohibir la corrida a Catalunya, però es va declarar Bé d'interès cultural (BIC) el 12 de febrer de 2013 pel Parlament espanyol. A Colòmbia, els alcaldes ja no tenen el poder de prohibir les corridas de toros. Al Perú, un país on es considera la corrida com a part de la història i la tradició peruana, el Tribunal Constitucional del Perú va declarar Bé d'interès cultural el 12 de maig de 2011. A l'Equador, el 8 de maig 2011 es va limitar a les províncies andines on és habitual, com les províncies de Pichincha, Chimborazo i Tungurahua.

## Història

### Origen
Actualment, dins del llenguatge popular, la «corrida» fa referència a la tauromàquia practicada principalment a Espanya, Portugal, França i alguns països llatinoamericans. No obstant això, abans d'existir en la seva forma actual, les corregudes a Espanya ja tenien una llarga història estesa al llarg de molts segles.

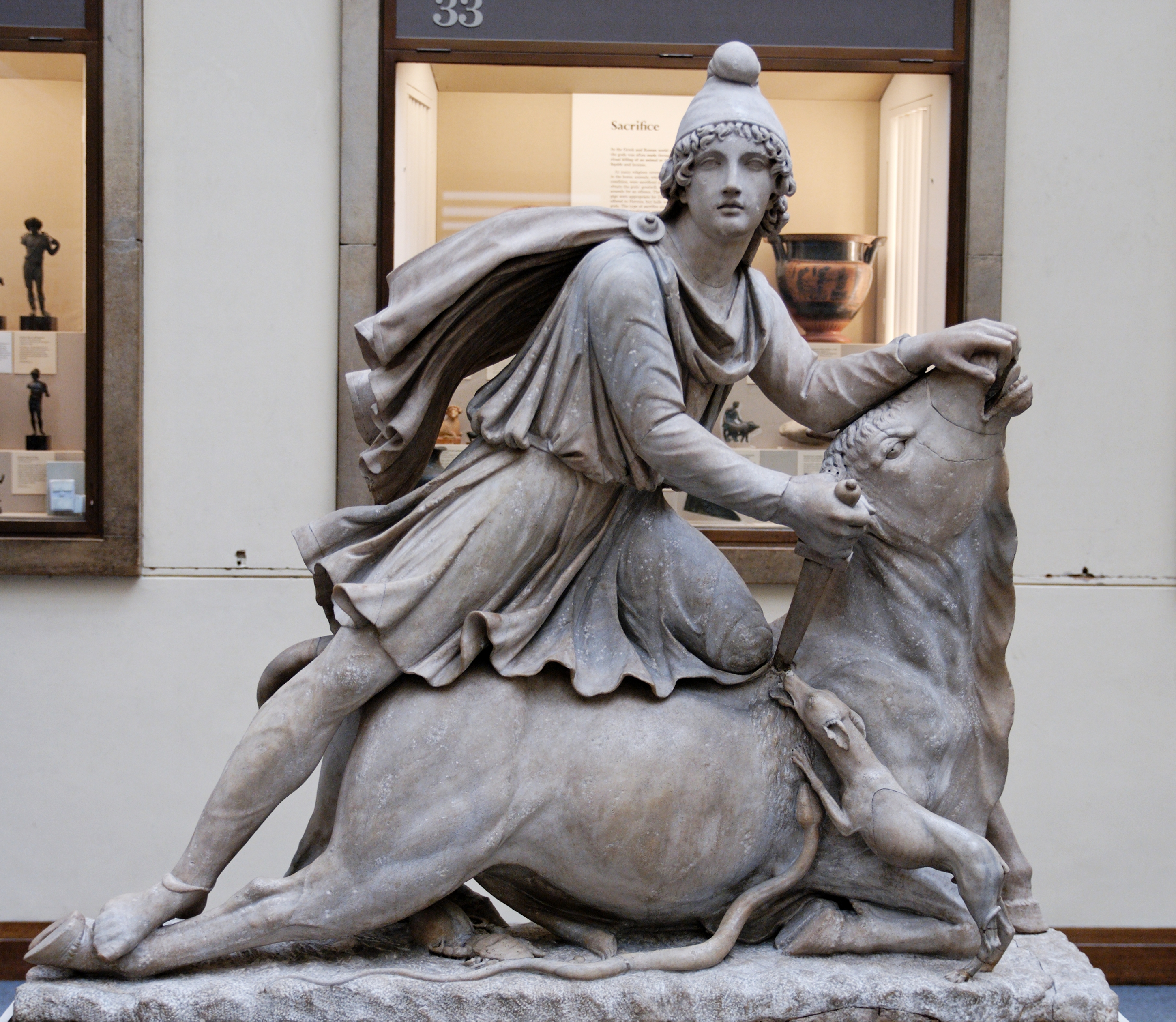
Tauroctonia de Mitra del. Museu Britànic, Londres

Tot i que els «jocs taurins» i el culte al toro tingut una gran importància en l'antiguitat a tots els països de la conca mediterrània, sembla difícil vincular la seva existència amb les pràctiques de tauromàquia espanyola segons els estudis del la majoria dels historiadors contemporanis.
| « | El culte del toro ha existit a les civilitzacions mediterrànies i més enllà, en formes pròpies de cadascuna d'aquestes cultures. En ocasions hi havia influències en les pràctiques, però l'herència, no. (...) La corrida és encara més espanyola, ja que és el treball lent d'un poble i els seus governants. | » |

L'origen romà de la tauromàquia és sovint refutat pels historiadors, i des del segle xviii per un dels primers cronistes, Nicolás Fernández de Moratín.
Els orígens de la corrida i el seu progrés segueixen sent opacs.
| « | Hem de resignar-nos a la incertesa. No sabem els orígens exactes dels jocs tauromàtics, el desenvolupament dels quals va ser reservat per a Espanya (...) Encara que no es pot provar d'alguna manera, és temptador pensar que la tauromàquia espanyola neix simplement a Espanya. La presència de molts urs antics és testimoniada durant mil·lennis. Les pintures rupestres tenen un valor documental irrefutable (...) pintures magdalenianes de les coves d'Altamira (...) pintures neolítiques d'Albarrasí. | » |

 Els frescs d'Altamira i Albarrasí també són citats per Robert Bérard per subratllar la complexitat dels vincles entre el culte al toro i la tauromàquia, i també entre el déu-toro i el toro de lídia. Altres historiadors com Véronique Flanet i Pierre Veilletet destaquen la dificultat de datar amb precisió l'aparició de la tauromàquia a la història: 
| « | Les primeres corregudes toros de les quals tenim coneixement daten de les festes reials realitzades per Alfons II d'Astúries l'any 815. No sabem més. Hem d'esperar al segle xiii per aprendre més sobre la mateixa lluita. (...) No obstant això, llegendes, miracles, suggereixen (...) que la tradició taurina ja estava ben establerta als països més remots de la Península Ibèrica, tant entre la noblesa com entre la classe popular. | » |

### Evolució
A l'edat mitjana, els nobles organitzaven entre ells caceres de toros i jocs eqüestres durant els quals atacaven el toro amb una llança. Així, d'acord amb una crònica de 1124, les «festes de toros» tenen lloc a Saldanya, durant una visita d'Alfons VII de Lleó. La crònica també recorda que El Cid era aficionat a aquests jocs.
A segle xii, l'èxit d'una festa reial depenia fonamentalment d'una figura desconeguda a les províncies meridionals de la península ibèrica, el mata-toros, que probablement matava a l'animal llançant-li una javelina.

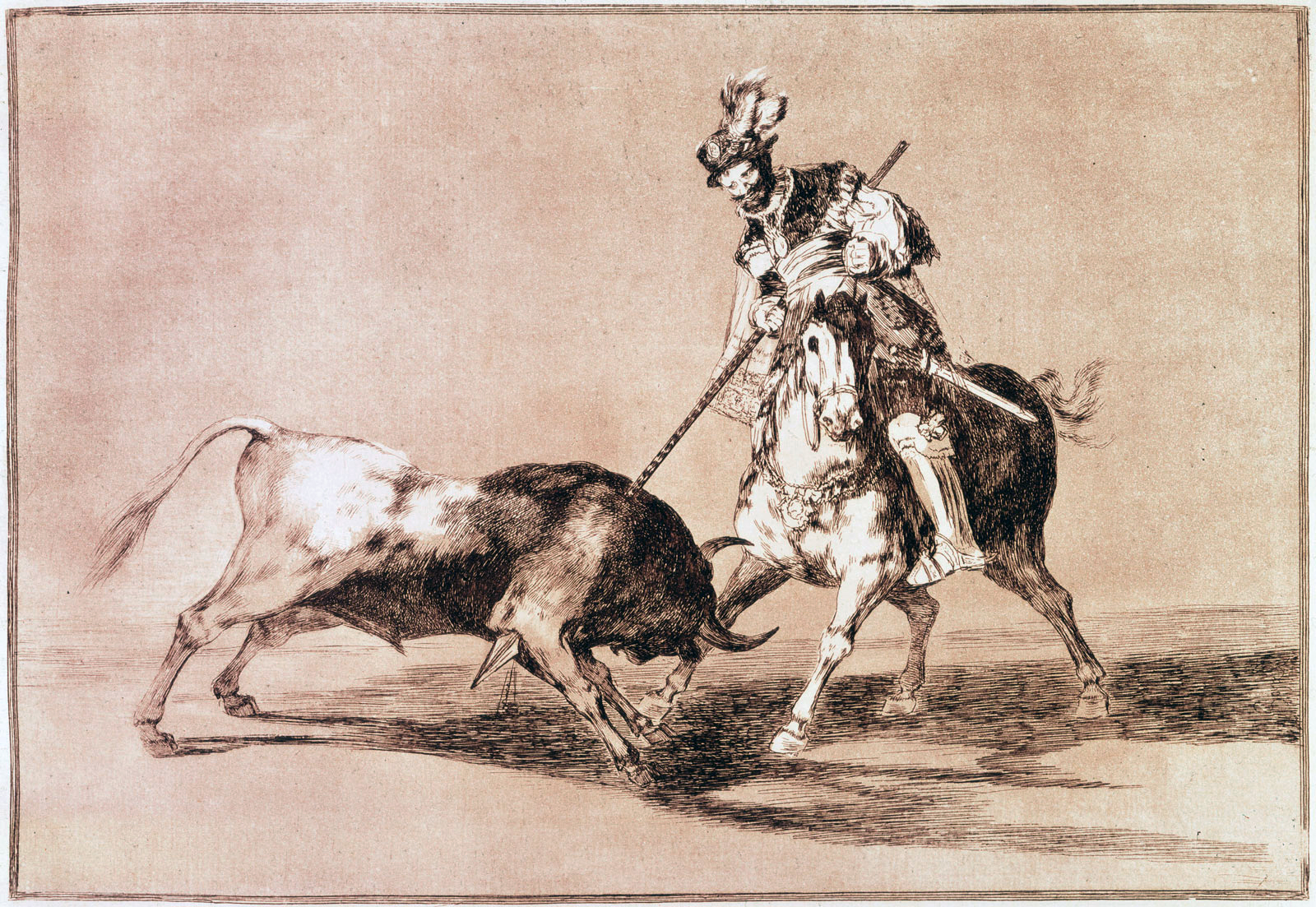
El Cid lluitant contra un toro a cavall, per Francisco de Goya, 1815
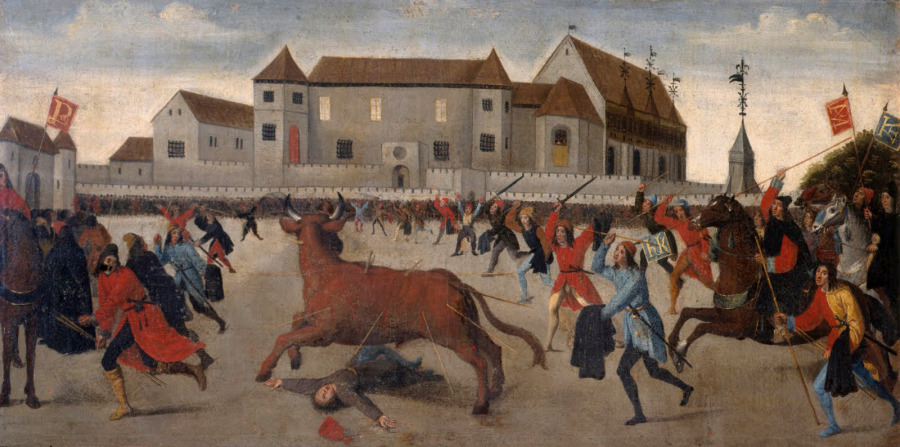
Correguda de toros a Benavente en honor de Felip I de Castella. Quadre de l'artista flamenc Jacob van Laethem, 1506

Més endavant, Carles V era molt aficionat a aquest espectacle quan es presentava sota la forma de justes eqüestres, és a dir, els «jocs de toros» que responien a codis específics, on la destresa dels cavallers apareix escrita en molts tractats.
Durant els segles xvi i xvii, la tauromàquia eqüestre era reservada només per a la noblesa. Els cavallers practicaven un combat amb llances (avantpassat de la corrida de rejón i la correguda portuguesa) que es va començar a codificar a partir del segle xvi: Libro de la montería de Gonzalo Ángel de Molina (1582), Libro de la gineta de España de Pedro Fernández d'Andrade (1599), Libro de ejercicios de la gineta de Bernardo de Vargas Machuca (1600).
Al mateix temps, la pràctica del toreig a peu es converteix en un espectacle independent. Segons els arxius municipals de Sevilla, «els primers i millors toreros a peu que es tenen dades documentals provenen, en la seva gran majoria, de l'escorxador de Sevillà. Són els treballadors del macell (carnisser)».

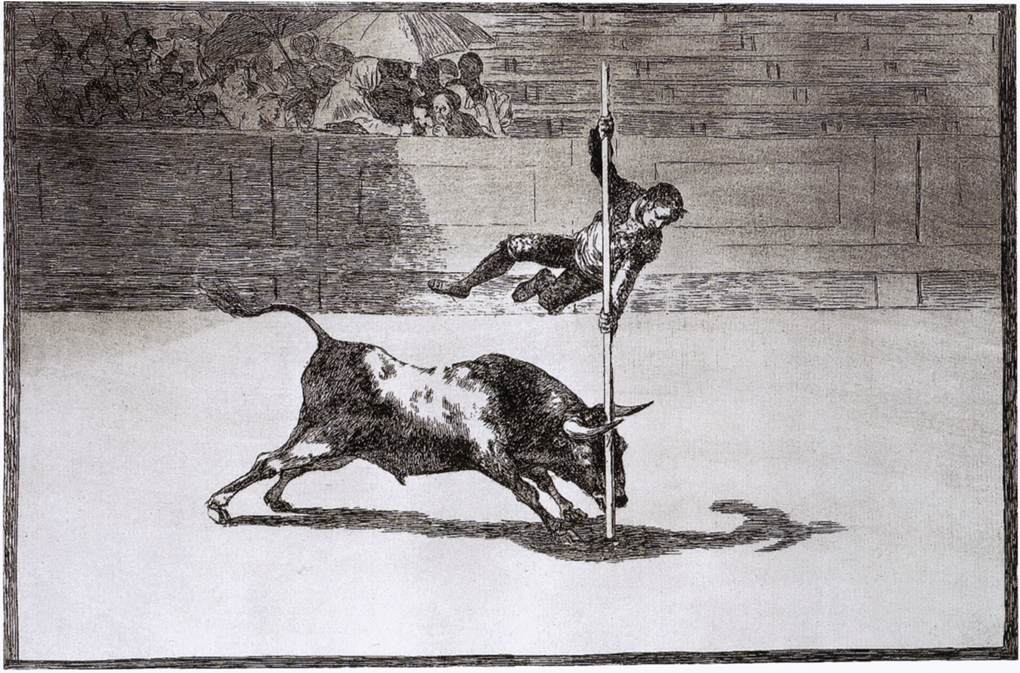
El riojà Juanito Apiñani R., retratat per Goya en la sèrie La Tauromàquia, saltant amb garrocha per sobre del toro a l'antiga plaça de Madrid.
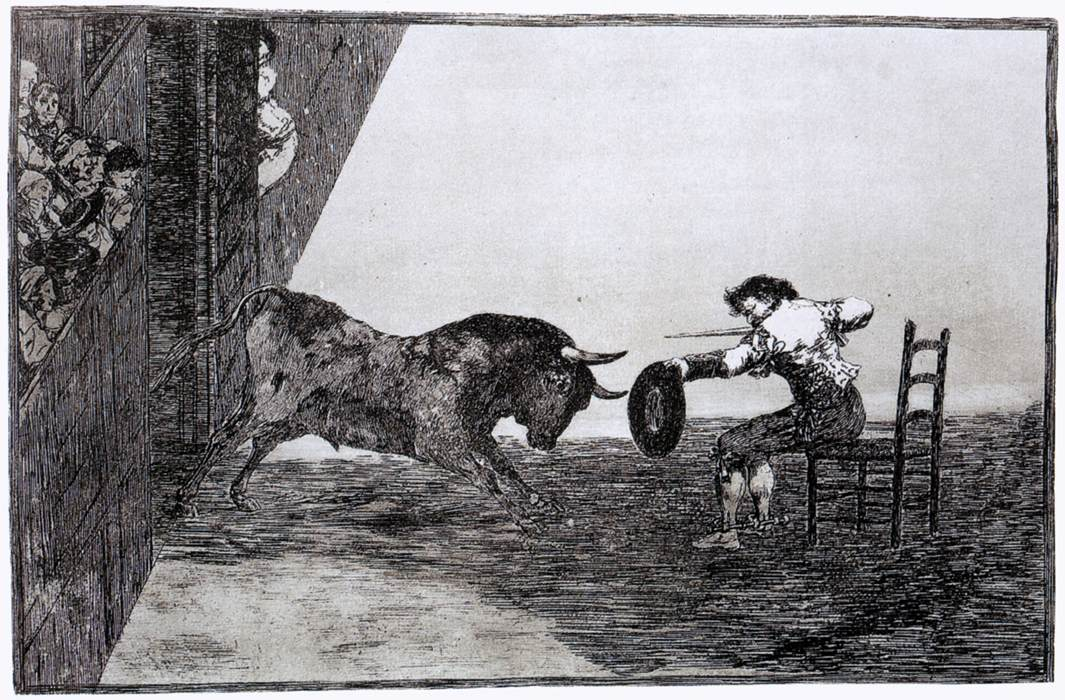
Gravat de Goya de la sèrie La Tauromàquia
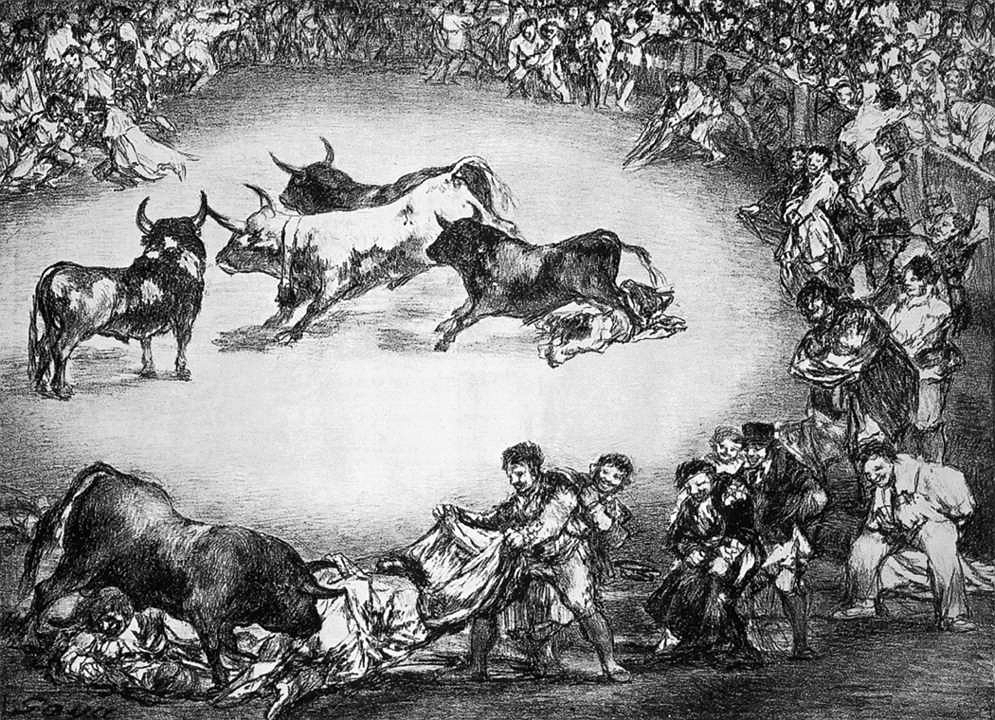
Diversió d'Espanya. Gravat de la sèrie Els toros de Bordeus que Goya va realitzar entre 1824 i 1825

Així és com neix la tauromàquia a peu, les seves tècniques i les seves figures. A partir d'aquest moment, la correguda de toros, en un principi aristocràtica, es converteix en popular. L'actor principal segueix sent el cavaller, però ara és un varilarguero (portador d'una llança llarga), avantpassat del picador actual, que es converteix en protagonista. En lloc de perseguir el toro, o ser perseguit per ell, l'espera quiet per aturar-lo amb la seva llança, com fan els picadors actuals. Després de l'actuació del varilarguero, la gent a peu realitzaven la mateixa funció que feien durant l'època de la «corrida aristocràtica». Aquests homes a peu tenien el paper d'allunyar el toro del cavall utilitzaran capes o abrics, avantpassats del capote.

### Aparició de la forma moderna

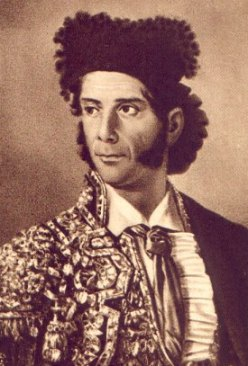
Retrat de Francisco Montes «Paquiro», autor de Tauromàquia completa, l'origen de la forma actual de la corrida

En els primers anys del segle xviii, a Ronda, Francisco Romero, al final d'una correguda de toros, va demanar autorització per matar ell mateix al toro. Després de citar dues o tres vegades al toro amb un llenç, Francisco Romero va matar l'animal amb una estocada (cop d'estoc) amb l'espasa. Aviat es va repetir la nova sort en altres places i es va convertir en un autèntic professional. Així, doncs, Francisco Romero és generalment considerat com l' «inventor» de la tauromàquia moderna, encara que és possible que aquest matança del toro per estocada s'hagués practicat abans d'ell. El 1726, Nicolás Fernández de Moratín va escriure sobre això: «En aquella època, un home va començar a destacar: Francisco Romero, el de Ronda, que va ser un dels primers a perfeccionar aquest art amb la muletilla, enfrontant-se al toro cara a cara». Aquest enfrontament de cara es va anomenar estocada a recibir, que Romero practicava amb els peus junts i que va fer escola.
Els seus èxits porten a un canvi radical en l'art del toreig. Abans d'ell, el protagonista era el picador; després d'ell, l'important no és la mort de l'animal, sinó l'espectacle que li precedeix. La mort del toro és només el final de l'espectacle, no el seu propòsit.
Després de Francisco Romero, molts dels seus compatriotes també es van convertir en matadores de toros (matadors de toros), incloent el seu net Pedro Romero, «Costillares» i «Pepe-Hillo». Aquest últim va publicar a Cadis el 1786 La tauromaquia, o el arte de torear de pie y a caballo (La tauromàquia, o l'art del toreig a peu i a cavall), el primer tractat de la tauromàquia moderna.
Però és amb Francisco Montes «Paquiro» que es configura l'organització de tots els participants de la corrida. En un tractat escrit l'any 1836, Tauromàquia completa, «Paquiro» va organitzar l'espectacle, i va ser la base del primer reglament oficial, promulgat el 1852. A partir d'aquest any, els picadors i els banderilleros no són més que subalterns del matador; el seu objectiu és permetre la mort del toro amb la màxima possibilitat d'èxit. Les suertes que es converteixen en inútils, com els salts amb perxa, desapareixen.
A més de «Paquiro», les principals figuras (torero molt popular) d'aquest període són «Cúchares», «Frascuelo» i «Lagartijo».
Amb l'arribada de l'emperadriu Eugènia de Montijo, d'origen espanyol, va aparèixer a França, entre 1852-1853, les primeres corregudes de toros a partir de les quals es desenvoluparà la moda d'aquest espectacle a França. Es va construir la Plaça de toros de París durant l'Exposició universal de 1889.

### Seglesxxixxi
A la dècada del 1920, la corrida es va fer tan popular fora d'Espanya que fins i tot els aprenents de torero americans es van presentar a Espanya, però sense gaire èxit, mentre que el francès Pierre Boudin (Pierre Pouly) va aconseguir l'interès dels aficionats des del moment de la seva confirmació d'alternativa el 8 de maig de 1922 a Madrid. Només el torero estatunidenc Sidney Franklin va aconseguir fer-se un nom amb la seva entrada a La Maestranza el 1929. A més, la corrida espanyola es va convertir en una moda: «els toreros de les dècades 1920 i 1930 es van convertir en personatges populars (...) i buscats pels intel·lectuals i els artistes. (...) Ignacio Sánchez Mejías té un paper important gràcies a les seves relacions amb la generació surrealista, entre els quals destaquen Federico García Lorca i Georges Bataille, Georges Braque i Max Jacob».
«A causa de la reputada barbàrie que [l'esventrament del cavall] valia a la nació», en paraules de Primo de Rivera, «i a causa de la dificultat de subministrament de muntures que resulta», Miguel Primo de Rivera imposa el 1928 la protecció dels cavalls, el peto. Deu models estaven llavors en competició. Presentat el 6 de març de 1927 a l'antiga plaça de toros de Madrid, el model triat pel dictador va ser el presentat per Don Esteban Arteaga. Composta per ferro i cuir, aquest peto era molt més pesat que el que s'utilitza actualment (25-30 kg), però protegia el cavall de les envestides del toro com si fos una paret. Amb el temps, el peto va millorar amb nous materials més lleugers.

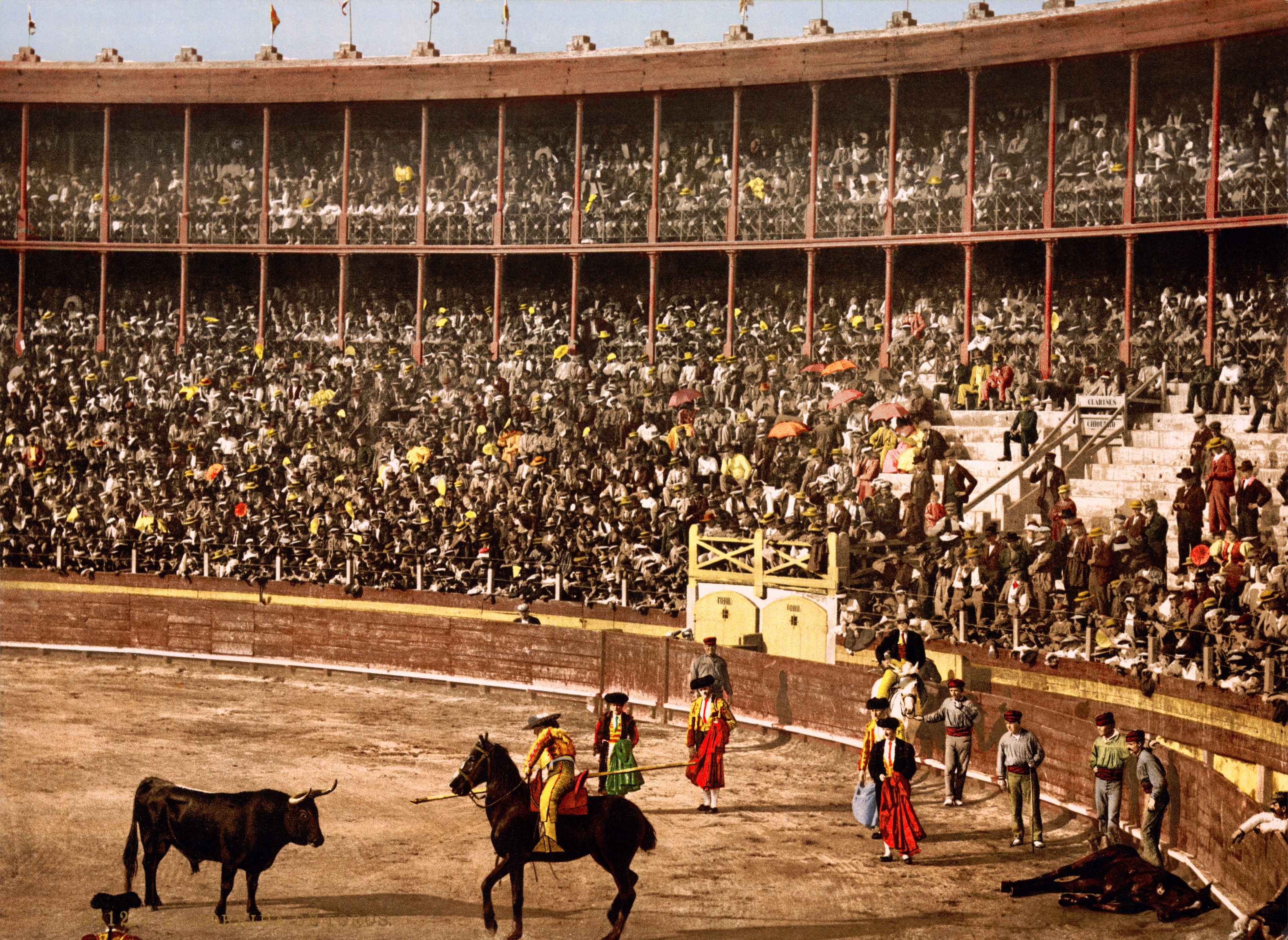
Correguda de toros a Barcelona, 1890
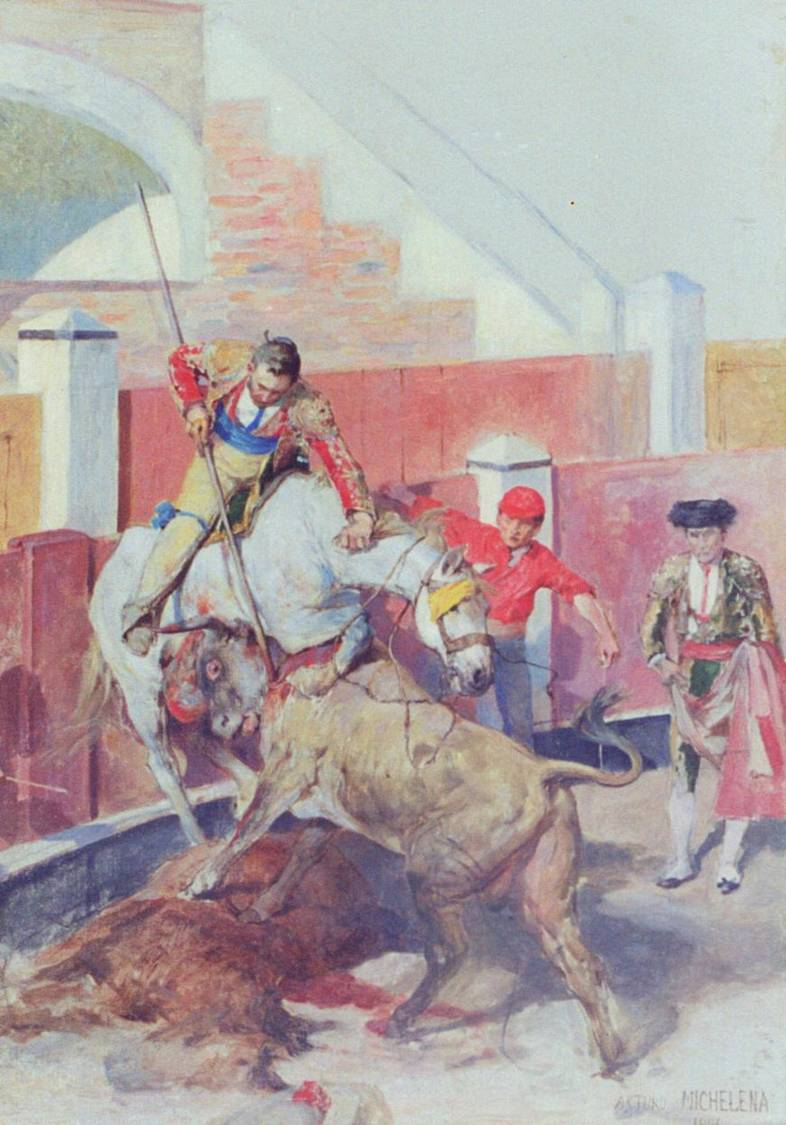
Cavall sense peto esventrat per un toro, segle xix
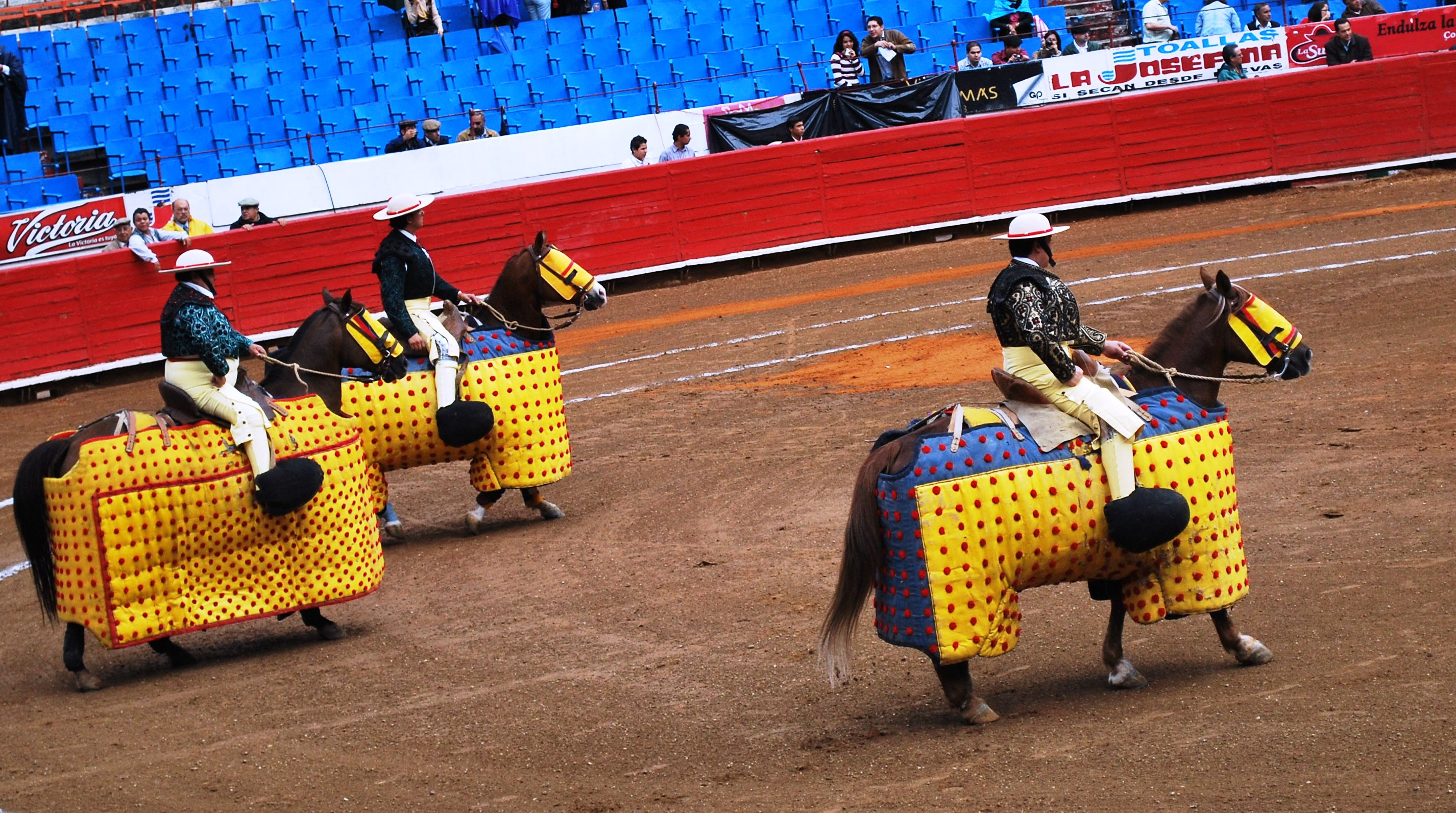
Cavalls amb el peto inventant per Jacques Heyral el 1927 a la Plaça de toros de Nîmes
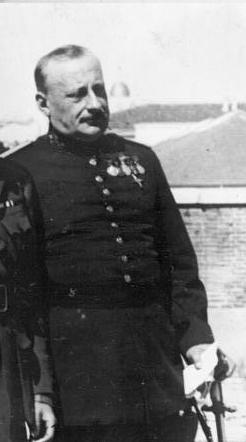
Primo de Rivera va imposar el peto a Espanya el 1928

L'escassetat de toros causada per la Guerra Civil Espanyola i la Segona Guerra Mundial fa que només es toregin toros joves afeitados, permetent un toreig proper on destaca Manolete. A finals del segle xx s'observa un fort augment del nombre de corridas de toros, encoratjades pel turisme, al mateix temps que augmenta l'oposició a la corrida de toros (que es va desaccelerar durant un temps amb la introducció del peto per als cavalls). Entre les figures d'aquestes últimes dècades, destaquen Manuel Benítez Pérez «El Cordobés», Santiago Martín Sánchez «El Viti» i Francisco Camino Sánchez «Paco Camino». A continuació venen Francisco Rivera «Paquirri», Antonio Chenel «Antoñete», Francisco Manuel Ojeda «Paco Ojeda» i Juan Antonio Ruiz Román «Espartaco». A principis del segle xxi, les figures principals són Enrique Ponce i Julián López Escobar «El Juli».
A França, el Ministeri de Cultura va inscriure el gener de 2011 la tauromàquia a l'inventari del patrimoni cultural immaterial de França. La decisió es va anunciar el 22 d'abril de 2011. El ministre de cultura, Frédéric Mitterrand, va subratllar que aquesta decisió, tot i l'enfocament llançat el 2009 per la Unió de ciutats taurines franceses i l'Observatori nacional de les cultures taurines, no implica «cap forma de protecció, promoció especial ni garantia moral i no [pretén] proposar la tauromàquia en el registre. el patrimoni cultural immaterial de la Unesco», però només assenyala «l'existència material d'una pràctica i desenvolupament entorn d'una sèrie d'elements de caràcter cultural (rituals, obres inspirades, trobades populars, i pràctiques d'un vocabulari específic)».
Els opositors han criticat fortament aquesta decisió per la veu de Claire Starozinski, presidenta de l'Aliança anti-corrida. D'altra banda, el ministre va rebre el suport d'André Viard, president de l'Observatori nacional de les cultures taurines, així com una carta de suport signada per trenta-nou personalitats del món de les arts i l'entreteniment, entre les quals hi trobem: Eric Barbier, Christophe Barratier, Bartolomé Bennassar, Daniel Benoin, Vincent Bioulès, Sophie Calle, Philippe Caubère, Jean-Paul Chambas, Lucien Clergue, Florence Delay, Françoise Gilot, Gérard Jugnot, Claude Lanzmann, Christian Lacroix, Denis Podalydès, Michel Portal, Jean-Michel Ribes, Claude Viallat, Francis Wolff (...) nota de L'Humanité.
El 3 d'abril de 2013, el Tribunal Administratiu de París «va rebutjar al fons les demandes de diverses associacions que pretenien cancel·lar el registre de la tauromaquia a l'inventari del patrimoni cultural francès», considerant que aquesta inscripció és d'una banda perfectament legítima i, d'altra banda, que s'ha obtingut d'acord amb les lleis en vigor.
El 27 de juliol de 2016, el Consell d'Estat rebutja l'apel·lació de l'Observatori nacional de les cultures taurines i la Unió de ciutats taurines franceses, i els condemna a pagar 3.000 euros a les associacions CRAC Europe i Droits des animaux. Aquesta decisió administrativa fa definitiva la cancel·lació de la tauromàquia a l'inventari del patrimoni cultural immaterial de França.
A l'octubre de 2018, els representants de les set ciutats taurines franceses més grans es van enfrontar a «un descens del nombre de persones que van assistir a la plaça de toros» i van trobar que «la corrida s'està quedant sense públic a moltes ciutats», i planegen revitalitzar-la «pensant en les tarifes i els canvis de temps» per «arribar a un públic més jove i més nombrós».
Aquests municipis també van acordar una reflexió per canviar les regles de la tauromàquia, amb «especialment al capdavant de la llista de possibles canvis, una reflexió sobre la mort de l'animal a la plaça, però també sobre la durada de l'espectacle».

### Amèrica llatina
A Amèrica Llatina, la corrida s'ha implantat a països on la petjada espanyola era la més antiga i més forta.

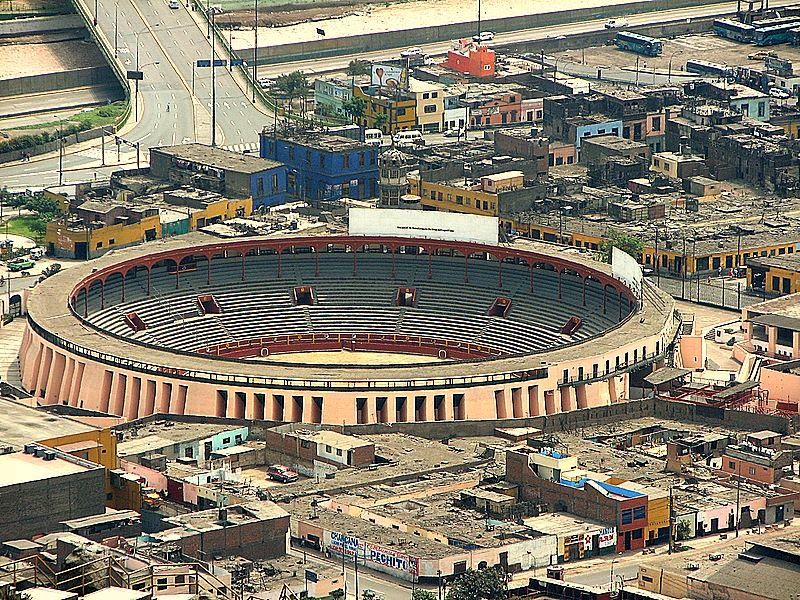
Plaça de toros d'Acho, Lima (Perú)

Les corregudes de toros, tal com es practicaven a Espanya, es van establir a les seves colònies americanes. La primera correguda de toros a la Ciutat de Mèxic, organitzada per Hernán Cortés, va tenir lloc el 13 d'agost de 1529, dia de Sant Hipòlit i aniversari de la rendició de Tenochtitlán (nom asteca de Mèxic) amb toros importats d'Espanya. Prohibit a Mèxic només una vegada (des de 1867 fins a 1887), la corrida compta avui amb la plaça de toros més gran del món, amb 50.000 seients.
La corrida va seguir desenvolupant-se a Veneçuela malgrat la prohibició de 1894. També va romandre molt popular al Perú amb la fira taurina de Lima i la plaça de toros d'Acho, a Colòmbia amb les fires taurines de Manizales, Cali, Cartagena d'Índies, i Bogotà, i a Equador amb fires de Quito i Riobamba, sense cap document objectiu sobre aquest país.
A Panamà, la corrida va ser completament prohibida el 15 de març de 2012. Pel que fa a Bolívia, la celebració de corridas es fa sovint durant les festes majors. A Panamà, la llei 308 que prohibeix el maltractament dels animals, votada el 15 març de 2012, prohibeix la corrida.
D'altra banda, al Perú, el Tribunal Constitucional va adoptar mesures de protecció contra l'espectacle taurí el 22 de maig de 2011: «... va declarar la corrida bé cultural immaterial. Aquesta classificació la posa fora de l'abast de qualsevol iniciativa legislativa per prohibir-la». A Colòmbia, el 31 d'octubre de 2012, el Tribunal Constitucional va dictaminar que els alcaldes no podien prohibir les corridas a la seva ciutat, excepte en cas de perill (places de toros desmuntables o improvisades). El president Juan Manuel Santos va escoltar als matadors Miguel Ángel Perera, El Juli, Luis Bolívar, Sébastien Castella i Pepe Manrique, que estaven preocupats per la prohibició de corregudes a Bogotà el passat mes de juny, actualment il·legals.
El cas de Cuba és una mica inusual, ja que està vinculada a dues formes de colonització: la colonització espanyola, seguida de l'ocupació estatunidenca. La prohibició de la corrida va ser promulgada el 1899 pel general John R. Brooke, que va prendre el comandament de l'illa, i va la confirmar l'any següent el general Leonard Wood, el seu successor, el 28 de maig de 1900. El estatunidencs instal·lats a l'illa reemplacen aquest espectacle relativament poc popular pel beisbol.
D'altra banda, la implantació de la corrida no s'ha mostrat sostenible als països del «con sud», és a dir a Uruguai, Argentina, Paraguai i Xile, on actualment ha desaparegut la seva pràctica.

## Desenvolupament de lacorridade toros
«A Espanya, l'única cosa que comença a la seva hora és la corrida». Federico García Lorca, el 1928, en un poema del Romancero gitano, al·ludeix a aquest moment: «A las cinco de la tarde» (A les cinc de la tarda).

### Elsorteo

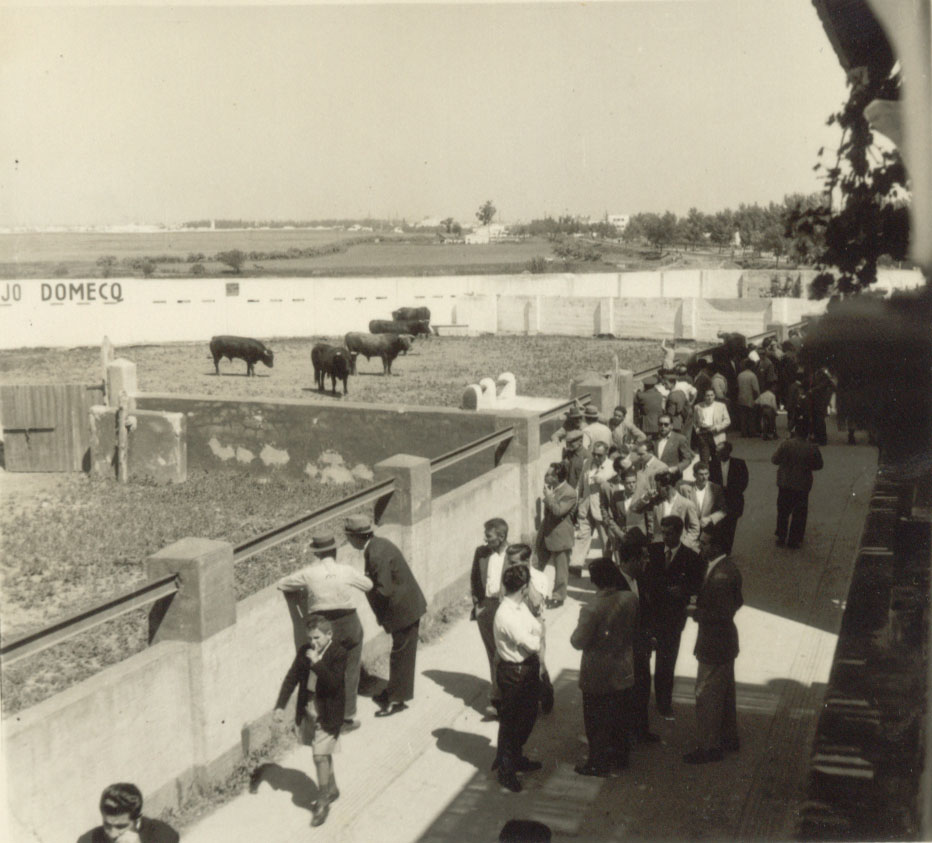
Apartados de toros a la Venta d'Antequera durant la Fira de Sevilla de 1955

El dia de la correguda, al migdia, es produeix el sorteo (sorteig), distribució dels toros entre els matadors per sorteig. El sorteig es fa en presència del president de la correguda de toros i un representant de cadascun dels tres matadors. Abans del sorteig, els representants dels matadors inspeccionen els toros, després formen els lots tractant de distribuir els toros el més equitativament possible segons les seves facilitats o dificultats suposades. El nombre de toros està escrit per parelles en petits papers (tradicionalment paper de fumar) pel representant dels més antics dels matadors; el representant del matador més jove doblega els papers per fer boles, després les posen al barret del mayoral (administrador d'una ramaderia) cobert amb un diari. Cadascun agafa una bola per ordre d'antiguitat, primer el representant del matador més antic.
Una vegada determinat el lot de cada matador, és aquest el que decidirà l'ordre de sortida dels dos toros que se li han atribuït.

### Elpaseo
La correguda comença amb una desfilada de tots els participants: el paseo (o paseíllo). A l'hora designada, el president presenta un mocador blanc; la processó es desplaça amb el ritme d'un paso doble, precedida pels alguaziles (o alguacilillos). En primer lloc són els tres matadors, classificats per ordre d'antiguitat: a l'esquerra (en direcció a la marxa) el més antic, a la dreta el segon d'antiguitat, al mig del menys antic. Si un torero arriba per primera vegada a la plaça, va amb el cap descobert, en cas contrari porta el barret tradicional, la montera. Darrere els segueixen els peones (peons), també distribuïts per antiguitat, després els picadors, també distribuïts segons l'antiguitat.
A continuació venen els monosabios (assistents dels picadors), i després els areneros (empleats de la plaça de toros amb la seva funció de restablir l'albero (la sorra de la plaça) entre dos toros).
Finalment arriba el «tren de arrastre» (tren d'arrossegament), l'equip de mules responsable d'arrossegar el cos del toro fora de la plaça.

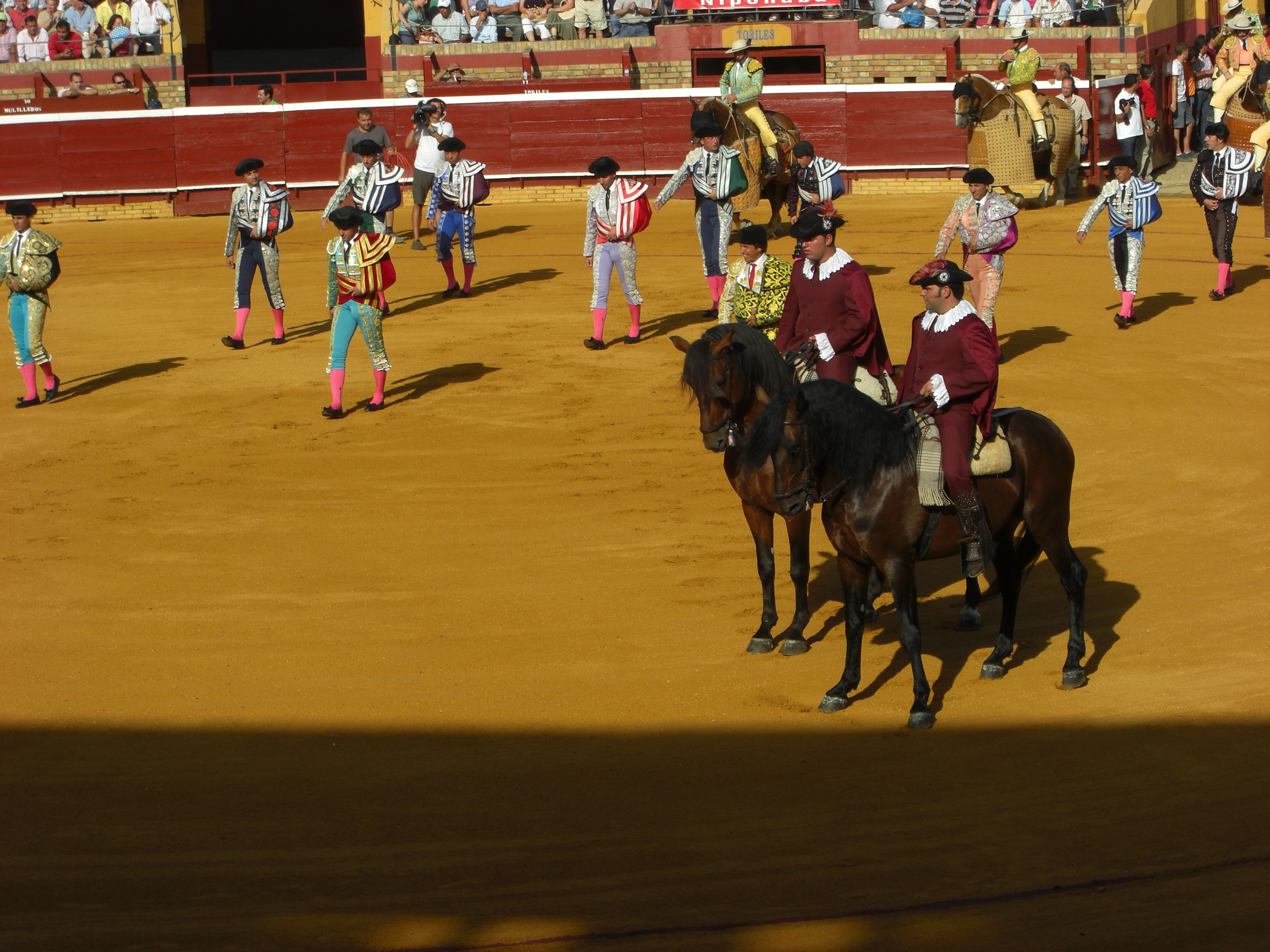
Paseo a la Plaça de toros Monumental de Huelva, Huelva
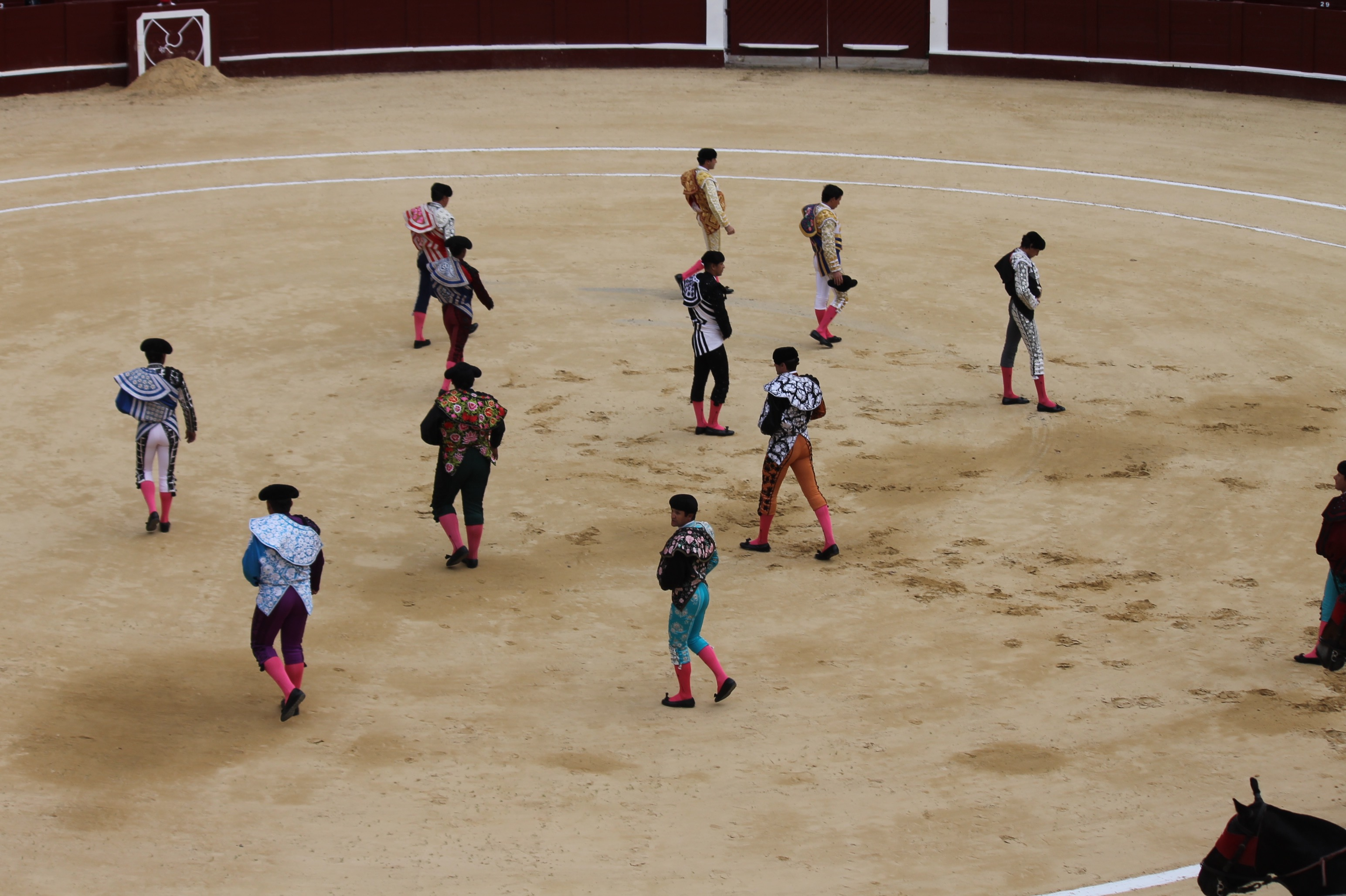
Paseo a la Plaça de toros La Santamaría, Bogotà
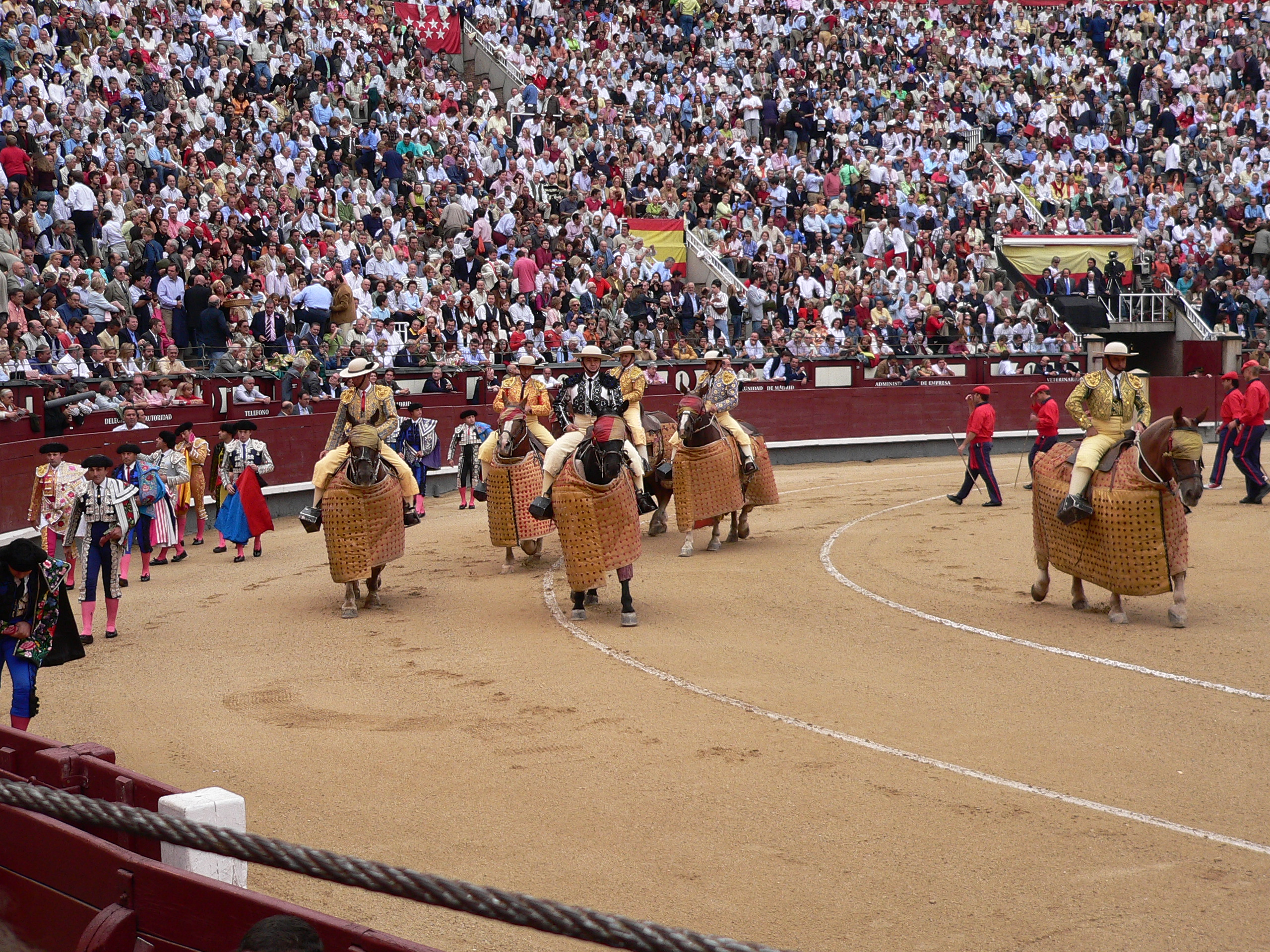
Paseo a la Plaça de toros de Las Ventas, Madrid

### La lídia
Després ve el temps de la lluita, la lídia. Una corrida formal normalment inclou la lídia de sis toros. Per a cadascun d'ells, la lídia s'efectua d'acord amb un protocol immutable. Aquest protocol es divideix en tres parts anomenades tercios.

#### Primer terç:tercio de varas
Després de l'alliberament del toro, el matador i els seus peons fan pases de capote (passades de capa), una tela generalment de color rosat a l'exterior i groc (o de vegades blavós) a l'interior, que serveix per atreure el toro. Aquests primers pases de capote permeten al matador avaluar el comportament del toro: manera d'embestir, carrera, etc.
Per ajudar el seu cap de cuadrilla a avaluar el comportament del toro, els peons el criden cap a ells i l'atreuen a diferents punts de la plaça, incitant-lo a que els envesteixi. Després, el matador mateix fa alguns pases de capote per completar el seu estudi del toro.
Hi ha multitud de pases de capote. El més comú, el més simple i generalment considerat el més bell, és el pase de verónica, en la qual el torero presenta el capote agafat amb les dues mans, davant del toro, fent un gest similar al que, segons l'imaginari popular, va fer Santa Verònica quan va netejar la cara de Crist en el camí cap al Calvari. També hi ha el pase de media verónica (mitja verònica) inventat per Juan Belmonte (que va dir un dia que l'havia creat «perquè era massa mandrós per fer l'altra meitat»), la chicuelina (atribuït a «Chicuelo»), la gaonera (inventada per Rodolfo Gaona), la mariposa (papallona), etc.
El paper del picador és, amb l'ajuda de la seva pica (llança de fusta de faig de 2,60 metres de longitud que acaba amb un punt d'acer, la puya), per punxar el toro, el que permet avaluar la seva bravura. «El propòsit de la pica és calmar el toro fent-lo sagnar i baixar-li el cap perquè s'humiliï a la muleta (...), això redueix la força del seu aparell muscular».
En principi, s'aplica dos cops de pica com a mínim (no hi ha màxim), però en cas de toro feble, el president pot reduir a només un cop de pica. Quan el toro mostra una valentia excepcional, de vegades es fa un cop amb el regatón; el picador porta la pica a l'inrevés, i punxa al toro amb el final de l'empunyadura, el regatón, i no amb la puya.

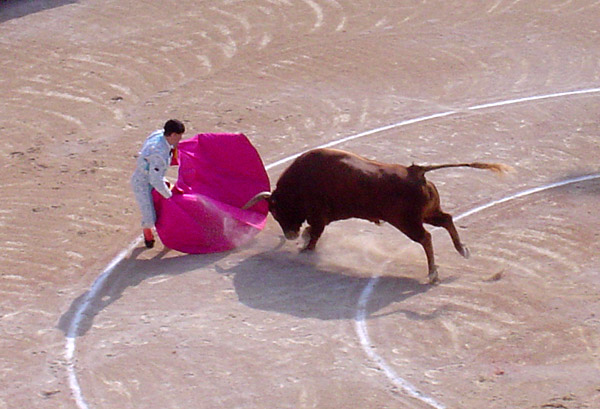
Inici de la lídia, pase de capote
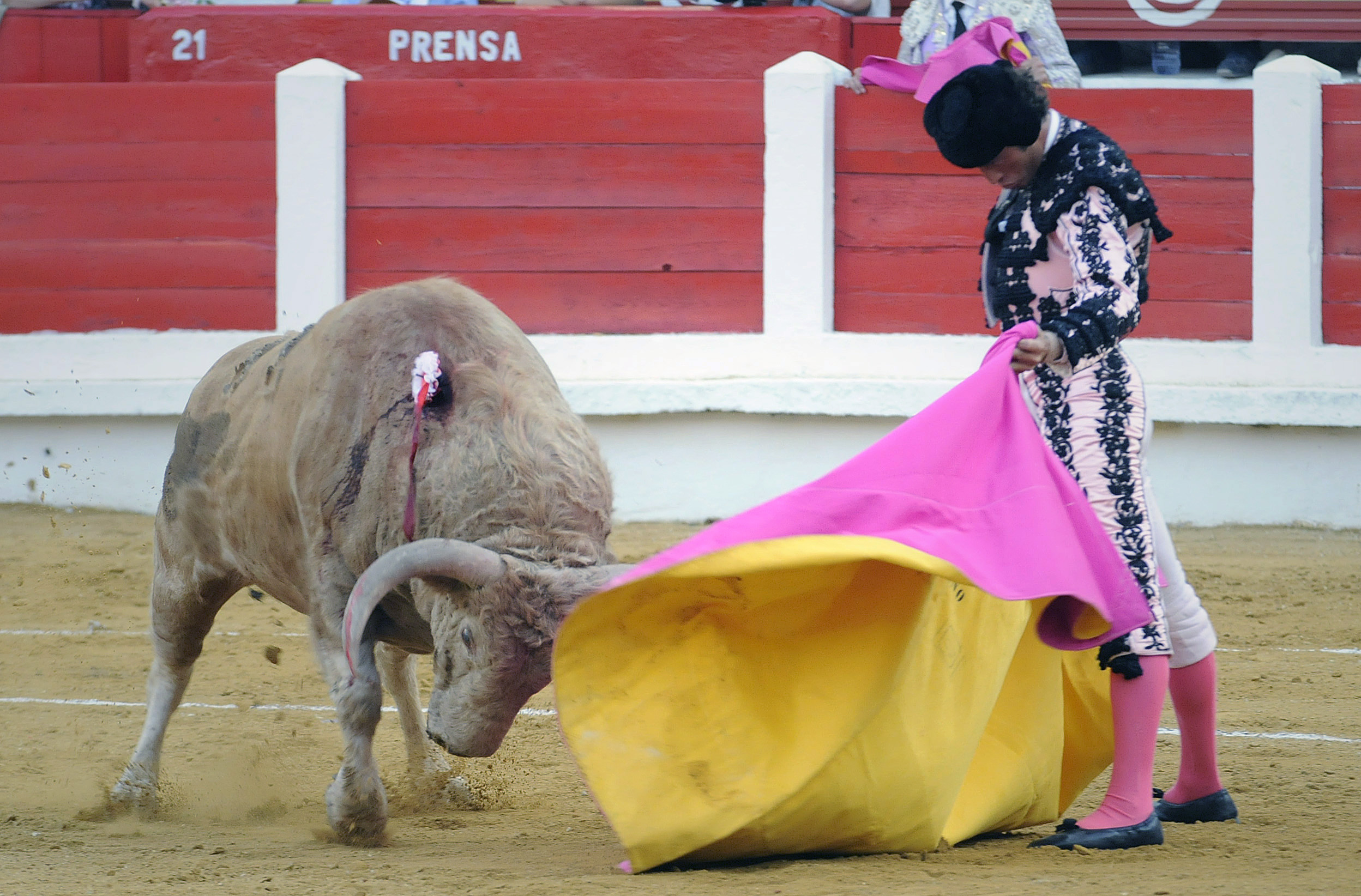
Torero fen un pase de verónica
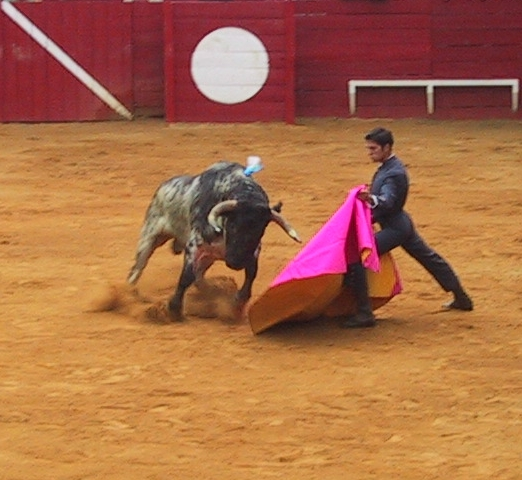
Pase de verónica amb una cama doblegada
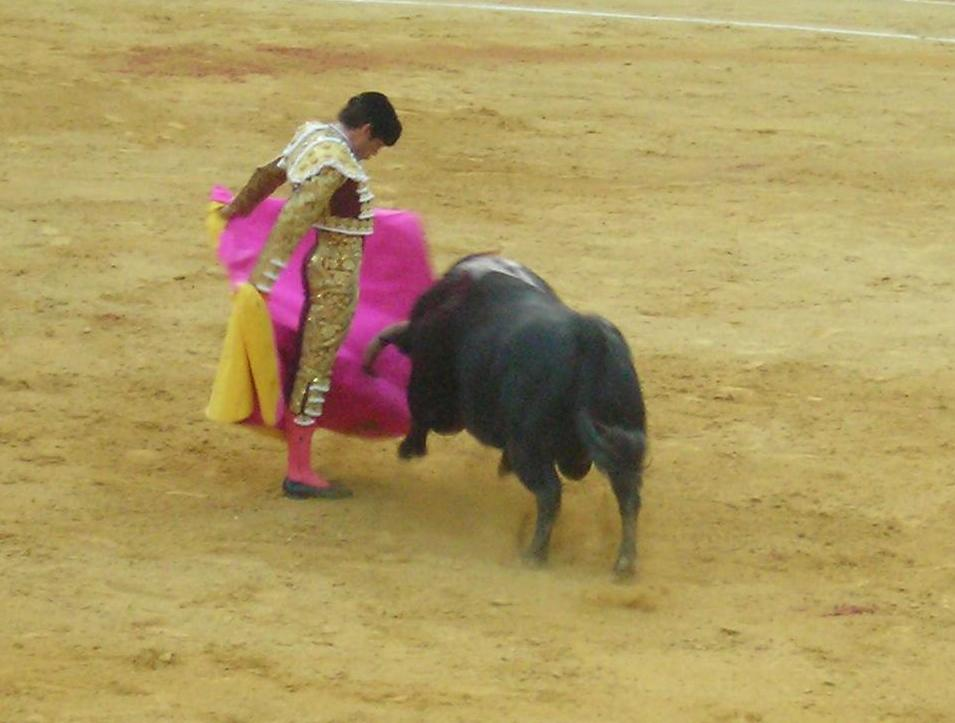
Pase gaonera, per José Tomás
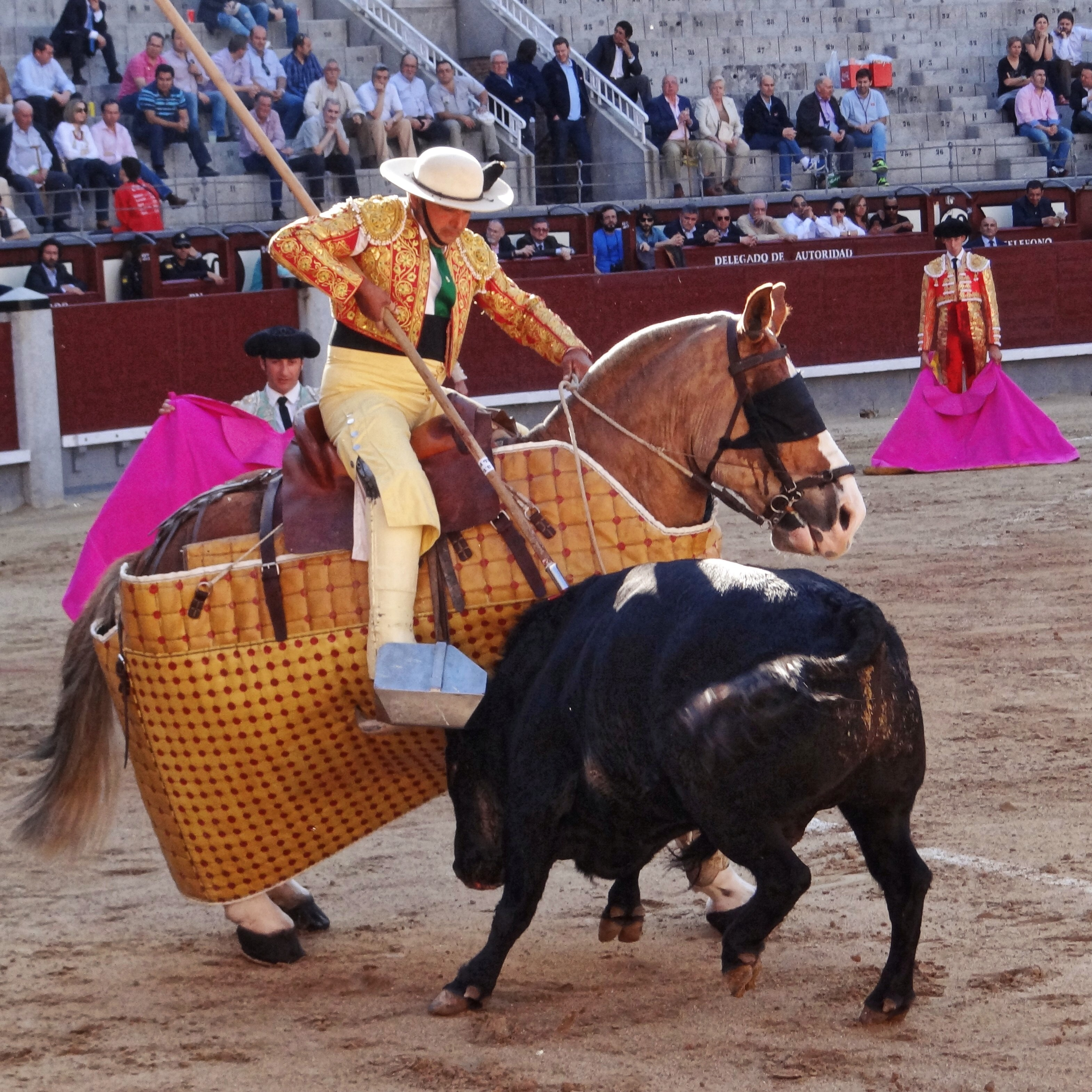
Picador clavant una pica al toro

#### Segon terç:tercio de banderillas
El segon terç consisteix a clavar al morillo de toro (prominent massa muscular situada a la base del coll), les banderilles (bastons de 80 cm de longitud que acaben en un arpó de 4 cm de longitud i coberts amb paper de colors).
Les banderilles són generalment plantadas (clavades) pels banderilleros, però alguns matadors o alguns novilleros les claven ells mateixos.
En principi, es col·loquen tres parells de banderilles. No obstant això, el president de la correguda pot decidir reduir el nombre; el matador pot demanar al president que autoritzi a demanar una quarta parella.
En el cas d'un toro «manso» (sense bravesa), especialment un toro que ha rebutjat totes les piques i ha fugit dels pases de capote, el president pot decidir col·locar-li banderilles negres. L'arpó és una mica més llarg i és una «marca d'infàmia».

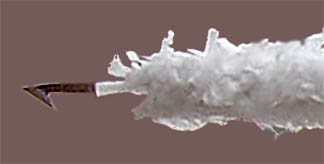
Punta de la banderilla
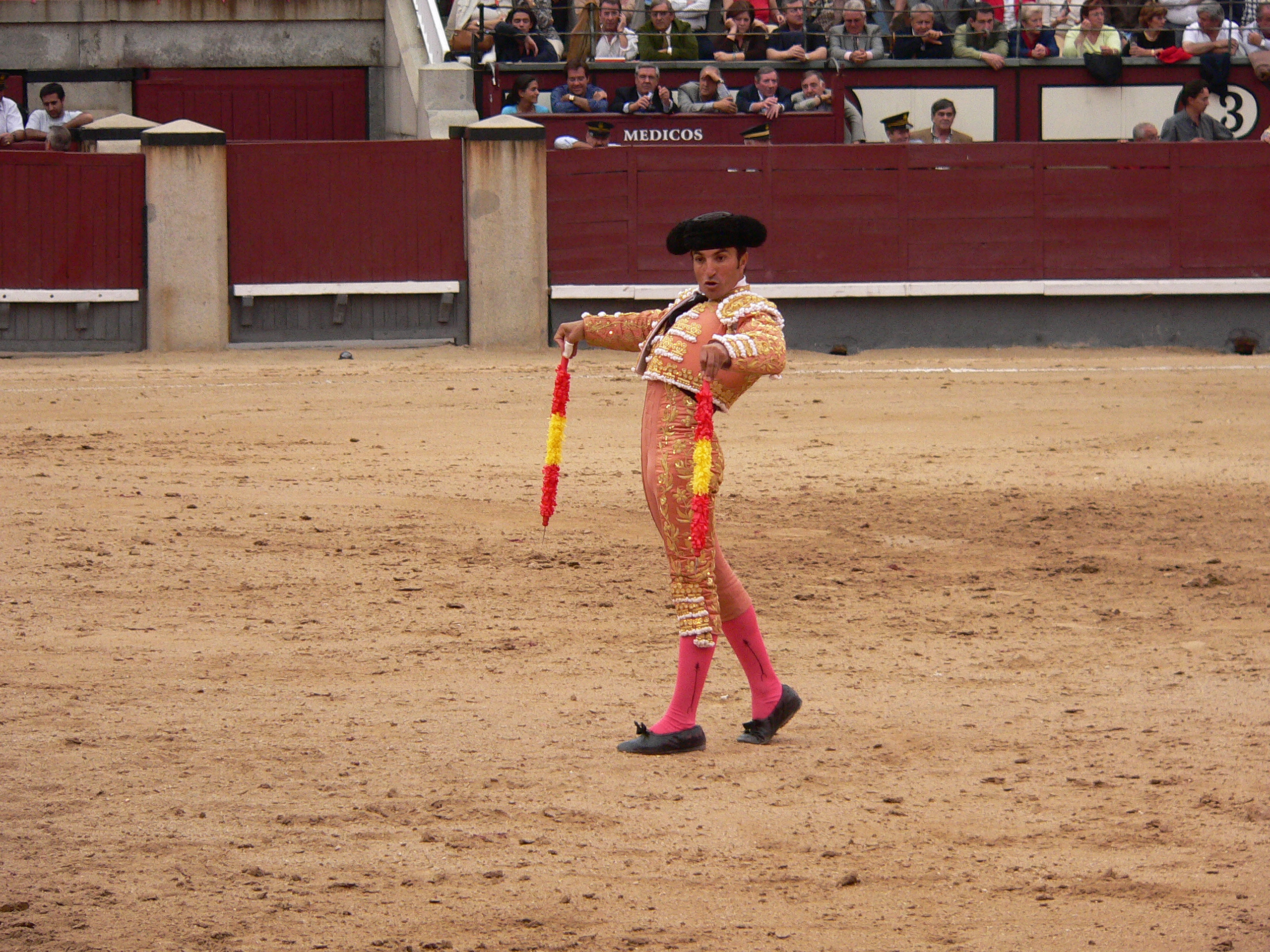
Banderillero
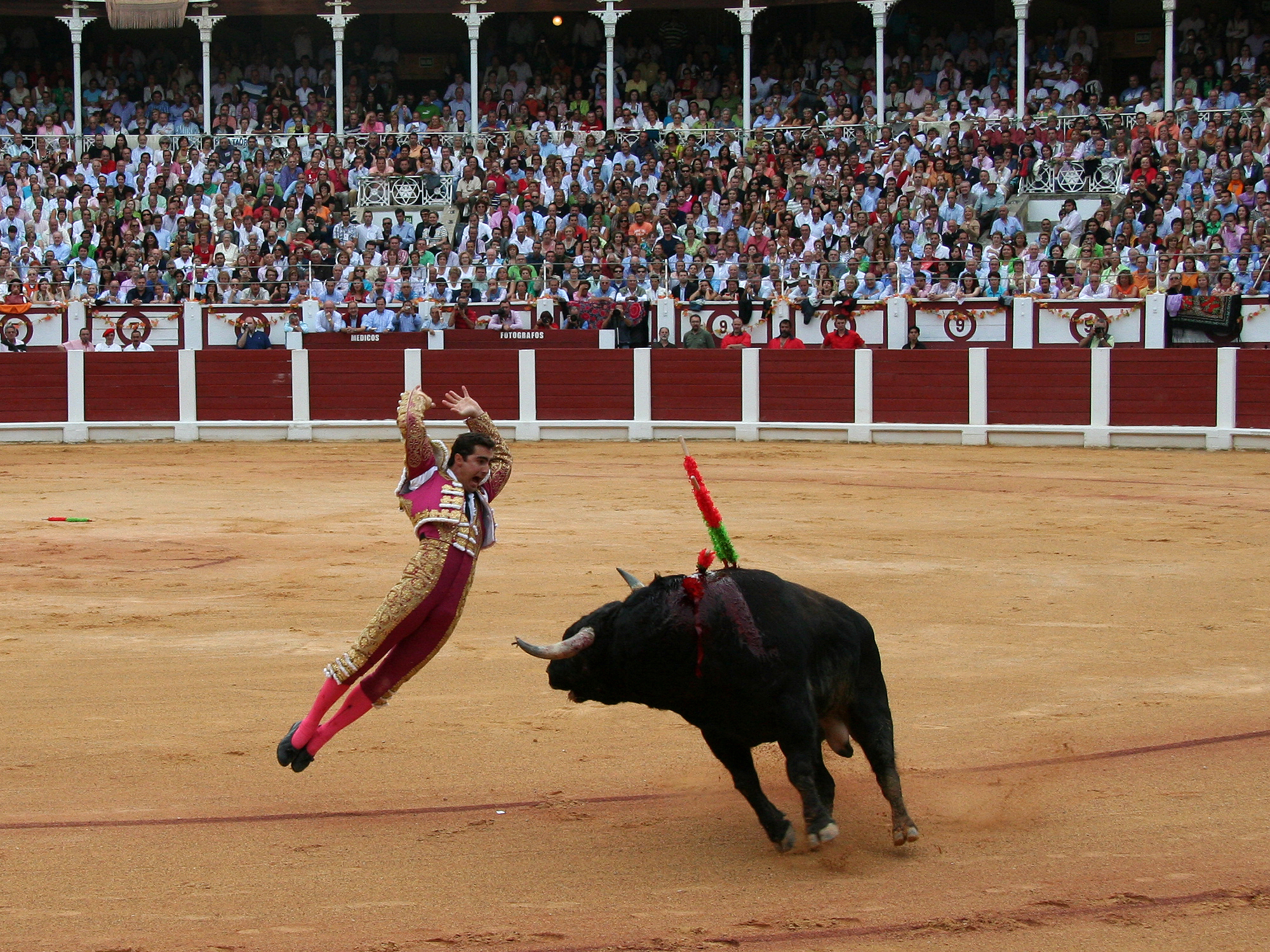
Banderillero posant les banderilles
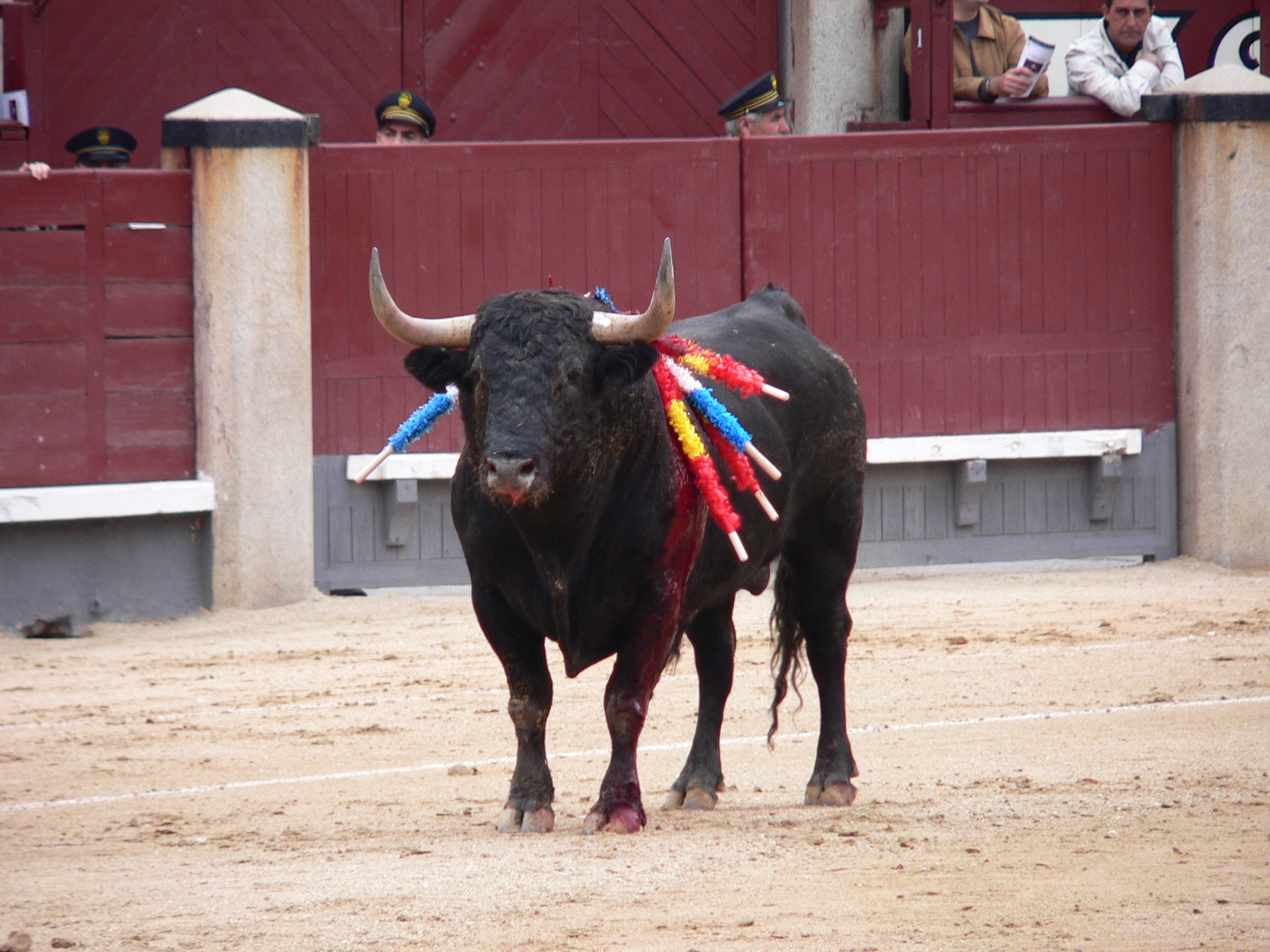
Toro amb les banderilles clavades

#### Tercer terç:tercio de muerte

##### Lafaena de muleta
La faena de muleta és el treball del matador amb l'ajut d'una tela vermella, la muleta. La faena de muleta prepara el toro per a la mort.
Originalment, la faena de muleta estava limitada a quatre o cinc pases (passades); actualment, si el matador fes només aquests pases desencadenaria una bronca enorme. Igual que els pases de capote, els pases de muleta són innombrables: el pase natural (passada natural), pase bàsic de la faena en el qual la muleta s'agafa amb la mà esquerra i el toro envesteix des de la dreta del matador; el pase de pecho (passada de pit) en el qual la muleta s'agafa amb la mà esquerra i el toro envesteix des de l'esquerra del matador; el pase derechazo (passada des de la dreta), en el qual la muleta es troba a la mà dreta i s'amplia amb l'ajut de l'espasa (de manera que és d'alguna manera un «natural al revés»); el pase de pecho a la derecha (pasada de pit a la dreta), el pase de pecho al revés (passada del pit al revés); pases ayudados (passades assistides), en el qual el matador sosté la muleta amb la mà esquerra, donant suport i engrandint la tela amb l'espasa que es troba a la mà dreta.
També distingim la bandera, el molinete, l'orticina (inventat per Pepe Ortiz), i la manoletina (atribuït a Manolete).

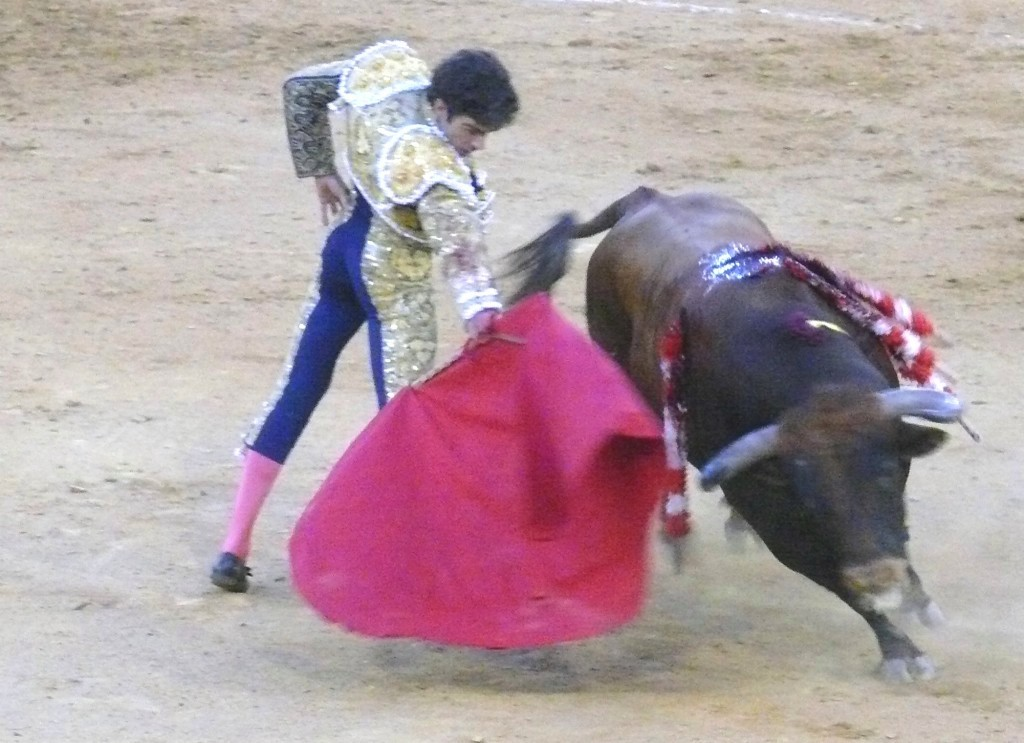
Pase derechazo
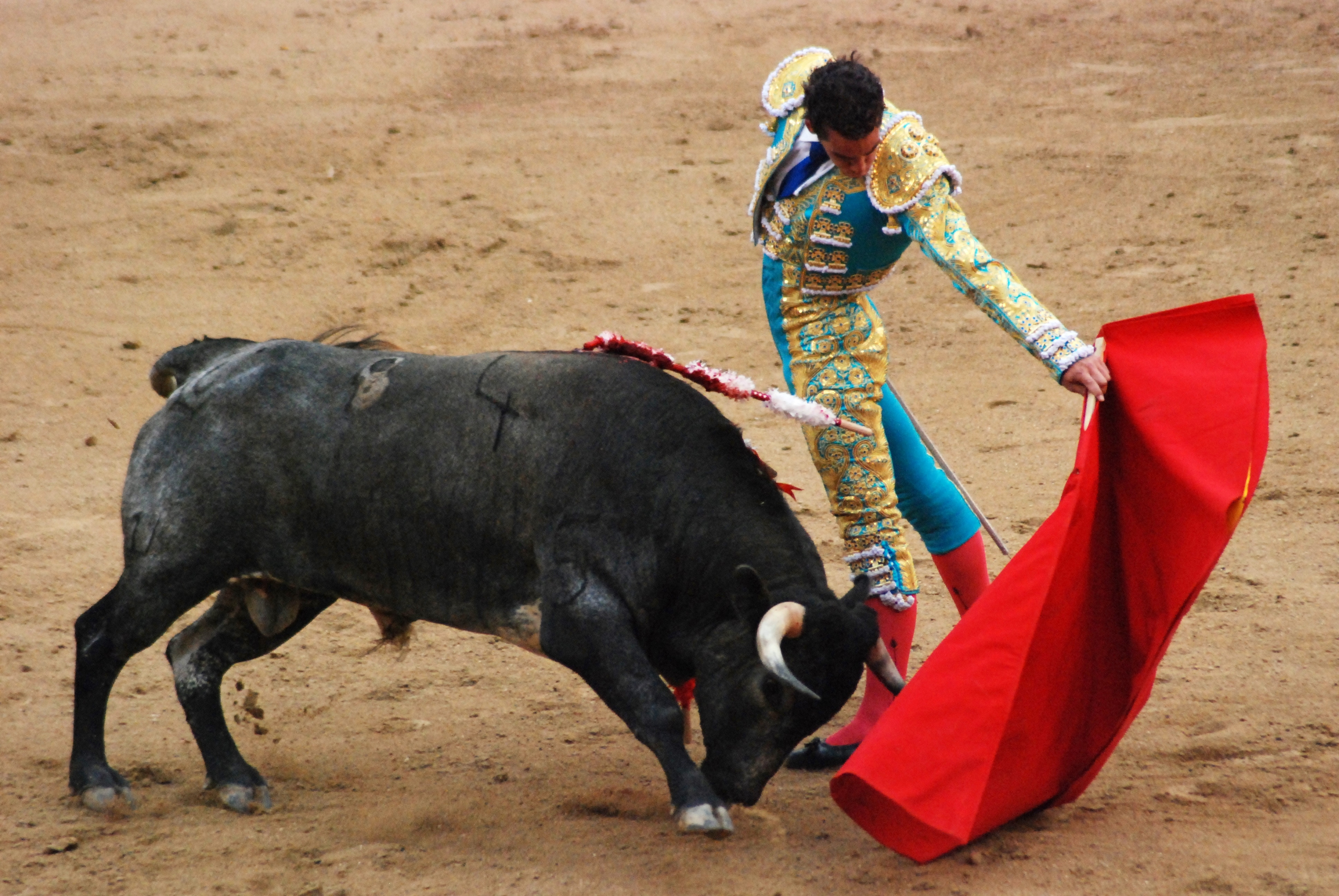
Pase natural
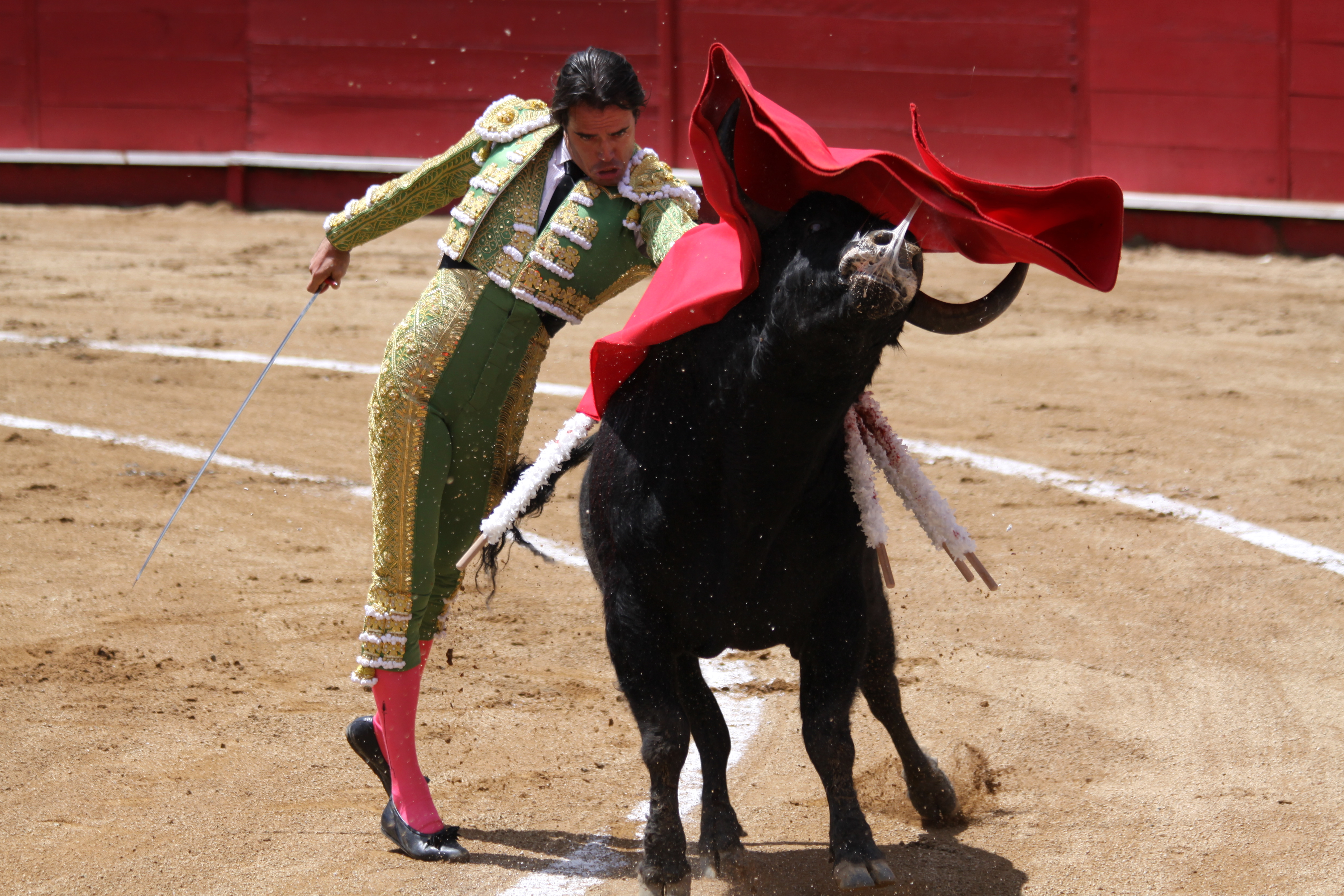
Pase de pecho
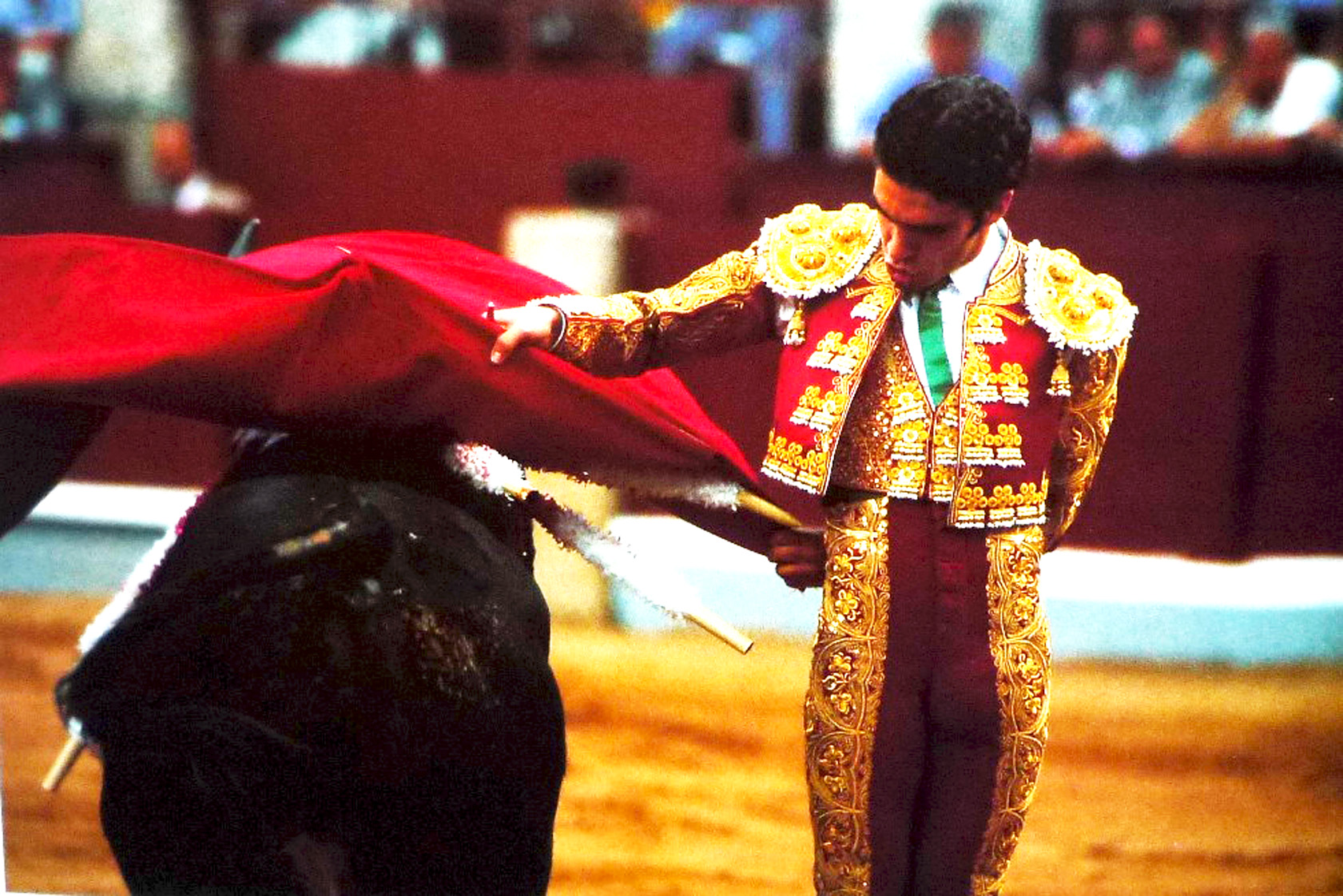
Pase manoletina

##### Estocada,descabelloipuntilla
Aquest terç acaba amb l'estocada amb l'ajut de l'espasa. Hi ha tres maneres de realitzar l'estocada: «al volapié» (el més comú), «a recibir» (el més difícil i el menys utilitzat), i «al encuentro» (intermedi entre els dos anteriors).
Si escull al volapié (meitat corrent i meitat volant) el matador s'espera fins que el toro és queda immòbil i es llança sobre ell per clavar-li l'estoc. A recibir (rebent el toro), al contrari, el matador roman immòbil esperant l'envestida del toro. Finalment, en una estocada al encuentro (a la trobada), tots dos es troben a mig camí. L'estocada s'ha de realitzar a la cruz (la creu), una zona estreta situada entre la columna vertebral i l'espatlla dreta.
De vegades, després de l'estocada, el toro triga a morir. En aquest cas, el matador ha de «descabellar»: li clava una espasa especial anomenada verdugo (botxí) entre la base del crani i el començament de la columna vertebral, en el mateix lloc on el puntillero clavará la seva puntilla.
Després de l'estocada (i de vegades després del descabello), el cop de gràcia el dona un dels peons (anomenat puntillero) amb l'ajuda d'una puntilla (una daga amb una fulla curta i ampla), que la clavarà entre la base del crani i el començament de la columna vertebral, per destruir el cerebel i el començament de la medul·la espinal.

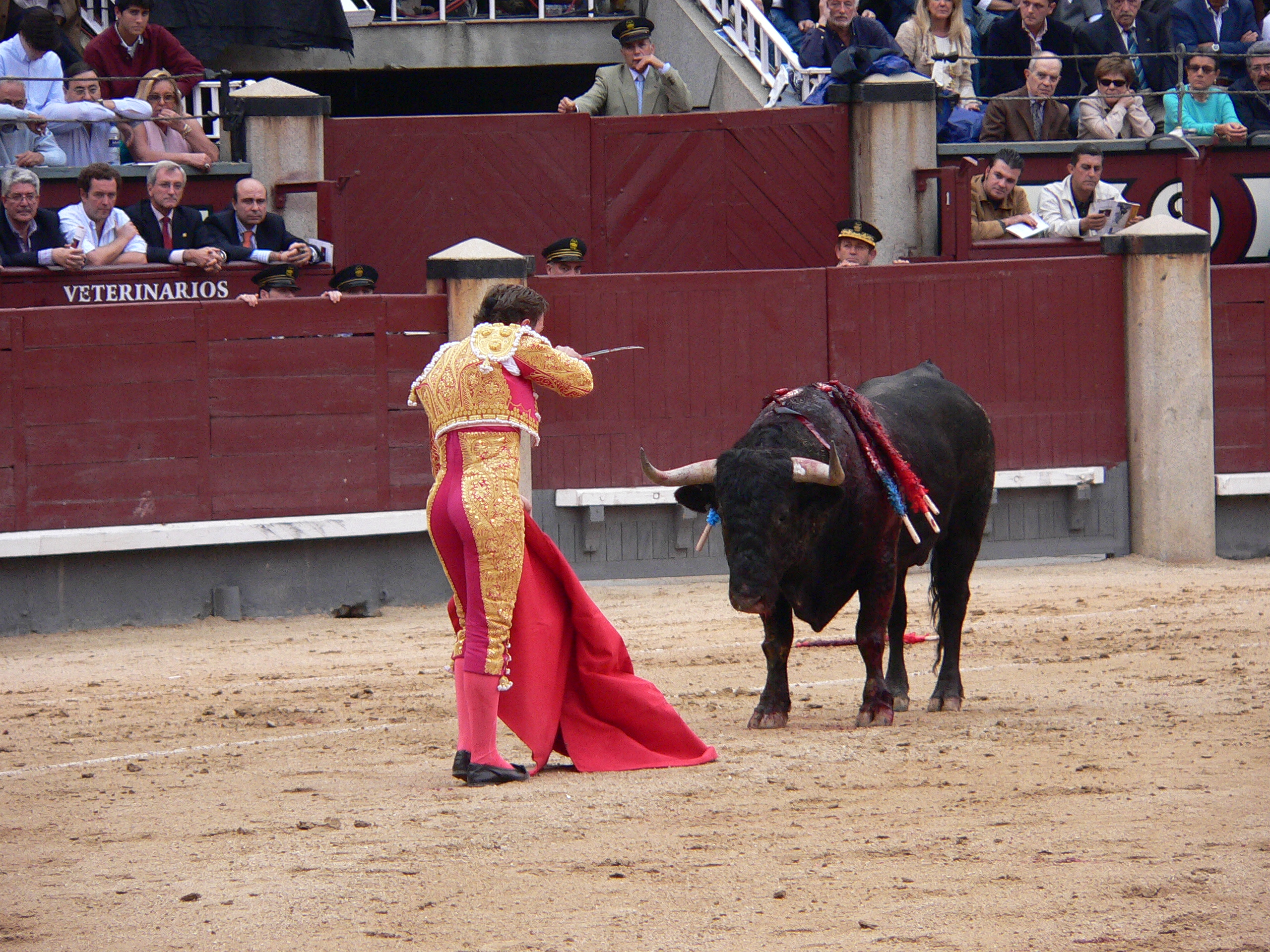
Matador preparant-se per l'estocada
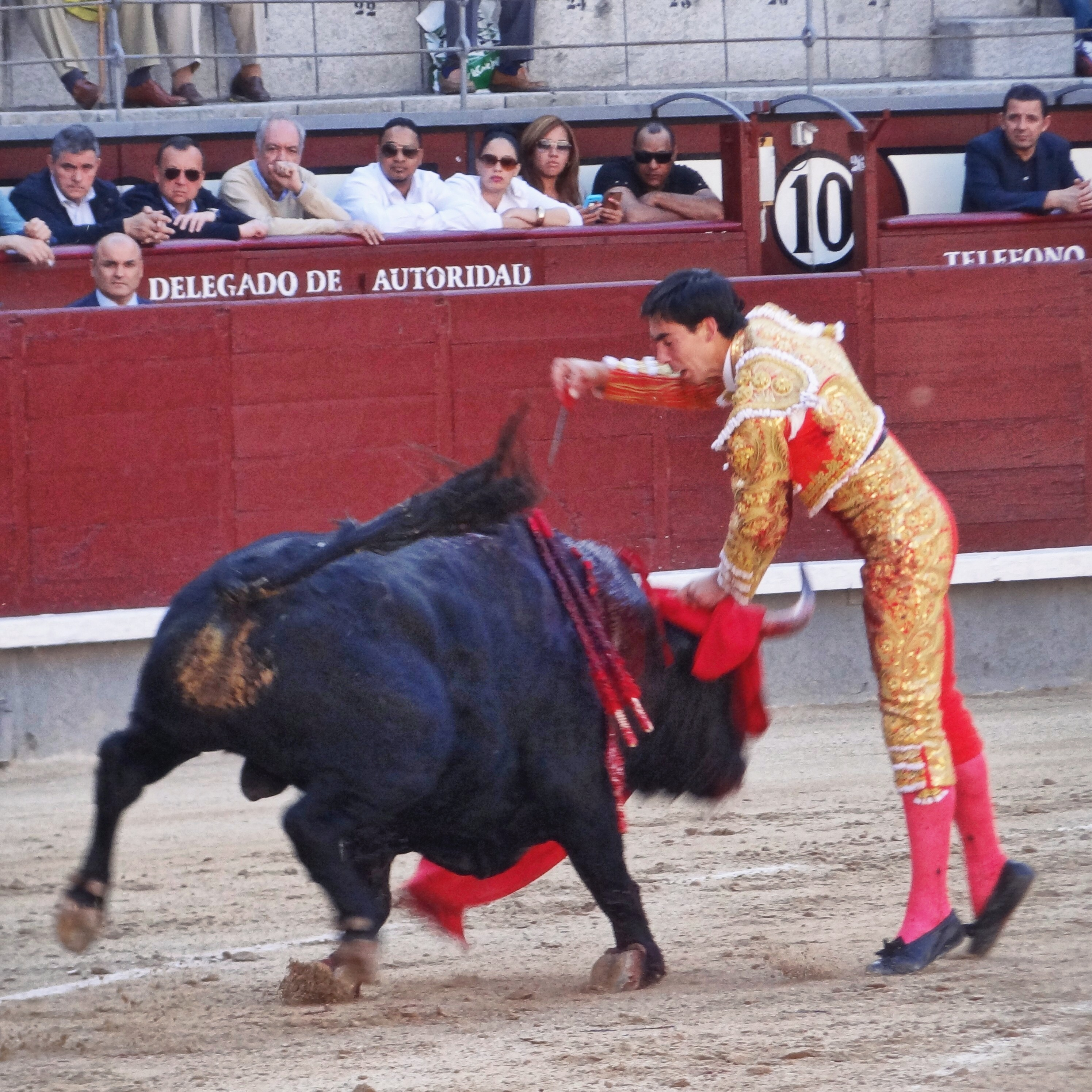
El matador clavant la seva espasa al toro
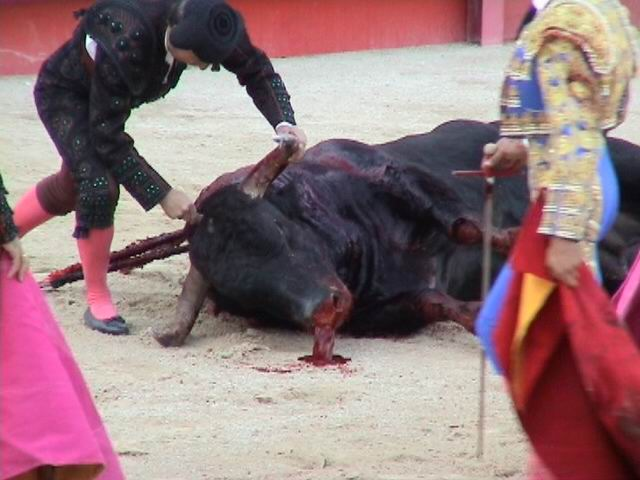
Puntillero clavant una puntilla al clatell de l'animal
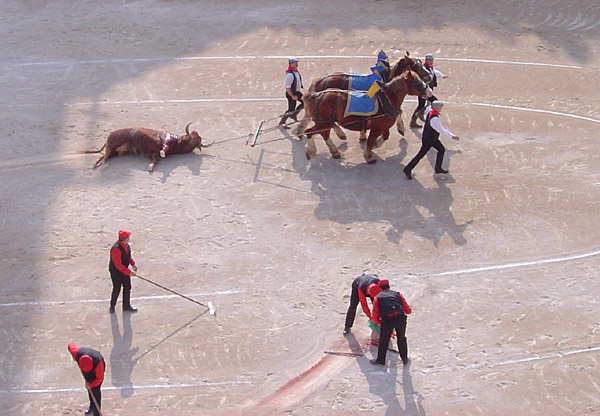
Mulilleros arrossegant el toro fora de la plaça mentre que els areneros netegen la sorra de la plaça
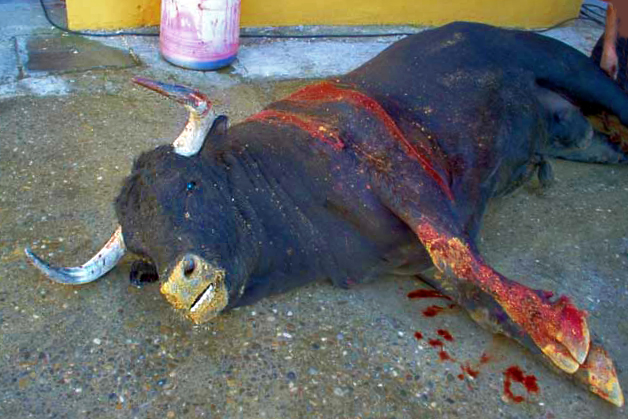
Toro després de la corrida. La carn es ven a les carnisseries especialitzades

#### Compte enrere del temps durant el tercer terç
El temps assignat al matador per matar el toro està limitat pel reglament taurí: es troba fixat en principi a un quart d'hora. Cinc minuts abans de finalitzar el temps reglamentari, el president dona el «primer avís» per mitjà d'una trompeta. Tres minuts després del primer avís sona el «segon avís». Dos minuts després sona «el tercer avís»; si el matador encara no ha matat al toro, s'ha de retirar darrere de la barrera i el toro torna al toril, on serà abatut. Deixar sonar els tres avisos es considera com la pitjor vergonya que pot conèixer un matador.
Un dels motius d'aquest límit de temps és la creença que més enllà d'aquest temps, el toro entendria que el seu veritable enemic no és la muleta sinó l'home que sosté la muleta, per la qual cosa s'ha de matar el toro abans que descobreixi el subterfugi. No obstant això, no és possible afirmar que els toros necessàriament entenen aquest subterfugi després d'un quart d'hora. La velocitat de l'aprenentatge pot dependre de l'individu. És per això que un cert nombre d'aficionats pensen que s'hauria de permetre perllongar l'espectacle si el matador s'adona que el toro encara no ha descobert l'engany.
Una altra explicació és que el límit de quinze minuts obliga al matador a tractar de torejar centrant-se més en la qualitat que no pas en la quantitat dels seus pases. Aquesta explicació continua sent controvertida; alguns matadors poden encadenar en menys de deu minuts molts pases considerats molt mediocres.
El quart d'hora inclou només la faena de muleta, l'estocada i l'eventual descabello. No es compta el temps dedicat a la pica i les banderilles. A més, el compte enrere no s'inicia alhora segons el lloc on es realitza la correguda i la regulació del quart d'hora no es respecta sistemàticament de la mateixa manera:
- abans a Espanya i França, els quinze minuts es començaven a comptar des del primer pase de muleta. Des de 1991, comencen a partir del moment que el president dona l'ordre de canviar el terç;
- a Mèxic, el temps es compta des de la primera tentativa (intent) d'estocada. El matador, per tant, no té quart un d'hora, sinó un temps il·limitat fins al primer intent d'estocada i, a continuació, set minuts a partir d'aquest primer intent. Aquesta especificitat no es deu als propis toros, ja que recentment s'han fet granges mexicanes de toros importats d'Espanya; en moltes corregudes a Mèxic, els toros són espanyols;[67]
- a Andalusia, des del 1r d'abril de 2006, el primer avís sona deu minuts després del canvi de terç, com a qualsevol altre lloc d'Espanya o França. Però si el matador intenta una estocada a menys de vuit minuts després del primer pase de muleta, el primer avís sonarà dos minuts més tard. El president ha de tenir dos cronòmetres, quan només n'hi ha prou amb un a la resta d'Espanya i a França. El primer cronòmetre s'inicia quan es fa que el canvi de terç per a començar a comptar els deu minuts, i el segon cronòmetre comença amb el primer intent d'estocada (si es produeix abans del vuitè minut), per a comptar els dos minuts restants. La regla és la mateixa sigui quin sigui l'origen geogràfic del toro;
- si la prestació del matador no satisfà al públic, si està avorrit, molts espectadors criden «aviso, aviso» (avis, avis), molt abans de la normativa dels deu minuts, per demanar que s'acabi el seu avorriment. Molt sovint, el president no esperarà a que passin els deu minuts per a fer sonar el primer avís. Per contra, si l'actuació del matador agrada (o sembla complir) al públic, sovint el president no farà sonar el primer avís fins després de dotze o tretze minuts, desencadenant l'enuig dels espectadors que no els agrada que soni l'avís dos o tres minuts més tard.

## Els protagonistes de lacorrida

### El toro

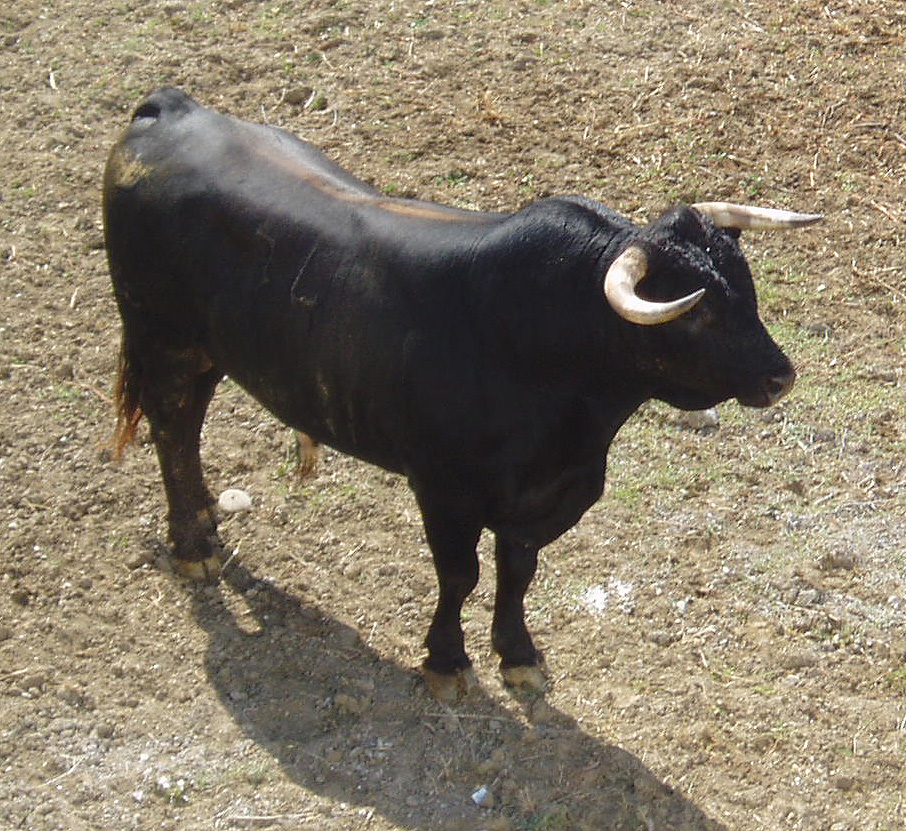
Toro de lídia

El protagonista principal de la corrida és el toro: la corrida té lloc en una plaça de toros, on el toro és mort per un torero.
A la sortida del toril, el toro és marcat amb la «divisa», unes cintes de diferents colors. Cada ganadería (ramaderia) té la seva pròpia divisa.
Les tres qualitats principals d'un toro de lídia són «bravura», «noblesa» i «casta». La bravura és la qualitat fonamental del toro de lídia i es manifesta en la seva rapidesa en l'envestida amb la menor sol·licitud i en la repetició incansable dels seus atacs. També necessita la noblesa, que es manifesta per la facultat de l'animal per envestir en línia recta, baixant el cap. Finalment, ha de tenir casta, és a dir, tenir, de manera general, totes les qualitats, fins i tot secundàries, demanades al toro: valentia, noblesa, força, estètica, etc.
En general, l'animal ha de tenir totes les qualitats que es busca en el toro. En cas contrari serà qualificat «soso» (insípid), és a dir, que fa un combat sense emoció i avorrit perquè és fàcil d'enganyar.

#### Races originals iencastescontemporanis
Cada criança forma part d'una «casta»; per exemple, es dirà que un toro és de «casta vasqueña» quan descendeix dels toros criats pel ramader José Vásquez, o de «casta vistahermosa» quan descendeix dels toros criats pel comte de Vistahermosa.
Dins d'una casta, un encaste és un grup reduït d'una ganadería. L'encaste, per la seva selecció, refina les característiques de la casta i forma un nou origen. El toro de lídia, que pertany a l'espècie Bos primigenius f. taurus, és el resultat de molts encreuaments entre les races originals que van originar l'aparició dels encastes contemporanis.
La genealogia de les races originals o castes es declina segons la següent cronologia: del Bos Taurus Celticus descendeix el Bos Taurus Africanus, del qual descendeix el Bos taurus Ibericus. Del Bos taurus Ibericus van sorgir la raça navarresa, la raça castellana i la raça andalusa. De la raça castellana descendeixen les races Raso del Portillo i Jijona. De la raça andalusa descendeixen la raça Cabrera (1740), la raça Gallardo (1790), la raça Vásquez (1750) i la raça Vistahermosa (1770). De la raça Cabrera descendeixen la branca històrica de la raça Miura (1842)-Gallardo i la raça Pablo Romero (1885). De la raça Vásquez descendeix la raça Veragua (1850). De la raça Vistahermosa (1770) descendeixen les races Marqués de Saltillo (1854), Murube (1851), Parladé (1904) i Santa Coloma (1905).

#### La criança del toro
Fins al final del segle xvi, els «toros rústicos» (toros rústics) vivien en total llibertat en grans espais. Al segle xvii es van utilitzar com a animals de carreres o de treball abans d'acabar a les carnisseries. Els primers criadors de fer una selecció de «toros bravos» (toros braus) van ser Don Vicente Vásquez i el comte de Vistahermosa.
| « | L'Església va tenir un paper important en la cria de toros de lídia des de principis del segle xvii. Els cartoixans del convent de Jerez de la Frontera, els dominics de Jerez de la Frontera o de San Jacinto a Sevilla, els trinitaris de Carmona, etc. [...], van ser criadors de toros bravos. | » |

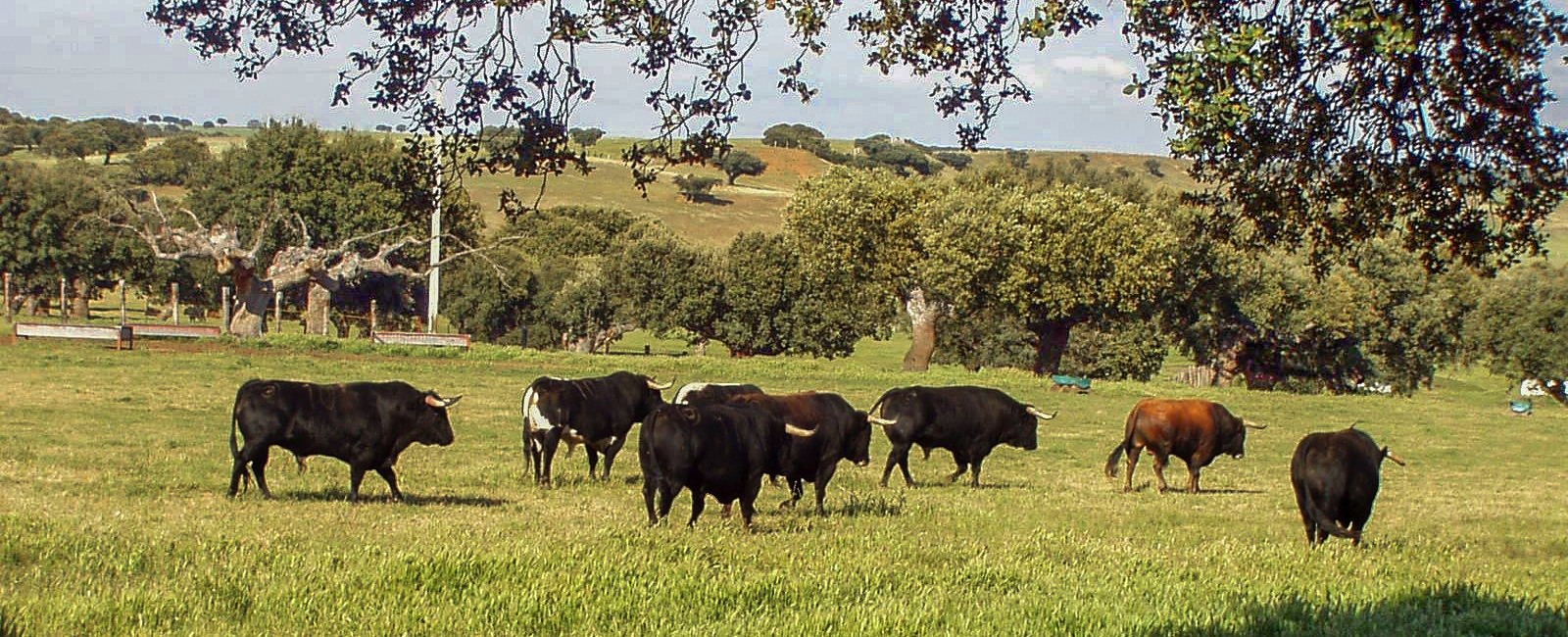
Criança de toros de lídia en una devesa prop de Salamanca

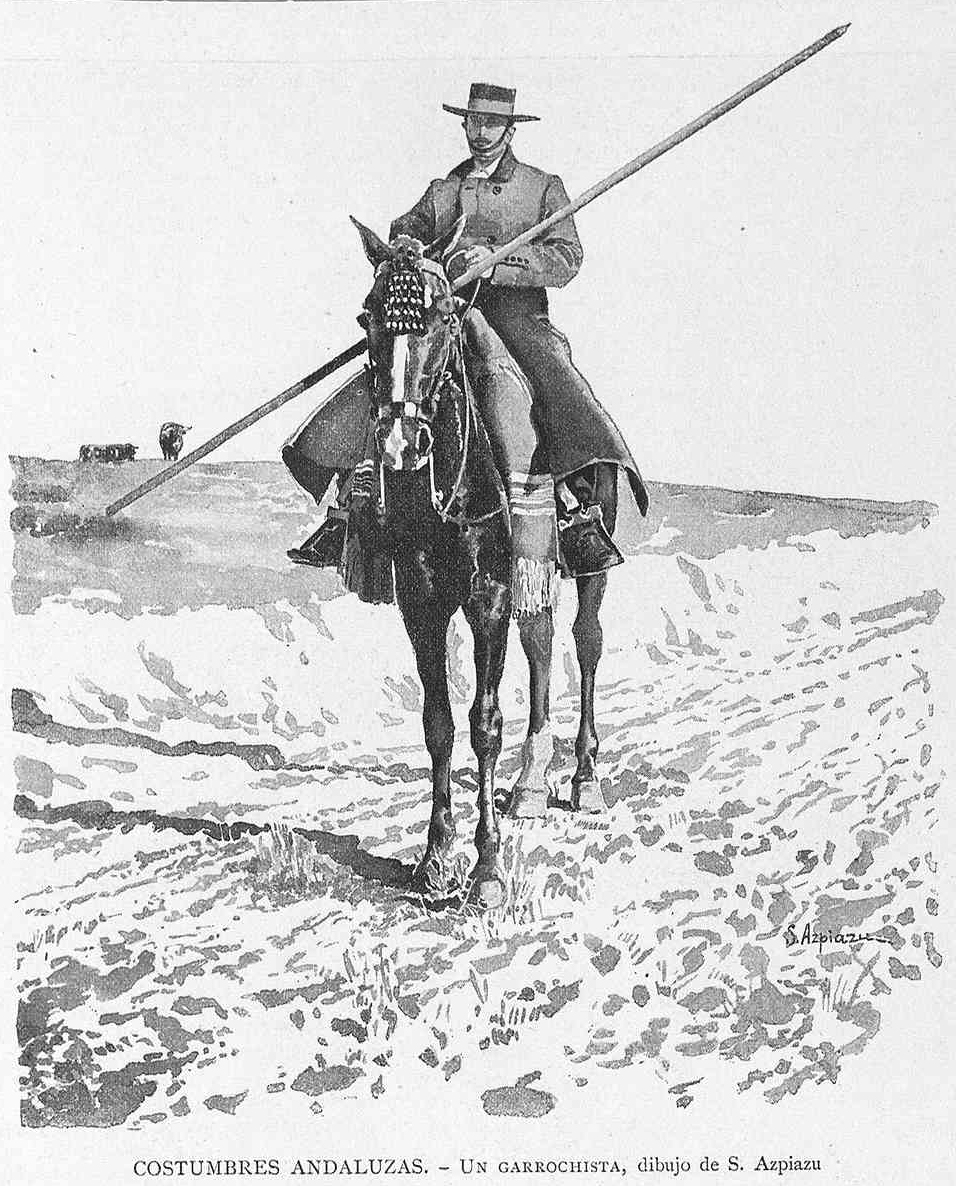
Un garrochista. Il·lustració artística de Salvador Azpiazu per a Costumbres andaluzas. Acoso, derribo y tienta, 1897

Els sacerdots també són l'origen de les criances considerades «dures». Marcelino Bernaldo de Quirós, cura de Rota, va lliurar els seus toros a un altre sacerdot, Francisco Trapero, els quals, els encreuaments amb Vistahermosa són a l'origen dels Miura i dels Martín.
Avui dia, els toros són especialment seleccionats per les seves qualitats de lluita i la massa corporal (de vegades més de 600 kg, però amb més freqüència entre 480 i 550 kg). A la plaça de toros, són especialment jutjats segons el seu trapío (ritme). Hi ha més de 80 adjectius per descriure les qualitats físiques d'un toro, des del color del pèl fins a la forma de les banyes.
Les ramaderies garanteixen una cria en condicions d'aïllament per garantir que el toro que entri a la plaça no hagi vist mai un home dempeus; els criadors circulen exclusivament a cavall o en vehicle. L'objectiu és aconseguir que els toros siguin «braus».
Per obtenir les qualitats desitjades, les vaques de criança es seleccionen durant una prova coneguda com a tienta (o tentadero): la vaca s'enfronta a un picador amb una pica amb una puya molt més petita que la que es fa servir a la corrida. Si mostra suficient «bravura», llavors és torejada a la muleta per un matador que aprofita l'oportunitat per entrenar-se. Sovint, el matador és seguit per novilleros (toreros novells) que intenten fer-se veure pels professionals presents.
Després de la tienta, només es conservaran les millors vaques per a criar els futurs toros de lídia.
Els sementals també són seleccionats durant una tienta de machos (prova). Però també d'acord amb un altre mètode conegut com a acoso (persecució, assetjament) o com a acoso y derribo que es duu a terme en ple camp. Dos genets amb garrocha (fibló) aïllen una bèstia de la ramaderia i la persegueixen en línia recta abans de desequilibrar-la, punxant-la a l'esquena. La bèstia cau a terra. La seva capacitat de lluita serà jutjada per la seva reacció després d'aixecar-se.
Cada semental té entre quinze i vint vaques a la seva disposició. Els primers animals solen ser enviats a les novilladas sense picadors, per tal de permetre al criador ser informat el més aviat possible sobre el valor del seu bestiar.
Durant les setmanes següents al seu naixement, la vedella serà marcada amb ferro roent amb la marca de la ganadería (al costat un número de sèrie) a l'espatlla; l'últim dígit és l'any de naixement. El seu naixement i marcatge es registraran en un registre, un veritable registre civil, a disposició de les autoritats de l'Estat. Un decret de la presidència del govern espanyol del 4 d'abril de 1968 requereix el marcat a l'espatlla de les vedelles el darrer dígit del seu any de naixement per evitar enganyar amb l'edat.
Fins a la seva sortida a l'arena, el toro viurà en llibertat en immenses praderies. Si els latifundis del passat han desaparegut, els terrenys per a la criança dels toros s'estenen a diversos centenars, de vegades milers, d'hectàrees.
Cada vaca té un nom; tradicionalment tots els seus fills portaran el mateix nom, i les seves filles tindran un nom relacionat. Així, si una vaca es diu Andaluza, els seus fills seran anomenats Andaluz, les seves filles seran Andaluza, Extremeña, Aragonesa, però també Sevillana, Granadina, Cordobesa, etc.

#### Principalsganaderías
Els toros són criats en ganaderías (ramaderies). Entre les ramaderies més famoses es troba Miura. Els toros d'aquesta ramaderia generalment es consideren com els més perillosos, els més ardents i els més combatius (també són animals que tradicionalment tenen les potes mes llargues i això fa que sigui més difícil de torejar). Fundada el 1849 per Antonio Miura, actualment pertany a Eduardo i Antonio Miura, descendents del fundador. El 1879, el toro navarrès Murciélago, de la ramaderia de Joaquín del Val, va ser indultat pel seu esperit de lluita i es va oferir a Antonio Miura. D'ell descendeixen una sèrie de toros d'aquesta prestigiosa ramaderia. Però el toro més conegut d'aquesta ramaderia va ser Catalán, que ser considerat com el «millor toro del segle xx» per tots els observadors taurins. Un altre nom que resta a la memòria dels aficionats als toros és el d'Islero, responsable de la mort de Manolete.
Una altra ramaderia prestigiosa és la de Victorino Martín, que va iniciar la seva ramaderia a partir de toros d'Escudero Calvo, de pur encaste Albaserrada, a principis de la dècada de 1960.

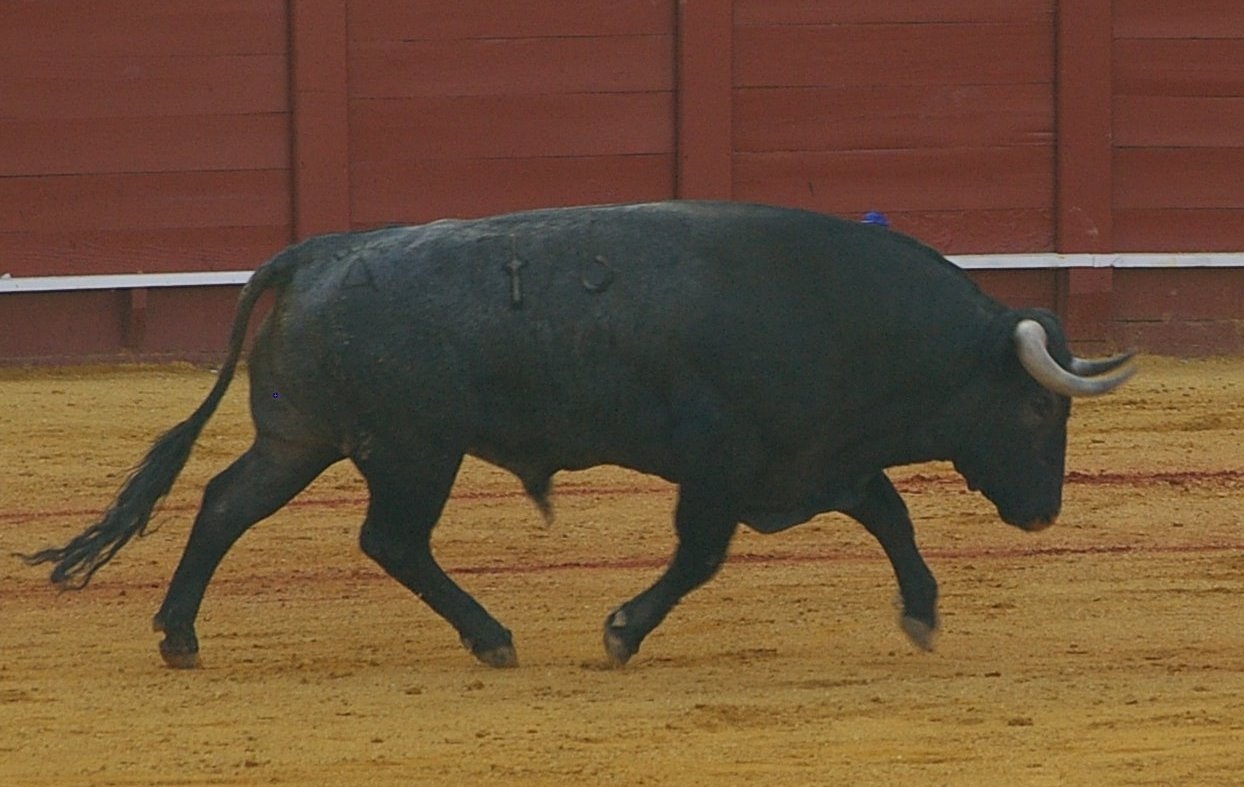
Toro de la ganadería Victorino Martín
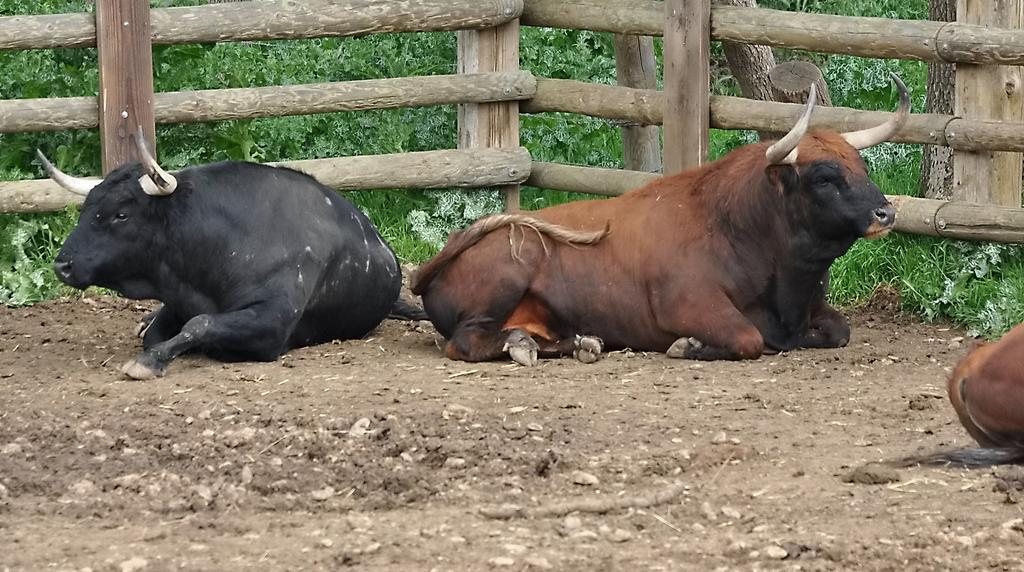
Toros de la ganadería Baltasar Ibán
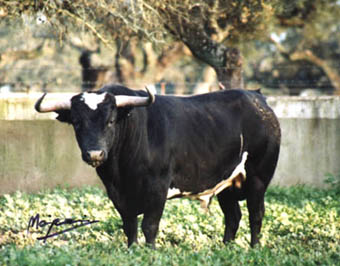
Toro de la ganadería Sánchez Cobaleda

El criador està representat durant la corrida pel seu mayoral (administrador d'una ramaderia). Quan el lot de toros és excepcional, de vegades es pot veure que el mayoral és portat a hombros per honrar la seva criança.
El preu d'un toro de lídia (que inclou el seu transport a la plaça de toros) varia segons la ramaderia i l'origen, però es considera que varia entre uns pocs milers d'euros per a un novillo (toro jove de menys de tres anys) i diverses desenes de milers euros per als millor reputats.

### Toreros

#### Matador
El matador és el torero principal. Com el seu nom indica, és el responsable de matar el toro. El seu treball inclou els pases de capote i el domini del tercio de varas. És ell qui ha de portar el seu toro al picador, de vegades ajudat pels seus peons. És l'únic que fa els pases de muleta en el tercer terç i s'encarrega de la matança amb l'espasa i, de vegades, el descabello.
En general, hi ha sis toros i tres matadors per correguda de toros. Per tant, cada matador toreja a dos toros; el matador més veterà toreja el primer i el quart, el segon en ordre d'antiguitat lluita toreja el segon i el cinquè, i el més novell toreja el tercer i el sisè.
Cada matador està al capdavant d'una cuadrilla (quadrilla) o equip de «subordinats» al seu servei. La quadrilla està formada per peons, el picador i el mozo de espadas (el noi de les espases). El matador també està assistit per un apoderado.
Quant al terme «toreador», es referia als toreros a cavall abans del segle xviii. Actualment, qui toreja el toro, ja sigui a peu o a cavall, és un «torero»: el matador, el peó, el banderillero, el picador o el rejoneador, tots són «toreros». Els toreros que maten el toro després d'haver torejat a peu és un «matador» (mata toro).

#### Matadors notables

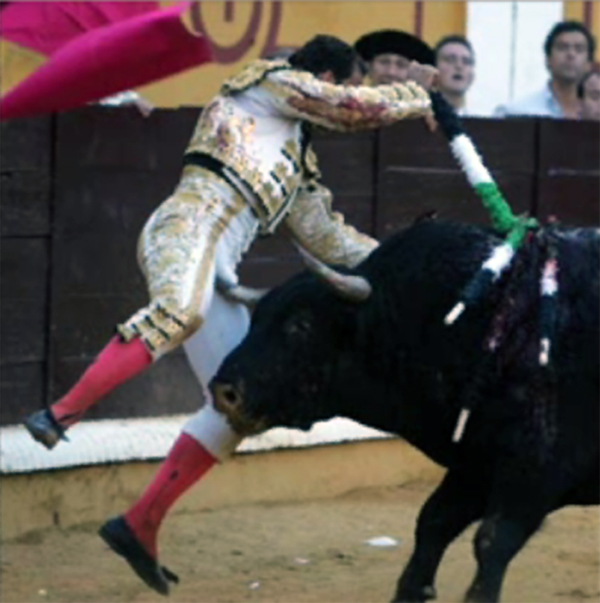
Torero rebent un cop de banya a l'entrecuix, 2007

Des de començaments del segle xxi, entre uns 200 i 250 matadors componen l'escalafó cada any. Les «figures» realitzen fins a un centenar de corregudes de toros l'any, però molts només fan una o dos.

La feina de matador és una activitat arriscada. Tot i que pocs moren a la plaça, molts reben ferides significatives que, de vegades, les perjudiquen de per vida. Així, Nimeño II i Julio Robles es van quedar paralítics com a resultat d'una «cornada» (cop de banya). Altres han deixat la vida. Però a més, a més dels seixanta matadors morts a la pista, molts membres de la quadrilla han mort a la plaça: novilleros, picadors, banderillers. Per a Simon Casas, aquesta presa de riscos és tan difícil d'entendre com és explicar:
| « | Si es pogués explicar aquesta presa de riscos per la necessitat de fugir de la misèria, com en el passat, seria més senzill. Però avui els matadors són fills dels rics, «fills de ...» que cursen escoles taurines. No els nens del carrer que es recullen com a subalterns en una «cuadrilla». Per què es juguen la vida aquestes persones i tots els que els acompanyen?… | » |

.

#### Assistents del matador
Els peones (peons) són els ajudants del matador. L'ajuden durant les diverses fases de la lidia, especialment durant el primer terç, ajudant a col·locar el toro, després de fer pases de capote. En la majoria dels casos, també disposen de banderilles, raó per la qual cosa el terme «banderillero» que, en sentit estricte, fa referència a la persona que posa les banderilles, s'utilitza comunament com a sinònim de «peó». També és un peó que clava la puntilla per acabar el toro. Cada quadrilla té tres peons.
El picador, hereu del «varilarguero» (el portador de la llança llarga), que abans era el torero més esperat del públic, forma part de la quadrilla del matador, del qual és un dels subalterns. Muntat a cavall, armat amb la seva llarga pica, debilita el toro i permet al matador mesurar-lo millor. El picador mateix té subalterns, els monosabios (literalment «micos savis») o nois de la plaça encarregats d'ajudar-lo. Cada quadrilla inclou dos picadors, que treballen per torns.
El mozo de espadas (el mosso de les espases), assisteix el matador des del callejón (carreró). Li proporciona un capote de recanvi en cas que s'estripi, li lliura les banderilles si les posa ell mateix, i li dona l'espasa al final de la faena de muleta. Manté l'equipament i el «vestit de llums», s'encarrega de les reserves d'hotel, comprar els bitllets de tren o els bitllets d'avió quan el matador ha de torejar en una ciutat distant, serveix de xofer, assessor tècnic, intèrpret, etc.
L'apoderado és l'equivalent a l'empresari de l'espectacle. Com a tal, pot intervenir en l'elecció del sobrenom del torero (apodo); negocia els contractes, tria els altres toreros que comparteixen el cartell taurí i la dificultat dels toros que s'enfrontaran amb el torero,

#### Ús i costums del matador

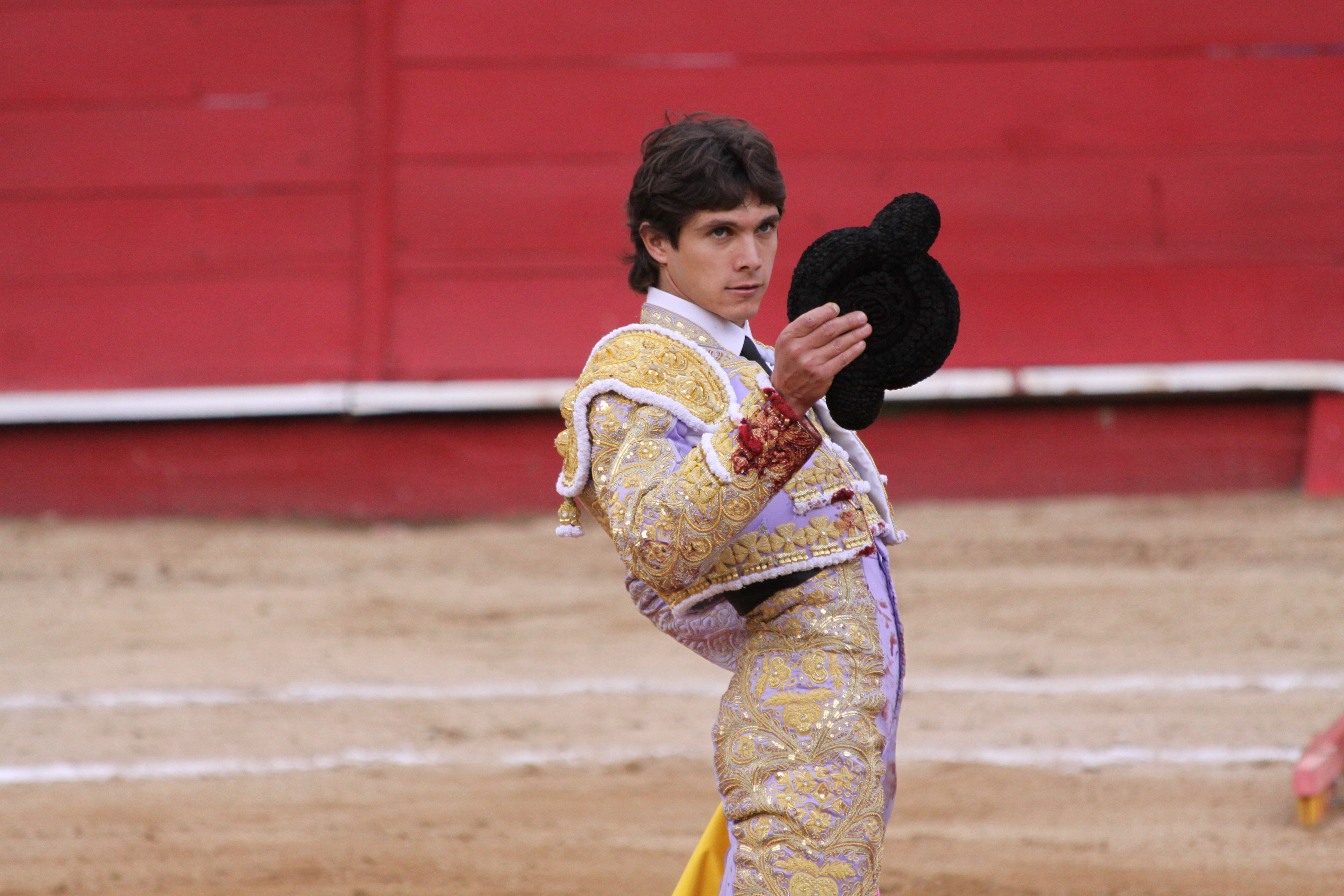
Brindis de Sébastien Castella

Nombrosos codis, hàbits i costums marquen la vida d'un matador. Codi de vestimenta, etapes a superar, hàbits personals. El món del matador és també el de la correguda de toros, és a dir, el «mundillo» (literalment «món petit», paraula que inclou tot el que fa referència al «món dels toros») amb el seu vocabulari particular.
L'alternativa és la cerimònia durant la qual el novillero (torero novell) es converteix en matador de toros. Quan té lloc fora del territori espanyol, se sol «confirmar» l'alternativa a Espanya en una cerimònia idèntica a la de l'alternativa. El mateix succeeix a Mèxic i a Colòmbia amb els matadors que no han pres l'alternativa en aquests països.
D'altra banda, molts matadors porten un sobrenom (en castellà, apodo). Aquests renoms poden derivar-se de la ciutat o barri d'origen del matador, de la seva aparença física, del seu nom (es pot utilitzar un diminutiu com a sobrenom), de la seva ocupació anterior o d'un animal; per exemple, Manuel Benítez «El Cordobés» (el de Còrdova), Antonio Carmona «El Gordito» (el grassonet), Manuel Laureano «Manolete» (el petit Manuel), Luis Gómez Calleja «El Estudiante» (l'estudiant) o Fernando Gómez García «El Gallo» (el gall).
El matador pot fer un brindis, dedicar la seva lídia a una persona que vol honrar. El torero avança cap a aquesta persona. Quan arriba a la barrera, li fa un discurs més o menys llarg i més o menys convingut, i després li lliura la seva montera. La persona honorada li tornarà al final de la lídia. De vegades, el matador fa el brindis «al públic». Es dirigeix cap al centre de la plaça, després fa un gir complet cap a si mateix, agafant la seva montera amb la mà. Llavors la llença per sobre de l'espatlla, mirant al toro. En la superstició i els costums del món taurí, si la montera cau dreta, és un bon senyal; si cau cap avall, llavors és una mala senyal. De vegades el matador la posa suaument a terra per assegurar-se que es quedi dreta.
El matador més antic es diu jefe de lidia, (cap de lídia). Aquest no és només un títol honorífic; si un altre matador està ferit, el cap de lídia s'encarregarà de torejar el seu toro.

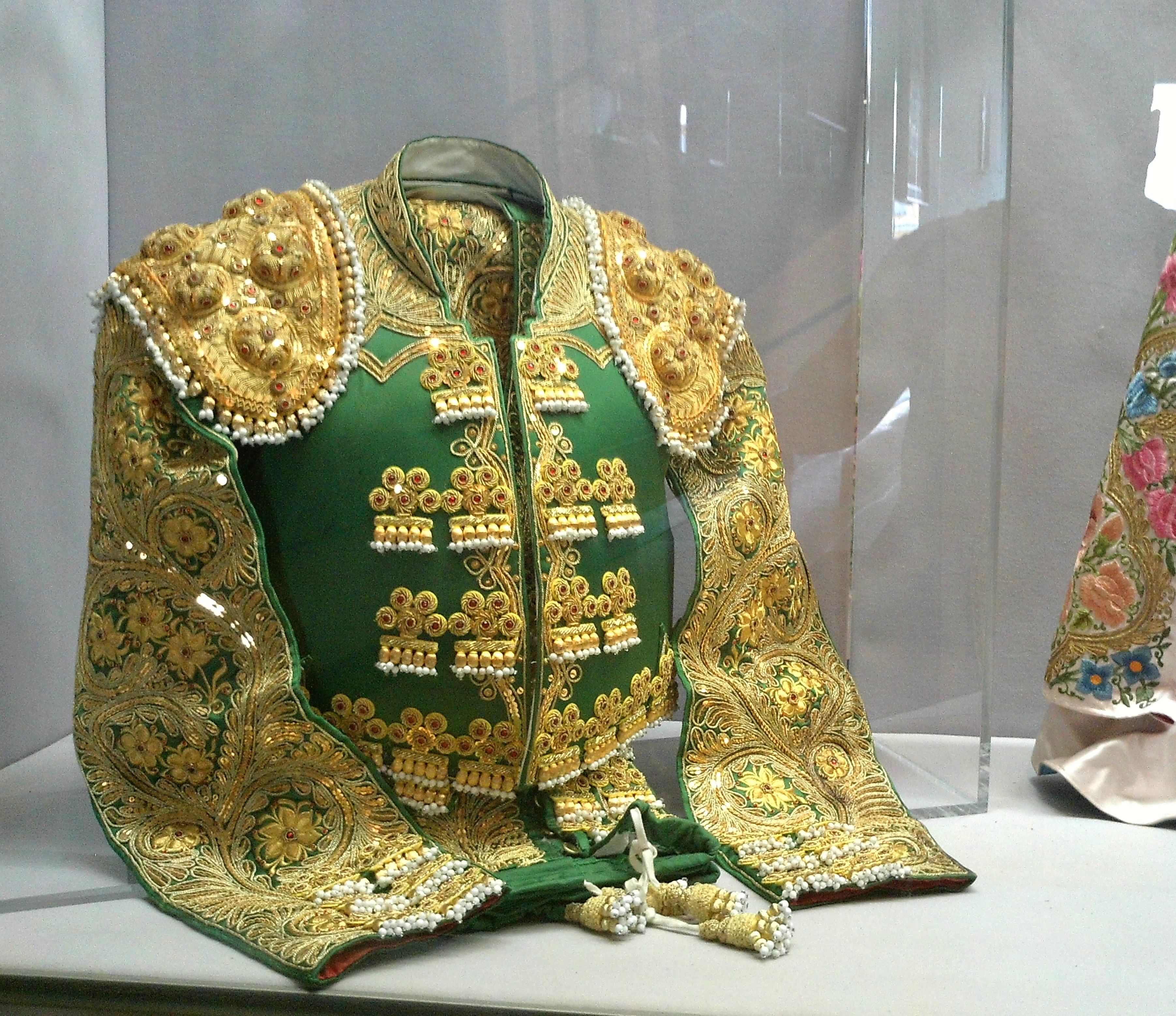
Vestit de llums. La chaquetilla

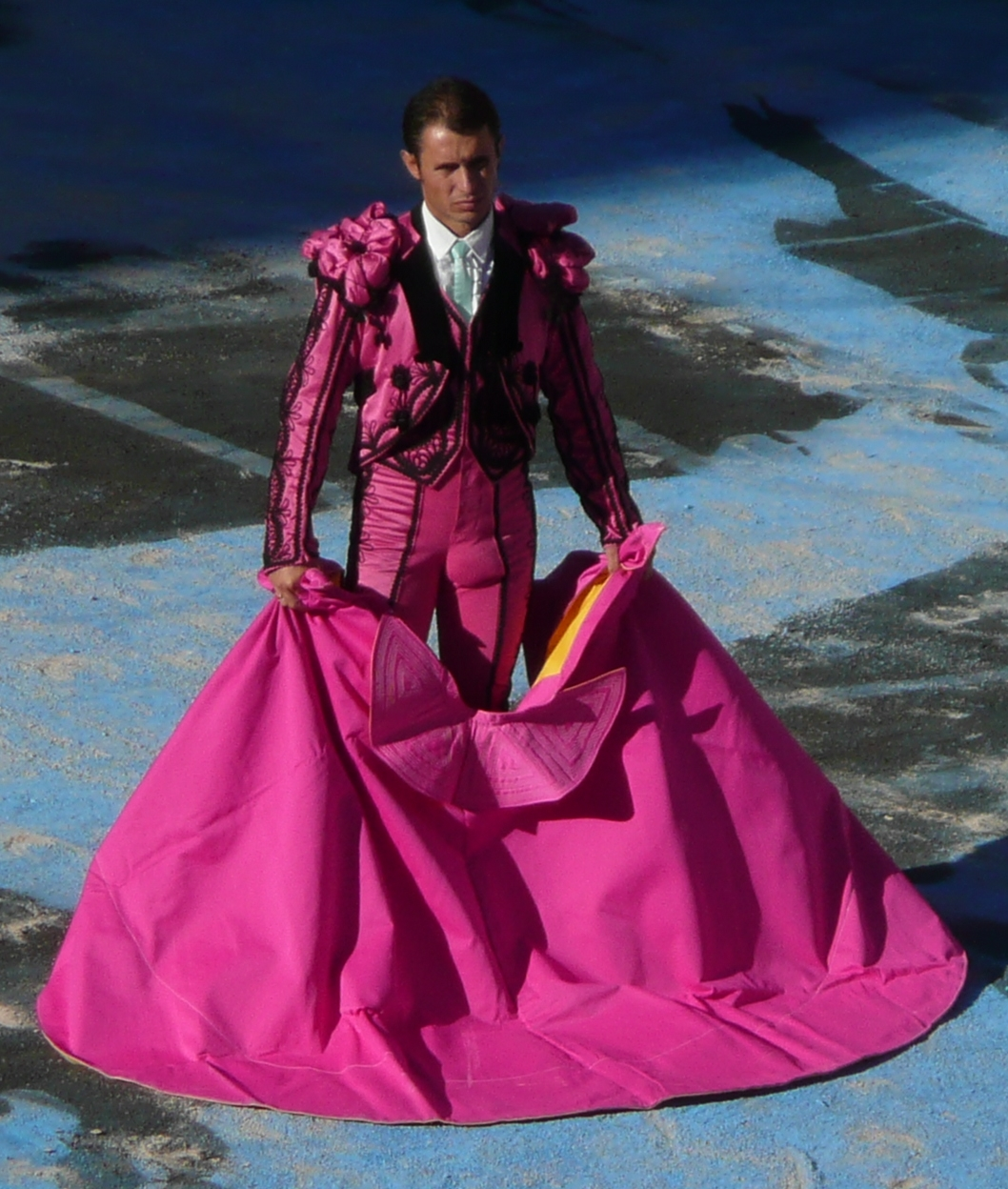
Vestit de llums per a una corrida goyesca

El vestit dels toreros es diu «vestit de llums», una traducció literal del castellà «traje de luces». Una traducció millor seria «vestit de lluentons», perquè si «luz» significa «llum», el seu plural «luces» es pot traduir com «llums» o «lluentó». En l'expressió «traje de luces», la paraula «luces» s'utilitza en aquest segon significat degut als reflexos que produeixen els lluentons que el cobreixen
L'escalafó és la classificació dels matadors, segons el nombre de corregudes que han participat en una temporada taurina (temporada). Els ex aequo se separen pel nombre de cues i orelles aconseguides.
El món del matador també inclou molts prejudicis i supersticions, com la creença que el toro s'enfurisma quan veu el color el vermell, la qual cosa explica el color de la muleta. De fet, el toro no distingeix els colors; té una visió bicromàtica (blanc i negre); d'altra banda, és molt sensible al moviment: «Quan els picadors surten, per evitar que el toro, molt sensible al moviment, ataqui els cavalls, el matador i els peones desvien la seva atenció sacsejant els capotes en sentit contrari». El torero fa servir aquesta sensibilitat al moviment per desencadenar l'envestida cap a ell. El capote i la muleta són esquers.
La irritació del toro vers el color vermell apareix com un prejudici antropològic, sospitós d'antropomorfisme, ja que estudis recents mostren que l'home, de fet, s'irrita amb el color vermell.
Abans de vestir-se, el matador posa la seva roba en una cadira, mai al llit. El contrari portaria mala sort al matador. L'explicació més comuna és que la roba estesa sobre un llit recorda un cadàver estirat al llit de mort.
Una altra creença és que ningú s'ha de ficar la roba d'un matador. Posar-se la roba del matador li recorda la partició del seu patrimoni que faran els seus hereus després de la seva mort. Així, quan un torero brinda el toro a un espectador i confia la seva montera a la persona que li fa el honor, no se l'ha de posar al cap.
Els matadors poques vegades usen un vestit de llums groc, perquè aquest color portaria mala sort. Així, José María Dols Abellán «Manzanares» no escollia mai aquest color, i la seva superstició era ben coneguda pels seus detractors, «(...) que van portar una camisa groga durant la correguda de toros del 2 de juny de 1984 a Sanlúcar de Barrameda». No obstant això, alguns matadors usen de vegades roba groga (per exemple, Luis Francisco Esplá).

## Places de toros i fires taurines
Inicialment, les corregudes de toros es feien a les places públiques tancades per barreres o carros. Aquestes places improvisades encara existeixen, especialment a Ciudad Rodrigo, a la província de Salamanca. A Madrid es feien a la plaça Major.
Alguns creuen que, a causa de la pista circular i les graderies, les places de toros es van construir sobre el model dels circs antics. No és així; les primeres places no eren circulars. Hi havia places rectangulars, poligonals o quadrades com les de Salamanca o Madrid.
A partir de mitjans del segle xviii es van començar a construir les primeres places de toros, assignades especialment a les corregudes de toros. Les places més antigues que encara es troben en activitat són la plaça de La Mestranza de Sevilla (inaugurada el 1761) i la plaça de Ronda (inaugurada el 1786). La plaça de Las Ventas de Madrid es va inaugurar el 1931, i es va inaugurar oficialment el 21 d'octubre de 1934.

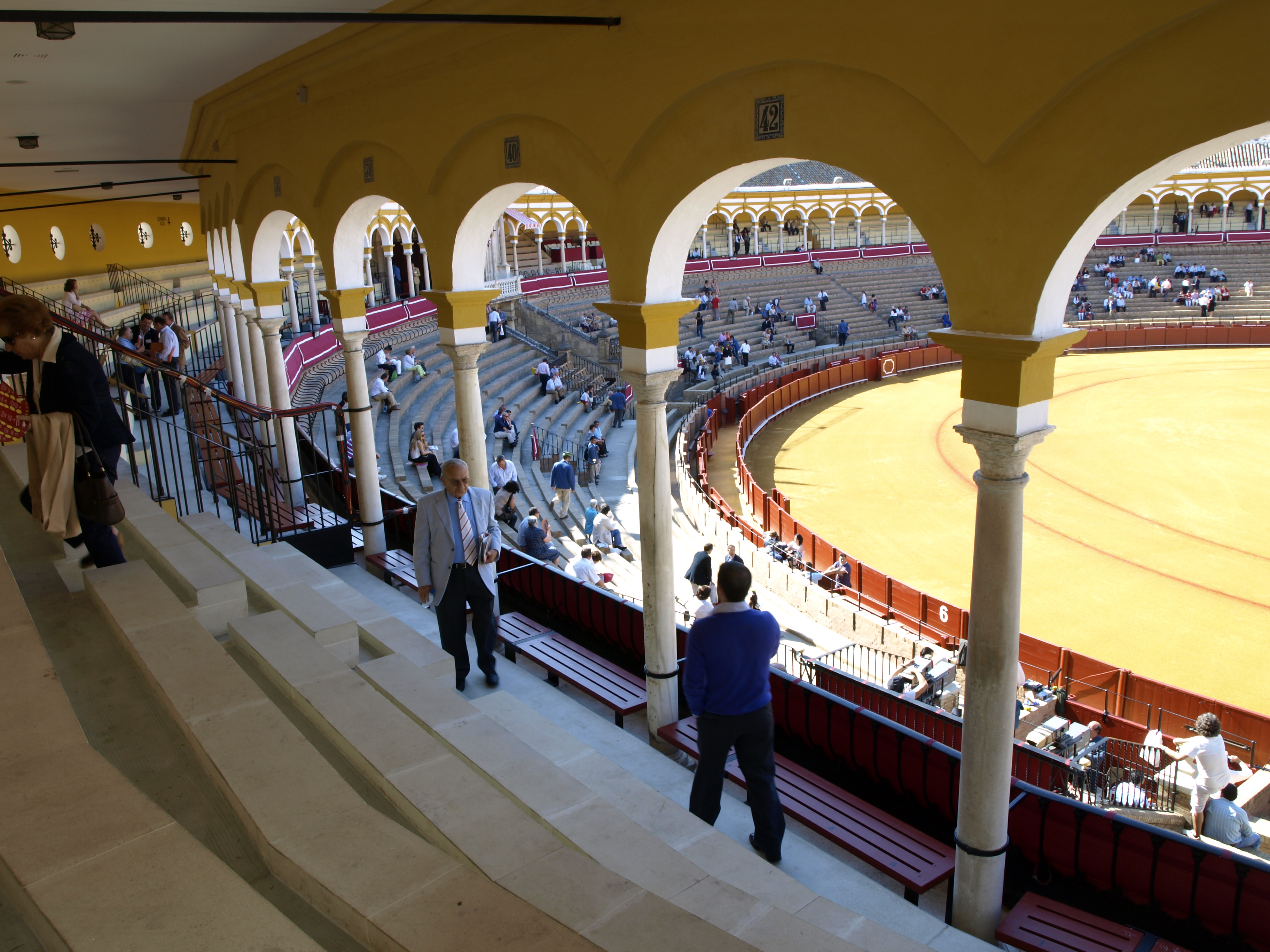
Plaça de toros de La Maestranza, Sevilla
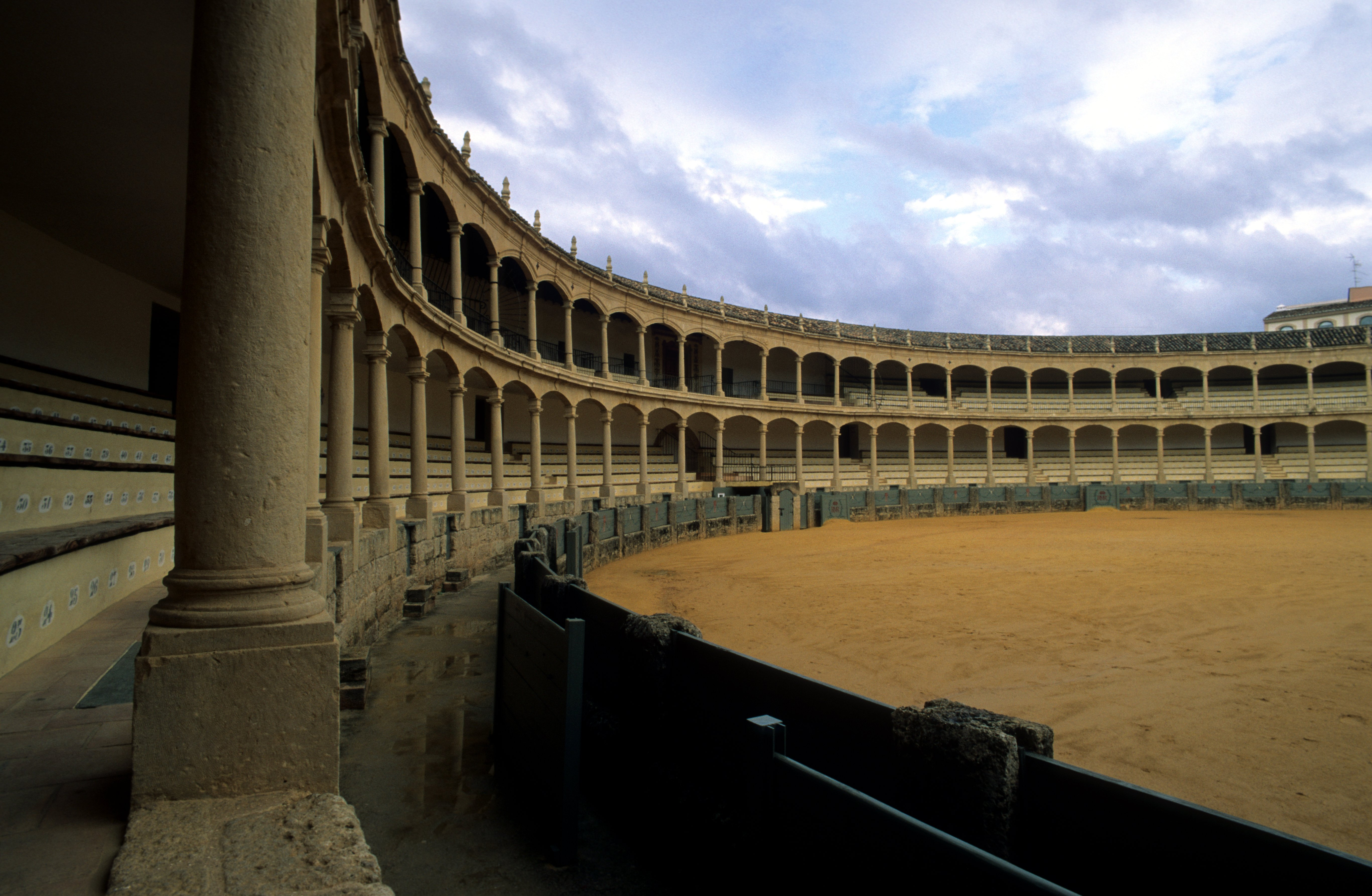
Plaça de toros de Ronda, Ronda
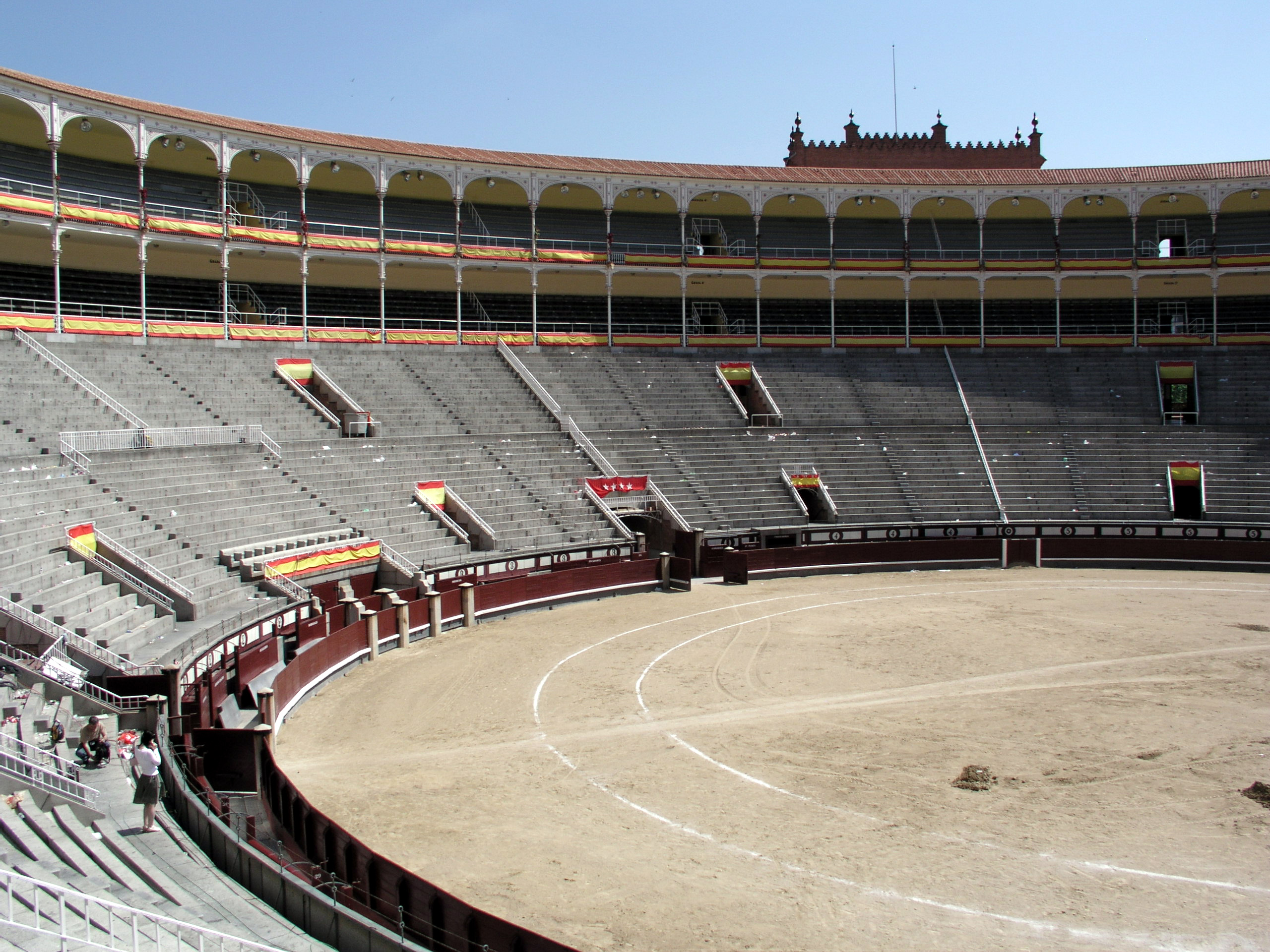
Plaça de Las Ventas, Madrid

A França, les corregudes de toros s'organitzaven als amfiteatres romans, com el de Frejús, Arles i Nimes. En alguns llocs, s'han convertit en places modernes basades en el model espanyol.

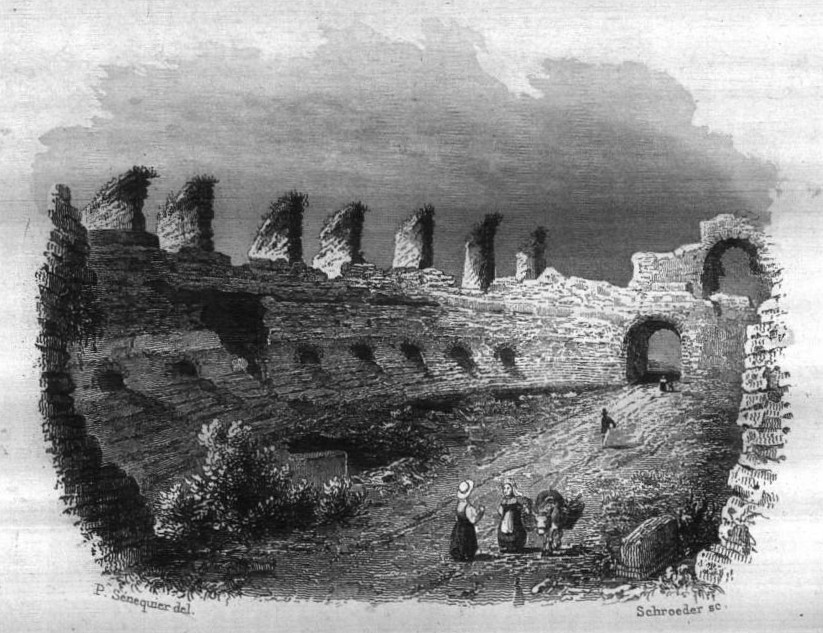
Amfiteatre de Frejús, 1838
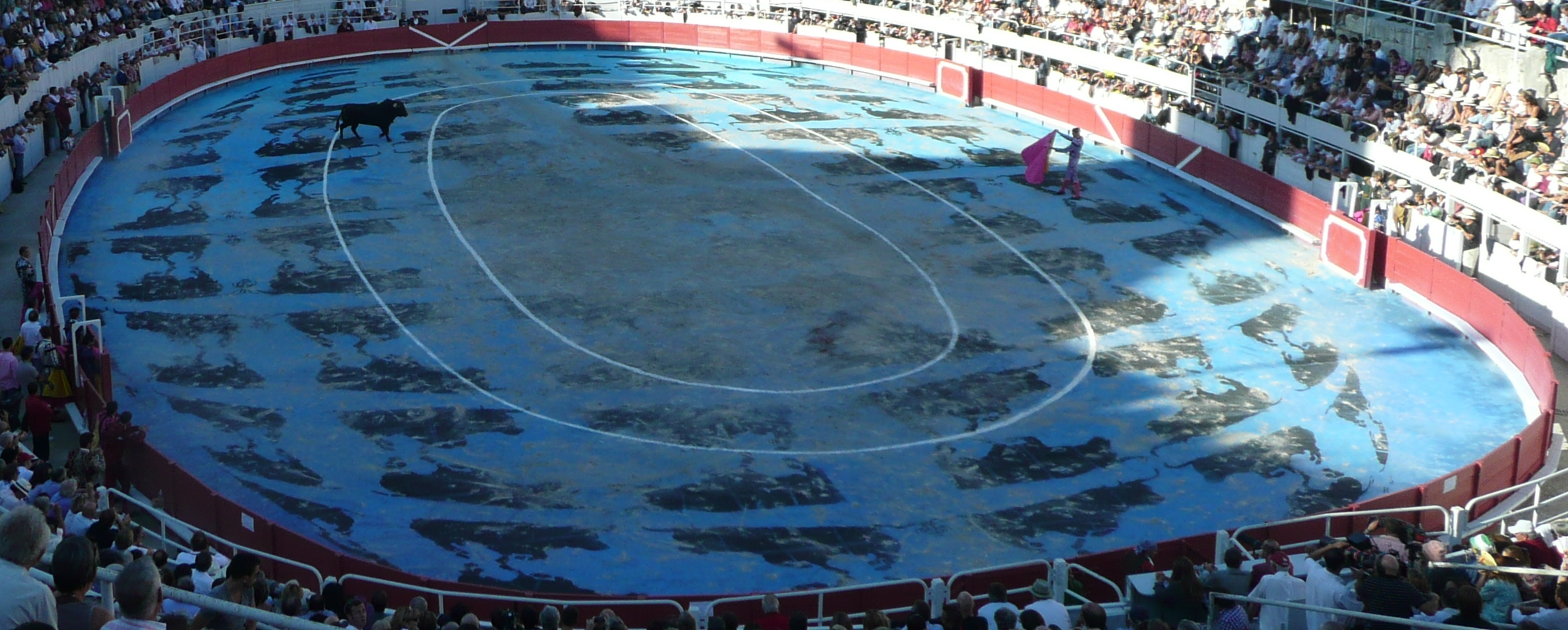
Plaça de toros d'Arles, 2010
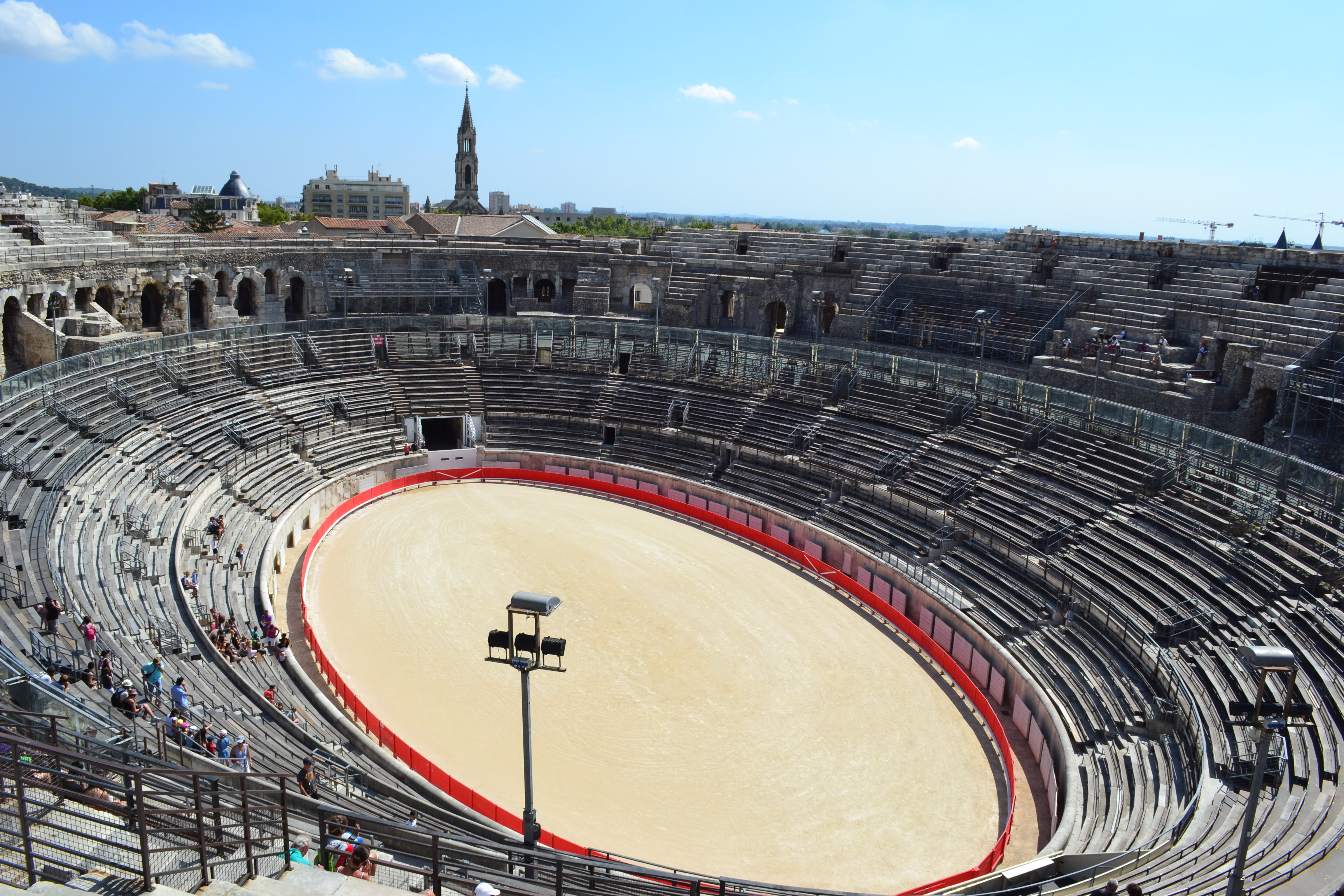
Plaça de toros de Nimes, 2012

A totes les places de toros importants hi ha una capella que permet als toreros que vulguin recollir-se abans de la corrida. L'orientació d'una plaça ha d'estar orientada cap a l'est partint de la llotja presidencial.
Cada any es realitzen més de 1.500 corregudes de toros a França i Espanya, a les quals s'afegeixen les corregudes de toros llatinoamericanes a diverses centenars de places. Per a l'any 2001, les estadístiques indiquen: 846 corridas, 670 novilladas i 360 corridas de rejón a Espanya, i 83 corridas, 30 novilladas i 16 rcorridas de rejón a França. El 2003, hi va haver 997 corridas de toros a Espanya i corregudes mixtes (corrida de rejón + toreig a peu), 555 novilladas picades, 369 corridas de rejón. El mateix any a França hi va haver 89 corridas, 45 novilladas i 27 corridas de rejón.
Com tots els espectacles que es fan a l'aire lliure, el curs de la correguda de toros depèn en part del clima. El plugim no es cap problema, però una forta pluja pot enfangar la plaça i impedir que tingui lloc la correguda de toros. La pluja, en forma de plugim, és habitual a Bilbao. El vent sol ser molt més problemàtic. Provoca sacsejades intempestives dels capotes i muletes, i pot fer que sigui difícil o gairebé impossible preveure el moviment del toro. Quan el vent es manté moderat, els matadors afegeixen pes a la part inferior de la muleta; la mullen amb aigua i l'arrosseguen sobre la sorra. A Espanya, la menció «si el tiempo no lo impide» (si el temps no ho impedeix) sol aparèixer en els cartells taurins. L'aparició de places parcialment cobertes (com la de Saragossa), o totalment cobertes (com la de Sant Sebastià i Logronyo), pot fer que aquest esment no sigui necessari.

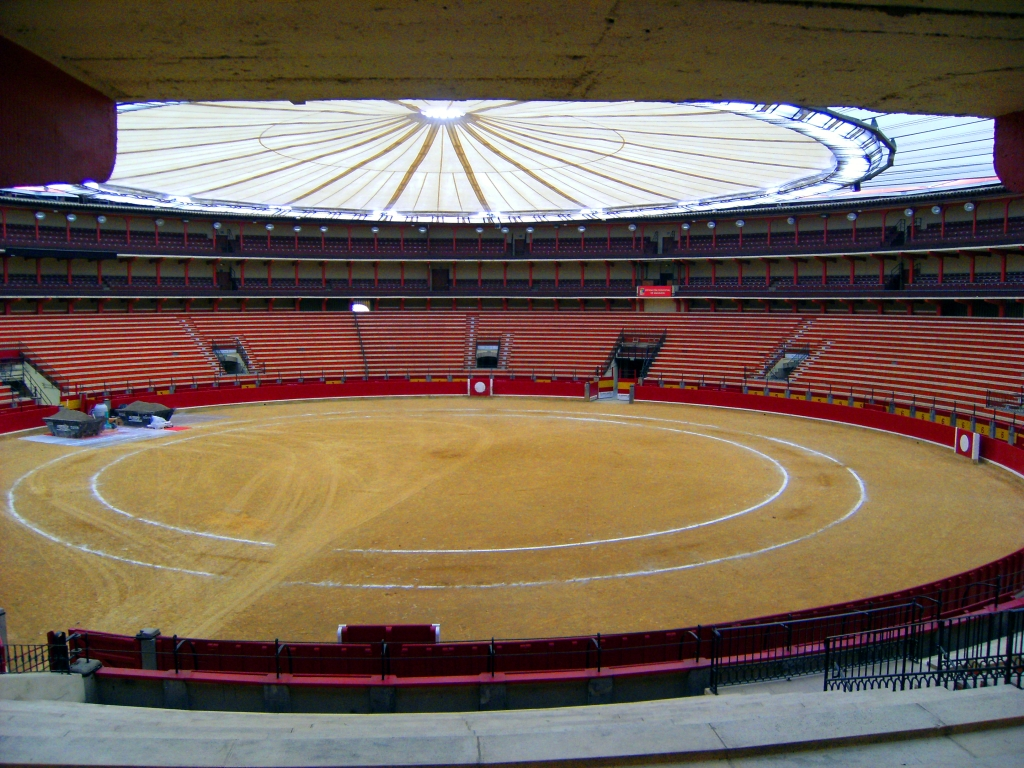
Plaça de toros de Saragossa «La Misericordia»
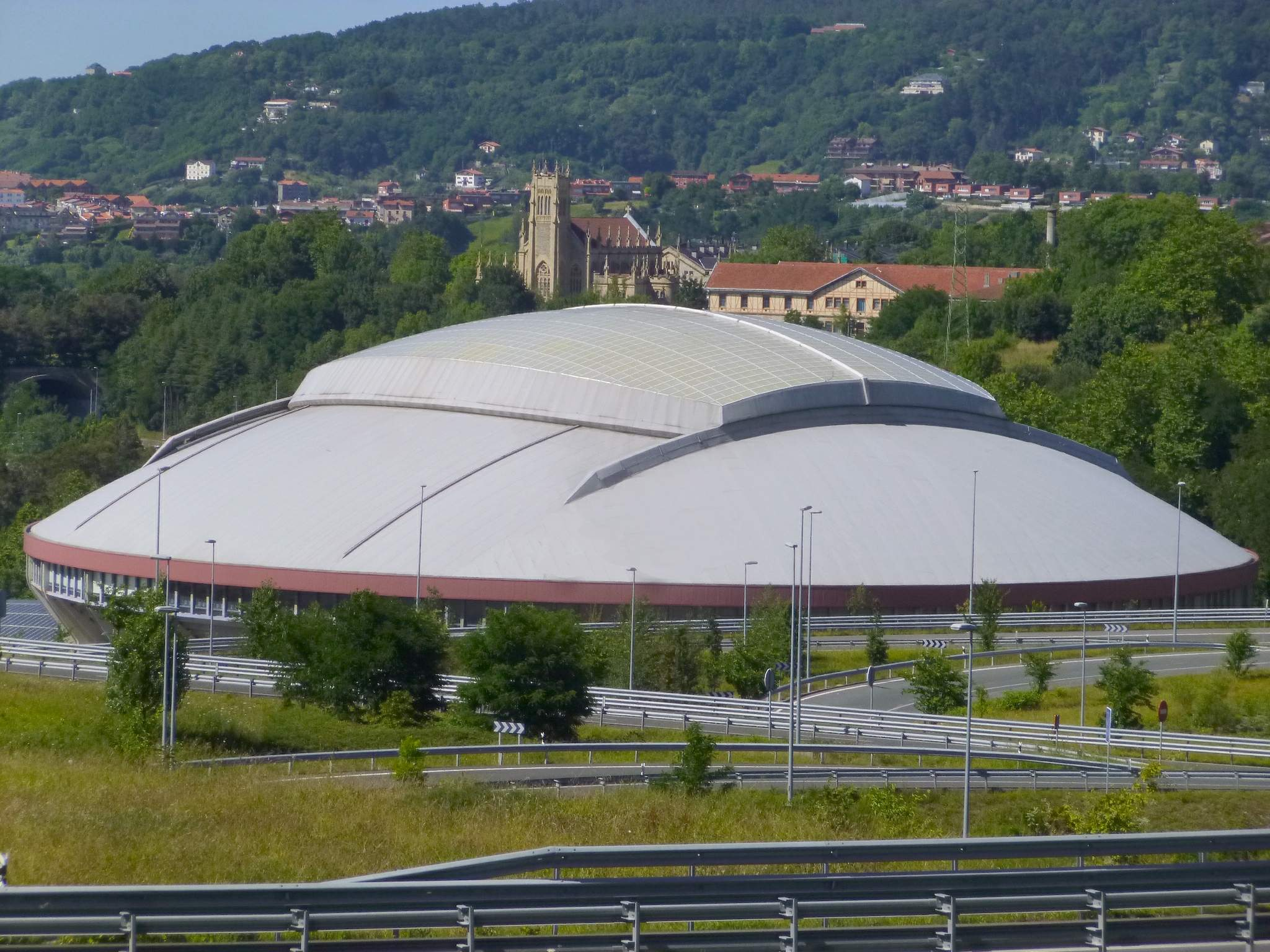
Plaça de toros de San Sebastià «Donostia Arena 2016» o «Illumbe»
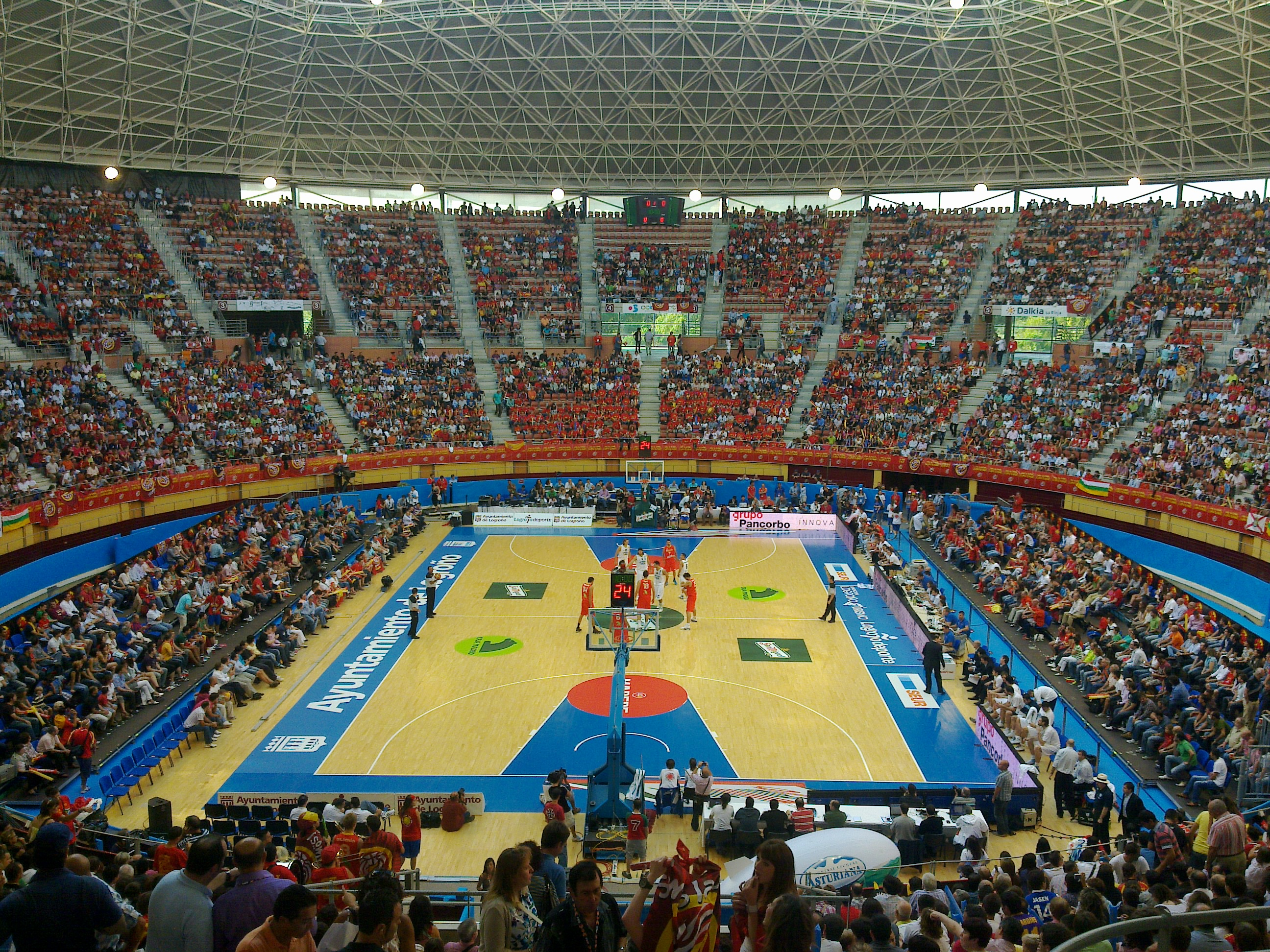
Plaça de toros de Logroño «Toros de La Ribera»

### Alguaziles, President i assessors

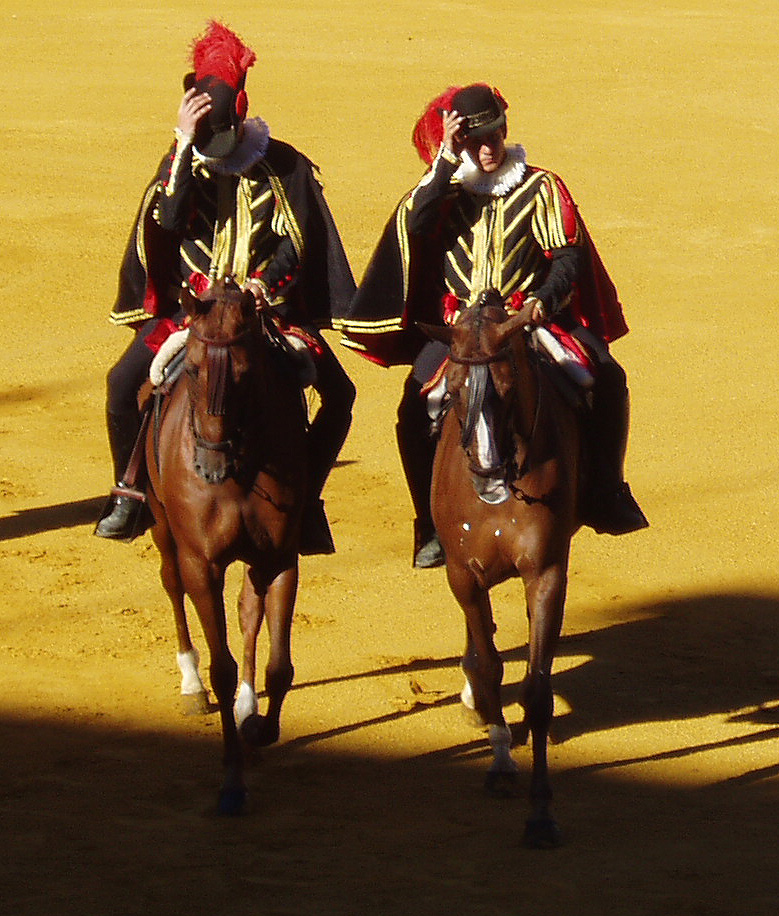
Alguaziles a la plaça de toros dEl Puerto de Santa María.

Els alguaziles (o alguacilillos) són els «policies» de la plaça. Hi ha dos, que desfilen al davant del paseo. Sota les ordres del President, vetllen pel respecte del reglament per tots els participants. Si cal, també donen els trofeus al matador. També és un d'ells qui dona al torilero (guardià del toril) la clau del toril.
El President està a càrrec de l'ordre del la plaça. Ordena l'inici de cada correguda, els canvis de tercios, l'atribució dels trofeus. Les seves decisions es notifiquen per mitjà de mocadors (blanc per al canvi de terç i l'atribució de trofeus, vermell per ordenar la col·locació de banderilles negres, taronja perdonar el toro (indult), verd per ordenar el seu canvi, i blau per atorgar-li un vuelta al ruedo). A Espanya, és un comissari de policia nomenat per les autoritats estatals. A França, segons la regulació de la Unió de ciutats taurines franceses (UVTF), és designat per l'alcalde de la comuna; més generalment, serà escollit entre els presidents dels clubs locals taurins.
El President és assistit per dos assessors. A Espanya, són nomenats per les autoritats estatals, com el president. No obstant això, és possible nomenar com assessor a un matador retirat. A Andalusia, des del 1r d'abril de 2006, també es poden nomenar com assessors a «aficionats notòriament competents».

### Personal de la plaça de toros
Els empleats de la plaça de toros són els areneros. Són els encarregats del manteniment del ruedo (la pista), que reparen després de cada toro i després del pas de l'arrastre. També es fan càrrec de les reparacions que es fan als annexos de la pista durant la durada de la correguda. Els seus vestits varien d'una plaça a l'altre.
Sovint, els empleats del ruedo es diuen monosabios (micos savis). Fins al voltant de 1847 es deien chulos, que llavors eren els areneros de la plaça de toros de Madrid. En aquell any es va presentar a l'escenari del Teatre Cervantes una companyia de micos «savis» vestits de vermell. Al mateix temps, l'organitzador de la plaça de Madrid va decidir vestir els seus chulos amb la mateixa brusa vermella. No van trigar a aparèixer les rialles i es va inventar el nom amb què es van anomenar des de llavors.
Finalment, els mulilleros són els encarregats de conduir l'equip de mules que evacuen el cadàver del toro al final de cada correguda.

### Empresa
L'empresa és la persona o societat responsable d'organitzar els espectacles taurins d'una o més places segons els termes definits per contracte amb la ciutat.
Algunes empreses són propietàries de les places (com les places de Barcelona, Sant Sebastià i Logronyo), altres són llogaters de les places que pertanyen a comunitats locals o a persones privades (com les places d'Arles, Nimes, Madrid i València) .
A França, la majoria de les places són municipals, excepte les de Besiers i Ceret. A Espanya, la plaça de Sevilla pertany a una confraria religiosa-militar, la Real Maestranza de Caballería de Sevilla. La gestió de la plaça de Sevilla es confia a l'empresa Pages. Simon Casas és actualment l'empresa que gestiona la plaça de Nimes; està associat a la de Madrid.
En altres places, és el municipi qui gestiona directament la seva plaça en la gestió municipal a través d'un director tècnic i artístic que proposa els cartells, com és el cas de Dacs.
A les places més petits, on els beneficis són més incerts, a França l'empresa és sovint una association loi de 1901 (associació llei de 1901) (o l'equivalent a Espanya).

### El públic i la recompensa

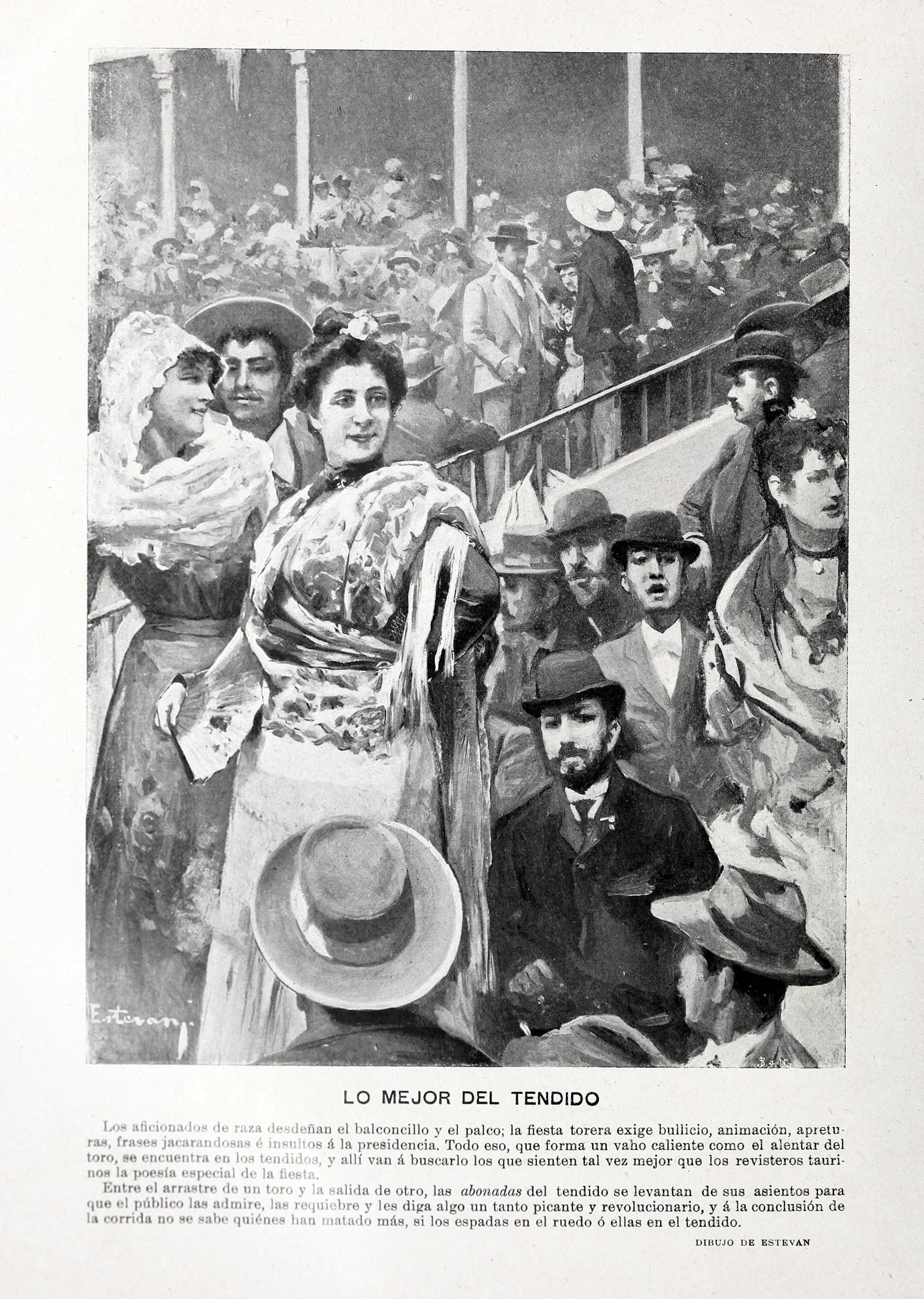
Lo mejor del tendido. Il·lustració d'Enrique Estevan y Vicente per a la revista Blanco y Negro, 1900

Tradicionalment, els aficionats es classifiquen en diverses categories: «toreristas», «toristas» i « aficionados a los toros». Els toreristes són atrets principalment per l'art del matador, la seva habilitat, l'elegància dels seus pases. Prefereixen els toros animats, lleugers, que es moguin bé per la plaça i la seva noblesa. Els toristes són primerament atrets per toros forts, poderosos, salvatges i de banya llarga. No busquen l'estètica del torero, sinó la seva estratègia i la seva valentia. Necessiten homes que «es juguin la pell» enfrontant-se a l'animal cara a cara, i no donen suport al toreig de perfil. Els aficionats als toros són sense a priori, no pertanyen a cap «capella», i gaudeixen amb plaer d'una bella faena amb coneixedors. També hi ha neòfits, turistes i aficionats ocasionals que no acudeixen regularment a la plaça.
El públic té un paper important en l'avaluació de l'espectacle i l'entrega del primer trofeu. Jutja el coratge del matador, la seva capacitat per arriscar-se, el seu dominio i la seva elegància als pases de capote o de la muleta. També jutja l'estocada, que ha de ser sincera, ràpida i eficaç. Això és el que els especialistes anomenen «el minut de la veritat». Si el públic ha apreciat el rendiment del matador, diu al president que se li atorgui una o dues orelles, o la cua, agitant un mocador blanc.
Sovint, el públic sovint és molt sever en la presentació de l'animal: les banyes deteriorades provoquen una bronca i una sol·licitud de canvi d'animal. La valentia de l'animal i la seva capacitat de lluitar es jutgen per la seva envestida franca. Un toro fugitiu o deficient provoca la ira dels espectadors.
El president atorga els trofeus amb un, dos o tres mocadors blancs. Aquests trofeus es tallen sota la supervisió de l'alguazil, que els lliura al matador tan aviat com el cadàver del toro es retirat de la pista. El matador llavors fa una «vuelta al ruedo», és a dir, fa una ronda per l'arena al llarg de la barrera i saluda el públic; els espectadors més entusiastes li envien rams de flors, cigars, barrets, mocadors, etc. El matador guarda les flors i els cigars i retorna els barrets, bufandes, etc. als seus propietaris.
Segons l'article 83 del Reglament de la Unió de ciutats taurines franceses: «Els trofeus concedits al matador són: una salutació al terç, una «vuelta al ruedo», la concessió de dues orelles i la «salida a hombros». La possible adjudicació de la cua queda a la sola discreció del president».
Si no s'ha concedit cap orella, el públic pot, amb els seus aplaudiments, fer que el matador vagi a «saludar la a barrera». També pot convidar-lo a saludar «al terç» (a mig camí de la barrera i el centre de la pista), o «al centre» (al centre de la pista), o fins i tot fer una «vuelta al ruedo».
Si el toro ha estat excepcionalment bo, el president pot concedir-li una «vuelta al ruedo» presentant un mocador blau. I si ha estat més que excepcionalment bo, el president dona la seva gràcia (indulto) abans de l'estocada, presentant un mocador de color taronja.
Quan el matador ha acabat la salutació, el president treu el seu mocador blanc per ordenar l'entrada del següent toro.
Al final de la corrida, els matadors abandonen la pista per ordre d'antiguitat. Si un d'ells ha estat especialment brillant, sortirà a hombros, a les espatlles dels seus admiradors, a la Gran Porta. A Sevilla, ha d'haver obtingut tres trofeus (tres orelles o dues orelles i una cua) almenys; a Madrid, amb dos trofeus es suficient.

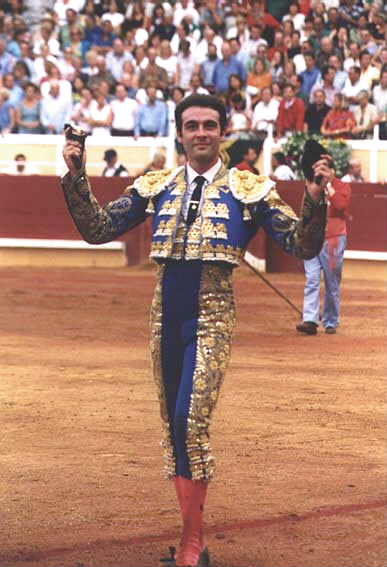
Enrique Ponce ensenyant al públic les dues orelles del toro rebudes com a trofeu
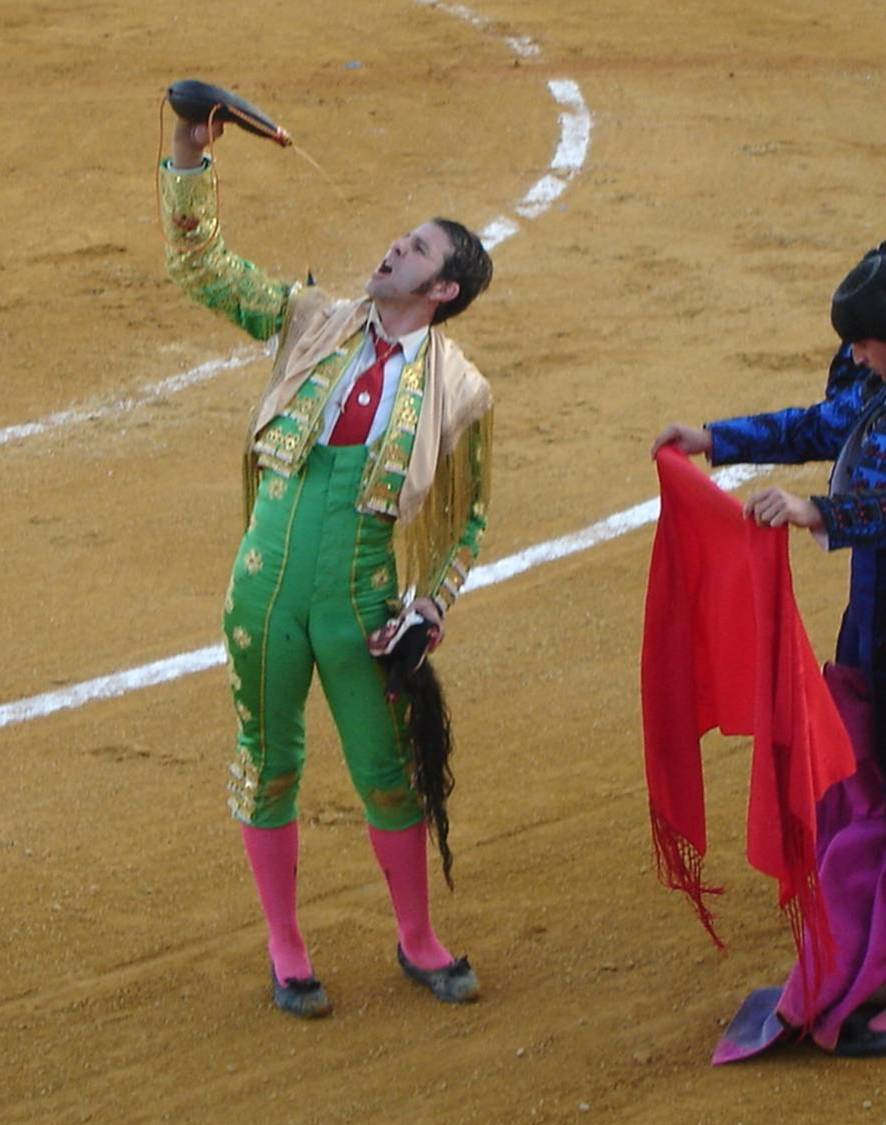
Juan Jose Padilla amb la cua del toro com a trofeu
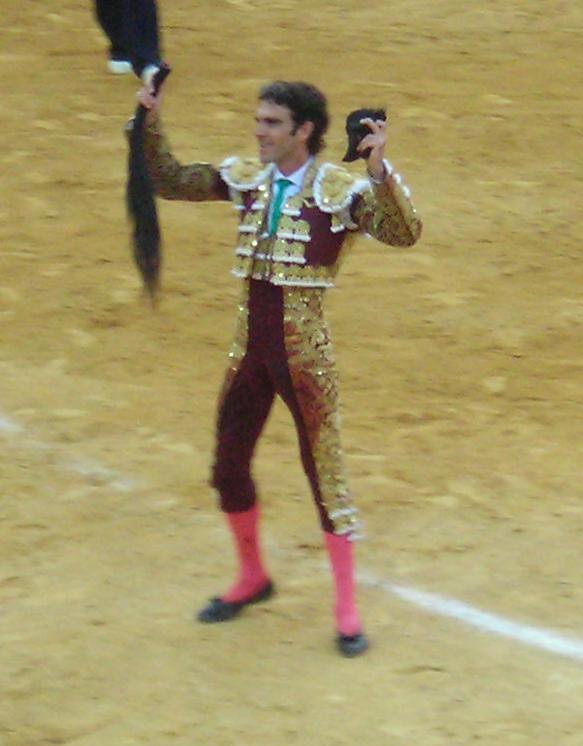
José Tomás passejant les dues orelles i la cua
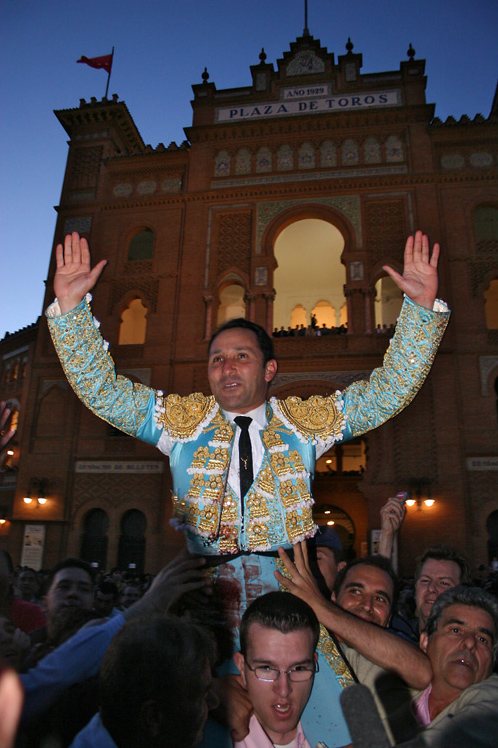
César Rincón en una salida a hombros (sortida a coll)
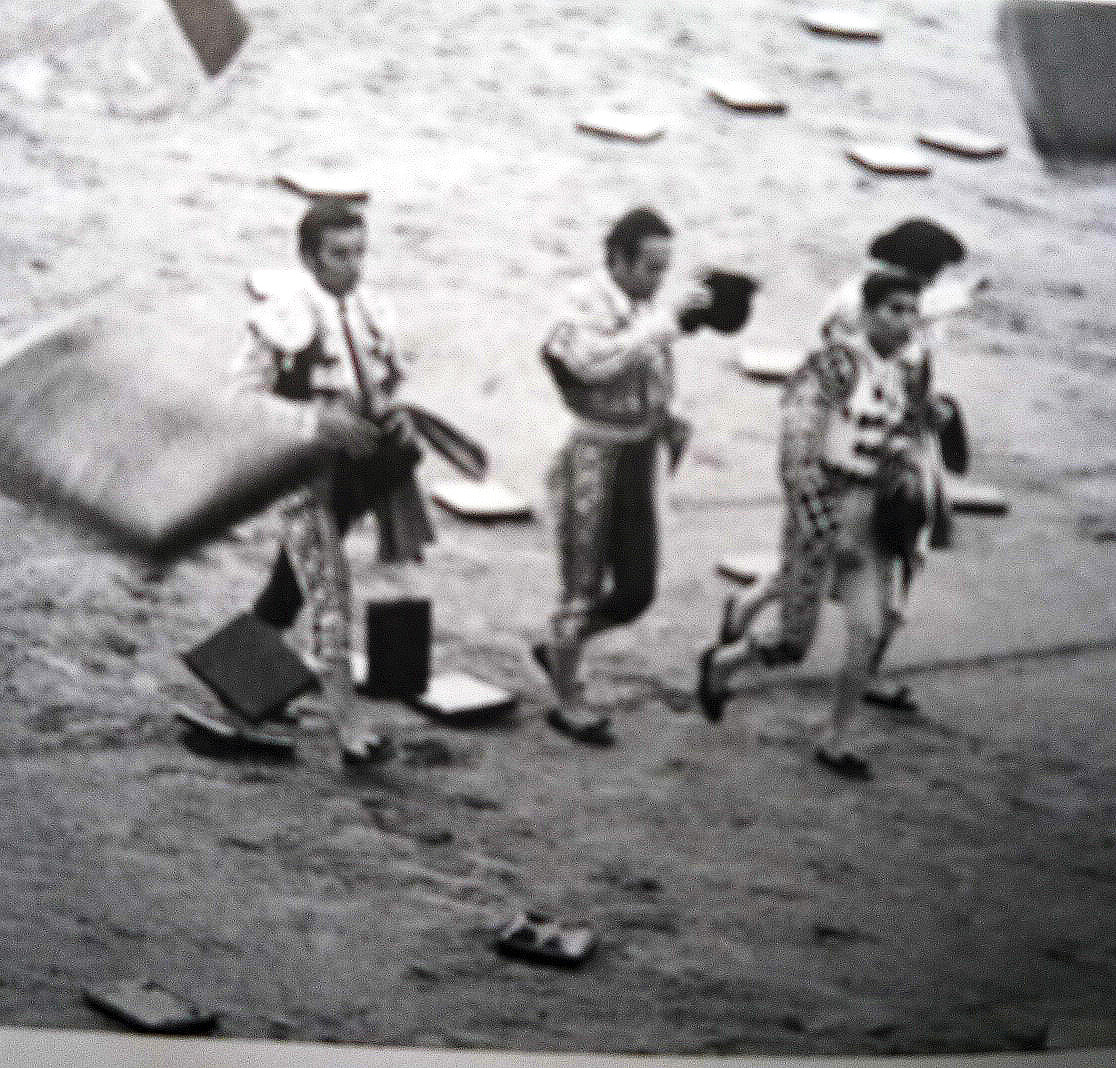
Sortida de Curro Romero (centre) sota els coixins durant una bronca el 1967

### Música durant la correguda
La música que acompanya el paseo en gairebé totes les places de toros del sud de França és la tornada de les Couplets du toréador : «Toréador, en garde», extret de l'acte II de l'òpera Carmen de Georges Bizet.
En el curs de la faena de muleta, la música es considera com una recompensa, i es deté l'imprescindible en el moment de donar mort al toro. El president dona l'ordre de tocar, excepte a la plaça de toros de Sevilla on és el director qui decideix. Sovint una part del públic la reclama cridant «música, música». A Madrid, des del 1939, no es toca mai música en el curs de la faena.
L'orquestra també toca al públic quan l'arena està buida de toros, entre dos lídies. La faena de muleta està acompanyada exclusivament pels «pasdobles taurins», mentre que la col·locació de les banderilles, quan es fa pel mateix matador, s'acompanya d'una jota o vals.
Entre els famosos pasdobles taurins es troben: El gato montés de Manuel Penella, España cañí de Pascual Marquina Narro, tocat sovint per al públic entre dues lídies, rarament per acompanyar al matador, Juan Bautista d'Abel Moreno, Paquito el Chocolatero de Gustau Pascual Falcó, Nerva de Manuel Rojas Tirado, Sebastián Castella d'Abel Moreno, València composta per José Padilla Sánchez (1889-1960) el 1926 i cantada per Mistinguett, que està destinada principalment al públic entre dos toros o abans del començament de les corregudes, mai durant una faena.
Una música rítmica diferent acompanya el matador quan decideix ficar les banderilles ell mateix. Sempre és un vals o una jota: Chicuelo, Banderillas, o la Jota de los toros de tradició aragonesa que es toca a l'últim toro de Saragossa; així com la Jota de Iscar. La més coneguda és la jota que ret homenatge al torero portuguès Victor Mendes porta el títol Víctor el Lusitano (Víctor el portuguès), matador conegut pel seu estil de banderilles, «home de gran cultura, que domina perfectament la llengua francesa, aquest torero atlètic que planta superbament banderilles, amb força, i amb decisió, sense floritures inútils, amb gestos amplis i determinats».
A la Catalunya del Nord, especialment a Ceret, durant la fira taurina Céret de toros, és la música d'una cobla que acompanya el matador i la seva quadrilla durant tots els terços de la correguda. La cobla toca sardanes per al paseo i el toreig, vals per a les banderilles i pasdobles per a la faena de muleta. La recepció del matador es fa amb una gralla, i el pasdoble s'interpreta de manera molt diferent.
Per a la correguda camarguesa de la pel·lícula D'ou viens-tu Johnny? (D'on vens, Johnny?, 1963), Eddie Vartan va compondre especialment un pasdoble inèdit, el Paso de l'abrivado.

## Context reglamentari

### Reglamentació

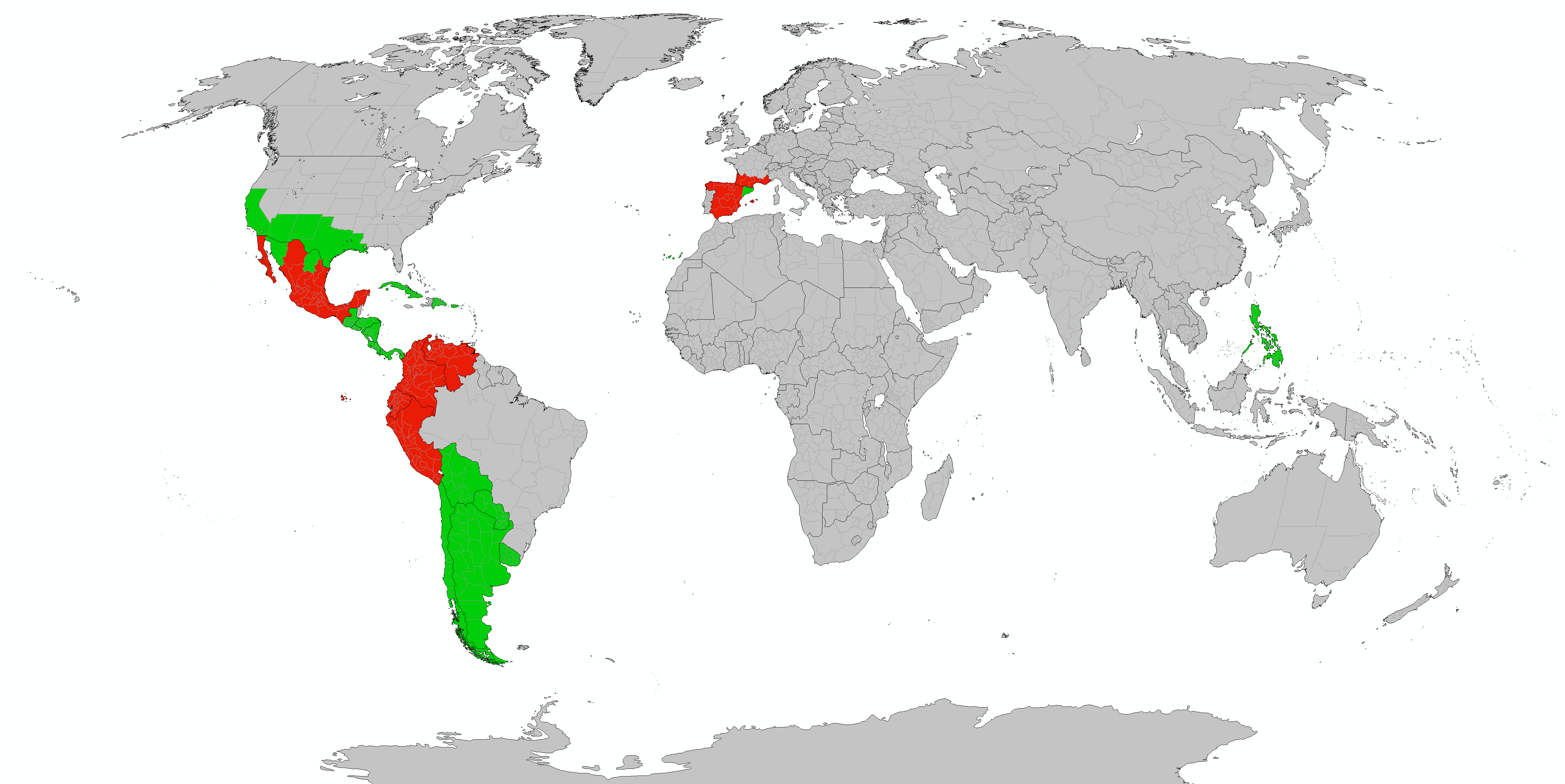
La corrida d'estil espanyol arreu del món:
Legals.
Prohibides, que tradicionalment es practicava.
Nota: Alguns municipis han prohibit la corrida a països i regions on és legal.

#### Reglamentació a Espanya
[[Fitxer:Tauromaquia en España.PNG|miniatura|

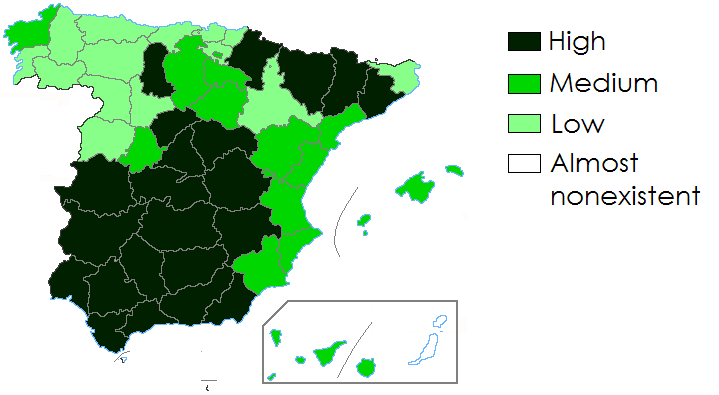
El toreig en les províncies espanyoles durant el.

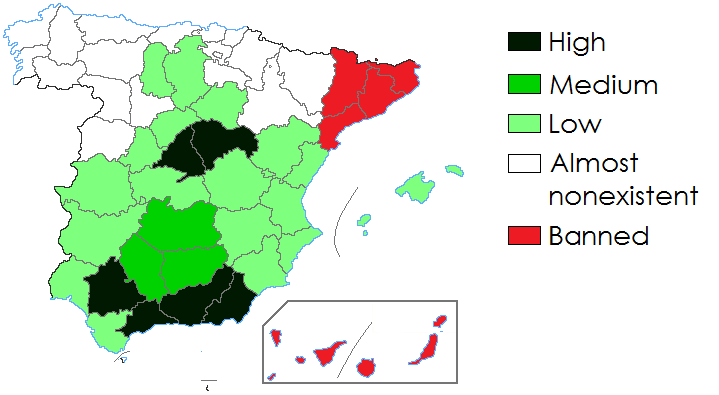
El toreig en les províncies espanyoles al 2012.

Legislació sobre la corrida a Espanya: 

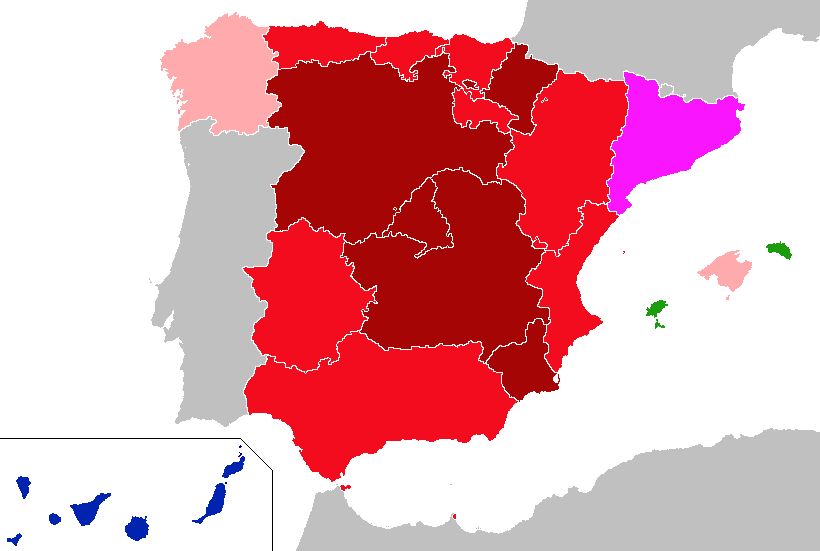
Legislació sobre la corrida a Espanya:
Prohibides.
Sense prohibició, però històricament les corregudes no es realitzen.
Prohibides, però es toleren altres activitats taurines (com els correbous).
Legals, però prohibides en alguns llocs.
Legals.Legend|#B22222|Legals i declarades Bé d'Interès Cultural o Patrimoni Cultural Immaterial.

A Espanya apareix l'esment «Con el permiso de las autoridades» (amb permís de les autoritats) en els cartells taurins, recordant el marc regulador de la corrida en aquest país.
Abans del 1917, no hi ha cap regulació real; cada ciutat, cada plaça de toros, tenia les seves regles habituals. De fet, aquestes normes són molt properes les unes a les altres; les àrees andaluses imiten en general les pràctiques vigents a Sevilla, les altres imiten en general les pràctiques vigents a Madrid, i Madrid i Sevilla beuen l'una de l'altra.
A diferència de França, on les normes taurines només s'apliquen quan un decret municipal decideix aplicar-les, el desenvolupament de les corregudes de toros a Espanya es regeixen per textos legislatius específics. Així doncs, es un Reial decret del 1917 (que té la força de llei) que estableix una regulació taurina, seguit d'altres textos amb el mateix abast jurídic de 1923, 1924 i 1930. El 1962, aquest reglament és completament refet amb l'Ordre de 15 de març de 1962 per la qual s'aprova el text refós del nou Reglament d'espectacles taurins. El 1991, la Llei 10/1991, de 4 d'abril, sobre Potestats Administratives en matèria d'espectacles taurins, promoguda pel ministre de l'interior José Luis Corcuera, va reconfigurar el reglament.
El desenvolupament de l'autonomia de les comunitats autònomes ha autoritzat la transferència d'algunes de les normatives sobre les corregudes de toros. De fet, a gairebé totes les comunitats es va mantenir vigent la Llei 10/1991; només Andalusia (des del 1r d'abril de 2006), té una regulació concreta però diferent de la llei Llei 10/1991 només en punts de detall. No obstant això, segons una declaració de la Unió de les ciutats taurines franceses (UVTF): «La Constitució espanyola en el seu article 149.28 estipula que l'Estat té la competència exclusiva per a la defensa del patrimoni cultural, artístic i monumental espanyol».
El 1992, el Ministeri de l'Interior d'Espanya va promulgar el Reial Decret 176/1992, de 28 de febrer, pel qual s'aprova el Reglament d'espectacles taurins. Mitjançant el mateix es «regula la preparació, organització i desenvolupament dels espectacles taurins i de les activitats relacionades amb els mateixos, en garantia dels drets i interessos del públic i de quants intervenen en aquells».
El 28 de juliol de 2010, el Parlament de Catalunya va votar per prohibir la corrida, amb 68 vots a favor i 55 vots en contra. En aquesta ocasió, es va afirmar que Catalunya va ser la segona comunitat autònoma espanyola que va prohibir la corrida, després de la comunitat autònoma de Canàries. Lorenzo Olarte Cullén, expresident de la comunitat autònoma de Canàries, en el càrrec durant la votació de la llei regional que, suposadament, prohibiria les corregudes de toros a les Illes Canàries, contradiu aquesta afirmació al diari El Mundo: «cap llei regional no prohibeix expressament la corrida. D'altra banda, la llei de protecció animal de les illes Canàries del 30 d'abril de 1991 no preveu cap excepció a favor de les corregudes de toros, cap de les quals ha tingut lloc des d'aquesta data». Els intents de generalitzar aquesta prohibició estan provocant controvèrsies a França, Espanya i Amèrica Llatina. Algunes vegades han provocat l'efecte contrari; a França amb la declaració legal de les corregudes de toros a les regions del sud, i a Espanya amb la prohibició de la llei catalana el 2016.
El Parlament espanyol va declarar la corrida «bé d'interés cultural» el 12 de febrer de 2013, per 180 vots a favor, 40 en contra i 107 abstencions. El 20 d'octubre de 2016, el Tribunal Constitucional espanyol va anul·lar la prohibició de les corregudes de toros a Catalunya, votada el 2010. El municipi de Palma es va declarar ciutat antitaurina, i es va oposar a la perpetuació de corregudes de toros a partir de juny de 2015; això no va impedir la celebració de la Fira de la Verge Blanca. El 2015, entre els toreros del que apareixien al cartell taurí hi havia el matador Morante de la Puebla.

#### Reglamentació a Amèrica Llatina
Les prohibicions han sigut introduïdes i respectades en alguns països llatinoamericans, on, per motius polítics, els ciutadans volien diferenciar-se dels ocupants espanyols: Cuba, Xile, Uruguai, Argentina. En canvi, a Veneçuela no van tenir cap efecte malgrat la prohibició de 1894.
A Equador, la limitació de les corregudes de toror va ser una de les deu qüestions plantejades durant una consulta popular al maig de 2011, aprovada (incloent la possibilitat de prohibir la corrida amb la mort de l'animal) per la majoria dels votants, segons els resultats coneguts el 19 de maig de 2011. Aquesta prohibició es va passar per alt el 2013; la Fira de Quito no va tenir lloc a Quito, sinó a la ciutat de Tambillo (a 15 km), en una plaça de toros portàtil de 4.000 places. Aquestes prohibicions han estat concebudes com una amenaça en altres països sud-americans i han donat lloc a la protecció de les corregudes de toros a Colòmbia i al Perú on la correguda de toros és part de la diversitat cultural.
A Perú, el 9 de maig de 2011, el Tribunal Constitucional va declarar que la festa taurina Bé d'Interès Cultural, passant a formar part de les tradicions històriques i del Patrimoni Cultural Immaterial del Perú.
El 2012, Colòmbia també va adoptar una mesura de protecció de les corregudes de toros, prohibint als alcaldes municipals de prohibir les corregudes. La decisió de l'alcalde de Bogotà de prohibir les corregudes de toros (el 2012) no va ser seguida pel Parlament fins al 2014.

#### Reglamentació a França
A França, la única reglamentació sobre la corrida la prohibeix en principi i només la permet com una excepció. No existeix cap llei similar a les lleis espanyoles. Algunes associacions demanen la creació d'una «Federació francesa de la corrida», igual que les federacions esportives. Qualsevol reglamentació escrita només pot ser d'origen municipal.
Durant molt de temps, a França s'ha aplicat habitualment la normativa espanyola. El 1972, la Union des villes taurines françaises (Unió de les ciutats taurines franceses, UVTF) va establir una normativa fonamentalment basada en la normativa espanyola, i va convidar els seus membres a fer-la obligatòria al seu territori, per decret municipal. Totes no ho han fet, però en aquestes comunitats, així com en les comunitats taurines que no són membres de la UVTF, aquesta regulació s'aplica habitualment. Es pot llegir gairebé a tots els llibres en francès dedicats a la tauromàquia, a més de revistes de toros i pàgines taurines de diaris regionals; tots es refereixen a aquesta aplicació.

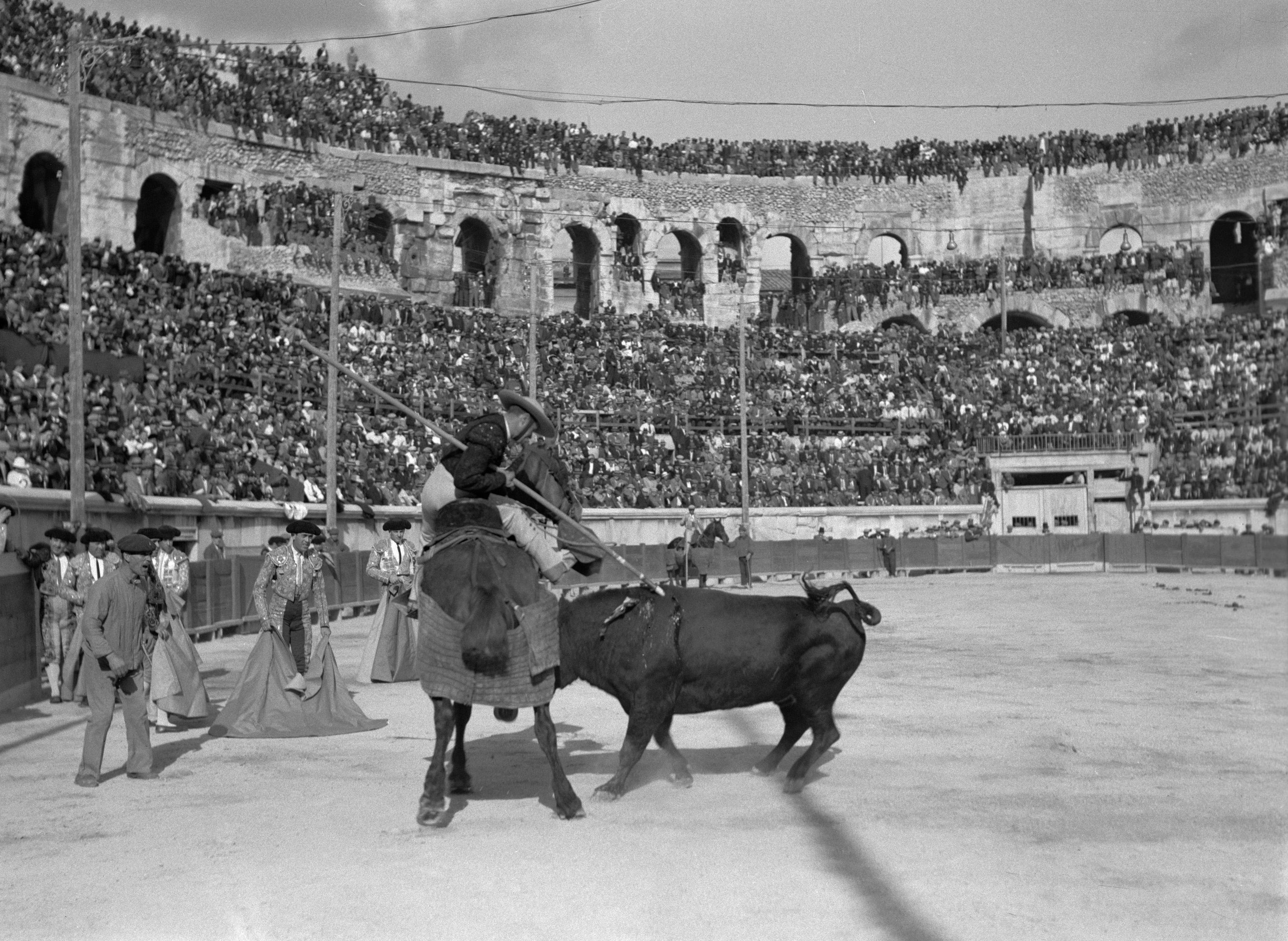
Picador clavant la pica al toro. Plaça de toros de Nimes, 1935

Fins al final del segle xix, la llei del 2 de juliol de 1850 que condemna el l'ús dels animals, coneguda com la Llei Grammont, va tenir diverses interpretacions sobre la seva aplicació a les corregudes de toros. Els tribunals i els prefectes han mantingut durant molt de temps diverses opinions sobre el tema. Els organitzadors i matadors no van ser processats sistemàticament. Durant aquest període, es van organitzat corregudes de toros a tota França, fora de la conca del sud-oest de França considerada històricament taurina (com Le Havre i Roubaix, per exemple).
Al començament del segle xx, el Tribunal de cassació va establir que la Llei Grammont s'havia d'aplicar a les corregudes de toros. Però aquesta jurisprudència es va aplicar de manera heterogènia:
- en algunes àrees, les prohibicions de la prefectura eren sistemàtiques i perseguides amb processos quan era apropiat;
- en altres àrees, les prohibicions eren excepcionals i els infractors gairebé mai van ser processats. Les sentències dictades van ser considerades simbòliques.

Aquestes disparitats han portat a la pràctica de la correguda de toros a reforçar-se en algunes regions franceses i a desaparèixer en altres.
El 1951, per acabar amb aquesta situació, el poder legislatiu va especificar la Llei Grammont: «Les disposicions d'aquest article no són aplicables a les corregudes de toros quan es pot invocar una tradició ininterrompuda». Aquest paràgraf es va completar el 1959, i la primera frase del setè paràgraf de l'article 521-1 del Codi Penal es va redactar com segueix: «Les disposicions d'aquest article no s'aplicaran a les corregudes de toros quan es pugui invocar una tradició local ininterrompuda». La presència de la tradició i el seu caràcter, tal com es disposa en aquest paràgraf, queden a la discreció dels jutges.
Des de llavors, s'han presentat diverses demandes contra organitzadors de corregudes de toros, la primera a Lo Grau dau Rèi (Gard). Els tribunals van declarar que el terme «local» es refereix a un «lloc», no a un districte administratiu concret. Per tant, consideraven que el «lloc» era un «grup demogràfic» amb una comunitat amb una història, costums i forma de vida, els límits dels quals no coincideixen amb els límits administratius. Per tant, qualsevol municipi d'aquest «grup demogràfic» pot reclamar l'existència d'una «tradició taurina», tot i que, en el seu territori, no s'hauria organitzat mai la correguda de toros.
A Bordeus i als seus voltants, es van organitzar corregudes de toros fins al 1962. L'obsolescència de les places de Bordeus va obligar el prefecte a prohibir l'organització d'espectacles, de manera que ja no hi va haver més corregudes de toros a la regió de Bordeus. El 1988, la ciutat de Hloirac, a la vora de Bordeus, va organitzar corregudes de toros. La Cort d'Apel·lació de Bordeus va dictaminar que la no organització de corregudes de toros durant tant de temps no és suficient motiu per «interrompre» la tradició, quan aquesta falta d'organització es deu a un fet extern.
Fins al setembre del 2012, la noció de «tradició interrompuda» determinada per aquesta jurisprudència no era gaire clara, com va dir l'escriptor Dimitri Mieussens el 4 d'agost de 2010 a Rue89. La qüestió es va aclarir amb la decisió del Consell constitucional del 21 de setembre de 2012. A partir d'aquest moment, només els tribunals haurien de decidir cas per cas, tal com demostren les sentències del Tribunal d'Apel·lació de Tolosa i del Tribunal de Cassació, així com la jurisprudència de Riumas, que van rebutjar les denúncies de les associacions antitaurines, respectivament el 2003, 2006 i 2007.
El registre, per part del Ministeri de Cultura, de la tauromàquia a l'inventari del patrimoni cultural immaterial de França el gener de 2011, va provocar reaccions procedimentals per part d'associacions antitaurines. Tanmateix, el ministeri va decidir, el maig del 2011, eliminar qualsevol menció del registre als seus llocs oficials «a causa de l'emoció causada per aquest registre».
Al setembre de 2011, el Comité Radicalment Anti-Corrida (CRAC Europa) i l'Associació de Drets dels Animals van presentar al Tribunal Administratiu de París un recurs d'anul·lació contra la decisió del registre de la correguda de toros a l'inventari del patrimoni immaterial de França. Sota aquest procediment, una qüestió prioritària de constitucionalitat va plantejar la inconstitucionalitat de la primera frase del setè paràgraf de l'article 521-1 del Codi Penal: «Les disposicions d'aquest article no s'aplicaran a les corregudes de toros quan es pugui invocar una tradició local ininterrompuda». Segons aquestes associacions, aquesta frase seria inconstitucional, ja que permetre la realització les curses de toros a només una part del territori seria contrari al principi d'igualtat davant la llei; sobre la llei, no defineix específicament el lloc on la tauromàquia és legal, ni la noció de «tradició». Vist pel Consell d'Estat el 20 de juny de 2012, el Consell Constitucional va dictaminar el 21 de setembre 2012 que «La primera frase del setè paràgraf de l'article 521-1 del Codi Penal és consistent amb la Constitució». Segons el Consell Constitucional, «el motiu basat en la violació del principi d'igualtat ha de ser rebutjat; (...) la primera frase del setè paràgraf de l'article 521-1 del Codi Penal (...) no viola cap dret o llibertat garantida per la Constitució»; per contra, «correspon als tribunals competents avaluar les situacions de fet que compleixin amb la tradició local ininterrompuda, aquesta noció, que no és de naturalesa dubtosa, és prou precisa per garantir contra el risc d'arbitrarietat». Aquesta decisió del Consell Constitucional extingeix tots els comentaris que critiquen la falta de claredat de la llei.
El 3 d'abril de 2013, el tribunal administratiu de París va desestimar les demandes de CRAC Europa i l'Associació de Drets dels Animals, que van apel·lar la decisió. Finalment, el 1r de juny de 2015, el Tribunal Administratiu d'Apel·lalció de París va sobreseure la decisió del Ministeri presa el maig del 2011 de retirar del seu lloc web la inscripció de la correguda de toros al patrimoni immaterial, «La decisió d'incloure la correguda de toros en l'inventari del patrimoni cultural immaterial de França ha de considerar-se abrogada», cosa que va provocar l'abrogació del fet.

#### Reglamentació a Portugal

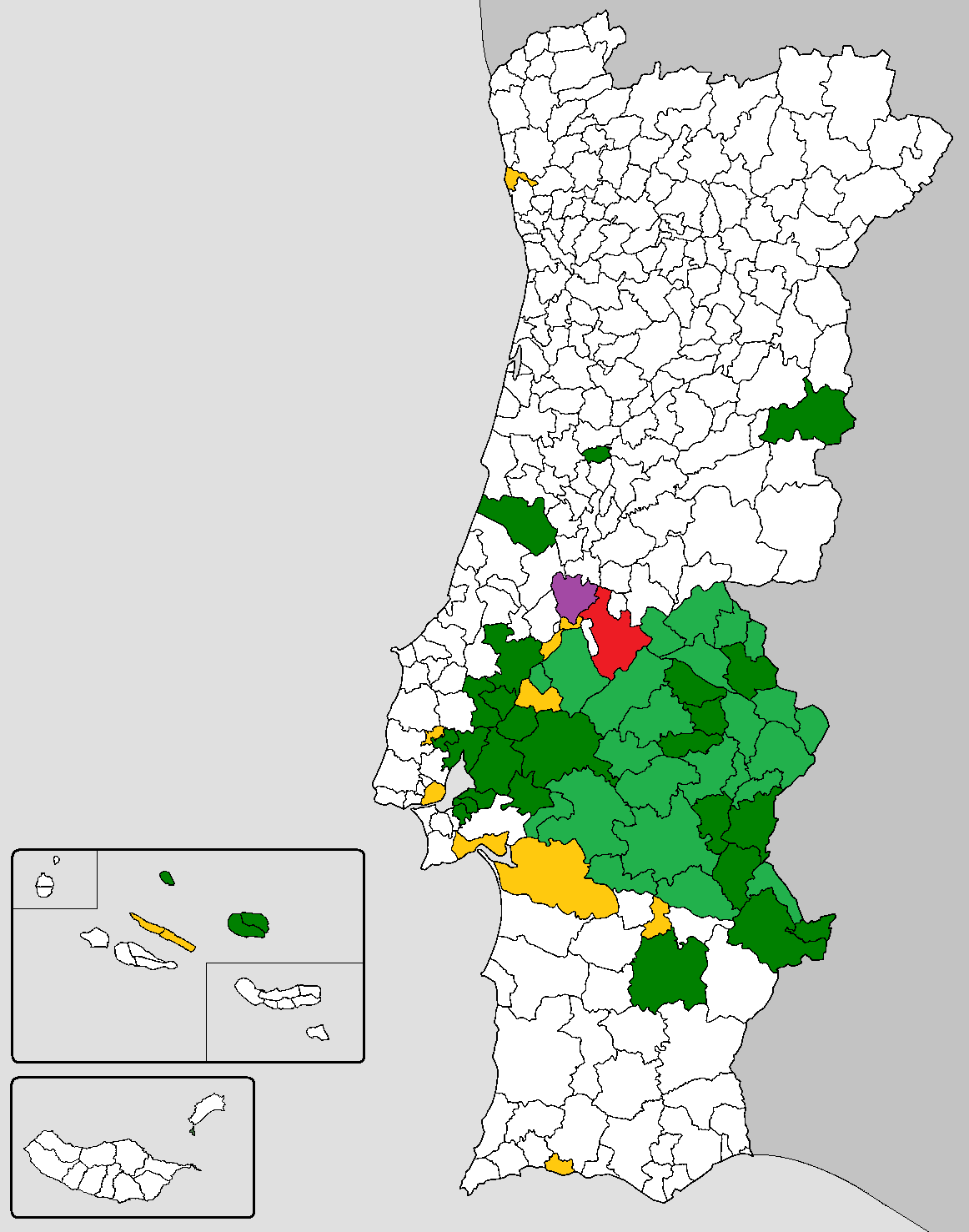
Corregudes de toros a Portugal:
No existeixen les corregudes de toros
Municipis pertanyents a la Secció de Municipis amb Activitat Taurina, però que han rebutjat declarar la correguda de toros Patrimoni Cultural Immaterial
Municipis pertanyents a la Secció de Municipis amb Activitat Taurina de l'Associació Nacional de Municipis de Portugal (ANMP)
Municipis on la correguda de toros va ser declarada Patrimoni Cultural Immaterial
Municipis pertanyents a la Secció de Municipis amb Activitat Taurina, però que no han declarat la correguda de toros Patrimoni Cultural Immaterial
Municipis que no pertanyen a la Secció de Municipis amb Activitat Taurina i s'han negat a declarar la tauromàquia Patrimoni Cultural Immaterial

A Portugal, la pràctica de la mort del toro en públic ja era prohibida a mitjans de segle xviii, i es va prohibir per llei el 1928. Malgrat la prohibició, la mort de l'animal en públic s'ha continuat practicant en alguns municipis, incloent Barrancos, un poble de l'Alentejo, prop de la frontera espanyola. Una llei del 2000 va autoritzar la mort del toro en públic en els municipis on encara es continuaven practicant.

Les Açores, establertes com a regió autònoma de Portugal des de 1976, han adoptat mesures per salvaguardar la corrida, que es considera que pertany a una tradició cultural.
| « | L'Assemblea legislativa de les Açores té jurisdicció en els camps de l'educació i la joventut. El següent article (63) especifica les qüestions relatives a la cultura. Article 63, paràgraf 2: les qüestions sobre cultura i comunicació social inclouen, en particular, els espectacles i l'entreteniment públic a la regió, incloses les corregudes de toros i les tradicions taurines en les seves diverses manifestacions. | » |

La corrida està sota l'autoritat del Ministeri de Cultura. L'assemblea va procedir a l'homogeneïtzació de les normes adoptades el 1991 en relació amb la tauromàquia, «ja que la tradició és rica, autèntica i específica». El text d'aquest reconeixement com a pràctica cultural indica: «La regulació també inclou la creació, mitjançant la gestió d'un consell de cultura regional, d'un equip d'especialistes tècnics, inclosos els directors de les corregudes i els veterinaris que tindran les habilitats per garantir que l'espectacle es faci en les condicions correctes».
La preservació del toro de lídia, que només es pot fer a través de la protecció de la corrida, és un dels punts clau destacats pel director regional Joaquim Pires.

### Prohibicions
Les lleis que prohibeixen la corrida són efectives només a les regions del món on l'espectacle taurí no té molts aficionats, com el nord de França.
D'altra banda, les prohibicions processals obtingudes pels antitaurins en nom de la protecció de la infància han estat ineficaces a llarg termini pel que fa al matador prodigi Michelito Lagravère. La prohibició a Michelito de torejar a Arles, quan el torero tenia 10 anys, no va tenir efecte, ja que el noi va torejar uns dies més tard a Hagetmau i després a Mèxic, on va fer una carrera internacional, molt seguida pels mitjans de comunicació anglesos, americans, francesos i espanyols, especialment el diari espanyol ABC, que va fer un reportatge sobre la seva alternativa a la secció de cultura.
De la mateixa manera, la voluntat de suprimir les escoles taurines no s'ha fet ressò a cap govern.

#### Prohibicions a Espanya
El 1986, Christian Dedet ja va escriure: 
| « | Aquesta no és la primera vegada que l'opinió pública (o aquells que parlen d'això) exigeix la prohibició de les corregudes de toros. La campanya tal com la veiem actualment sembla més violenta de l'habitual. Té infinitament més recursos. Hem d'estar alarmats? Si l'ofensiva tingués èxit, les nostres democràcies occidentals, entre les quals Espanya compta, només seguirien una decisió no il·luminada del papat de l'Edat Mitjana. | » |

 En realitat, la decisió del papat a què es refereix Dedet mai va ser respectada, i la butlla de Pius V de 1566, citada comunament «De salute gregis dominici», mai va ser publicada per evitar un escàndol, perquè que el rei Felip II havia enviat un ambaixador al Vaticà per negociar. Va argumentar que amenaçar amb l'excomunió als fidels que anaven a les corregudes de toros era excomuniar gairebé tota la nació espanyola. Més endolcida per Gregori XIII, reafirmada per Sixt V, i finalment relaxada per Climent VIII el 1596, fins que ja no prohibia gran cosa, la butlla no va afectar la passió pel toro.
En aquest període comença l'edat d'or de la corrida de rejón (correguda a cavall), que començarà a disminuir a principis del s. xviii, no per prohibició, sinó perquè el rei Felip V (un borbó vingut de França) no tenia cap gust per la tauromàquia. A més, per no desagradar-lo, la noblesa va abandonar la corrida de rejón. Les úniques excepcions van ser la Real Maestranza de Caballería de Sevilla i de Ronda, que tenien el dret a organitzar corregudes benèfiques per al manteniment dels hospitals.

#### Prohibicions a Amèrica Llatina
Les prohibicions es van introduir i respectar en alguns països llatinoamericans, on, per motius polítics, els ciutadans volien diferenciar-se dels ocupants espanyols: Cuba, Xile, Uruguai, i l'Argentina. D'altra banda, no van tenir efecte a Veneçuela malgrat la prohibició de 1894.
A l'Equador, la limitació de les corregudes va ser una de les deu preguntes plantejades durant la consulta popular del maig de 2011, aprovada (inclosa la possibilitat de prohibir la corrida amb la mort de l'animal) per la majoria dels votants, segons els resultats coneguts 19 de maig de 2011. Aquesta prohibició es va passar per alt el 2013: la fira de Quito no no es va celebrar a Quito, sinó a 15 km de la ciutat de Tambillo en una plaça de toros portàtil de 4000 places.
Aquestes prohibicions han estat concebudes com una amenaça en altres països d'Amèrica del Sud i han donat com a resultat la protecció de la corrida a Colòmbia i el Perú, on el toreig forma part de la diversitat cultural. Al Perú, la corrida va ser declarada Bé d'interés cultural pel Tribunal Constitucional el 9 de maig de 2011, forma part de les tradicions històriques i Patrimoni cultural immaterial del Perú. El 2012, el Tribunal Constitucional de Colòmbia també va adoptar una mesura de protecció de la corrida, dictaminant que els alcaldes no podien prohibir les corregudes a la seva ciutat. La decisió de l'alcalde de Bogotà de prohibir les corregudes de toros (el 2012) no va ser seguit pel Parlament fins al 2014.

#### Prohibicions a França
La corrida va disminuir en àrees geogràfiques on no tenia públic. D'aquí els ajustos de la llei de Grammont de 1951, 1959, i la jurisprudència de Tolosa i Riumas.
A diferència d'Espanya, el parlament de Bordeus, seguint les recomanacions pontificals, va prohibir la corrida el 1616. Però la població local es va resistir de la mateixa manera que l'espanyola i va caldre una segona prohibició, aquesta vegada reial: un decret de Lluis XIII de 1620. Però com la població continuava sent tenaç a les regions tradicionalment taurines, el bisbe d'Aira, Gilles de Boutault, va promulgar una ordenança episcopal que prohibia la corrida. L'ordenança no es va respectar i el bisbe la va aixecar el 1647, buscant el suport de Luis XIV que li va concedir. No obstant això, els habitants d'aquestes regions van continuar realitzant corregudes de toros, però de forma més discreta per no atreure l'atenció del clergat.

## Oposició a lacorrida

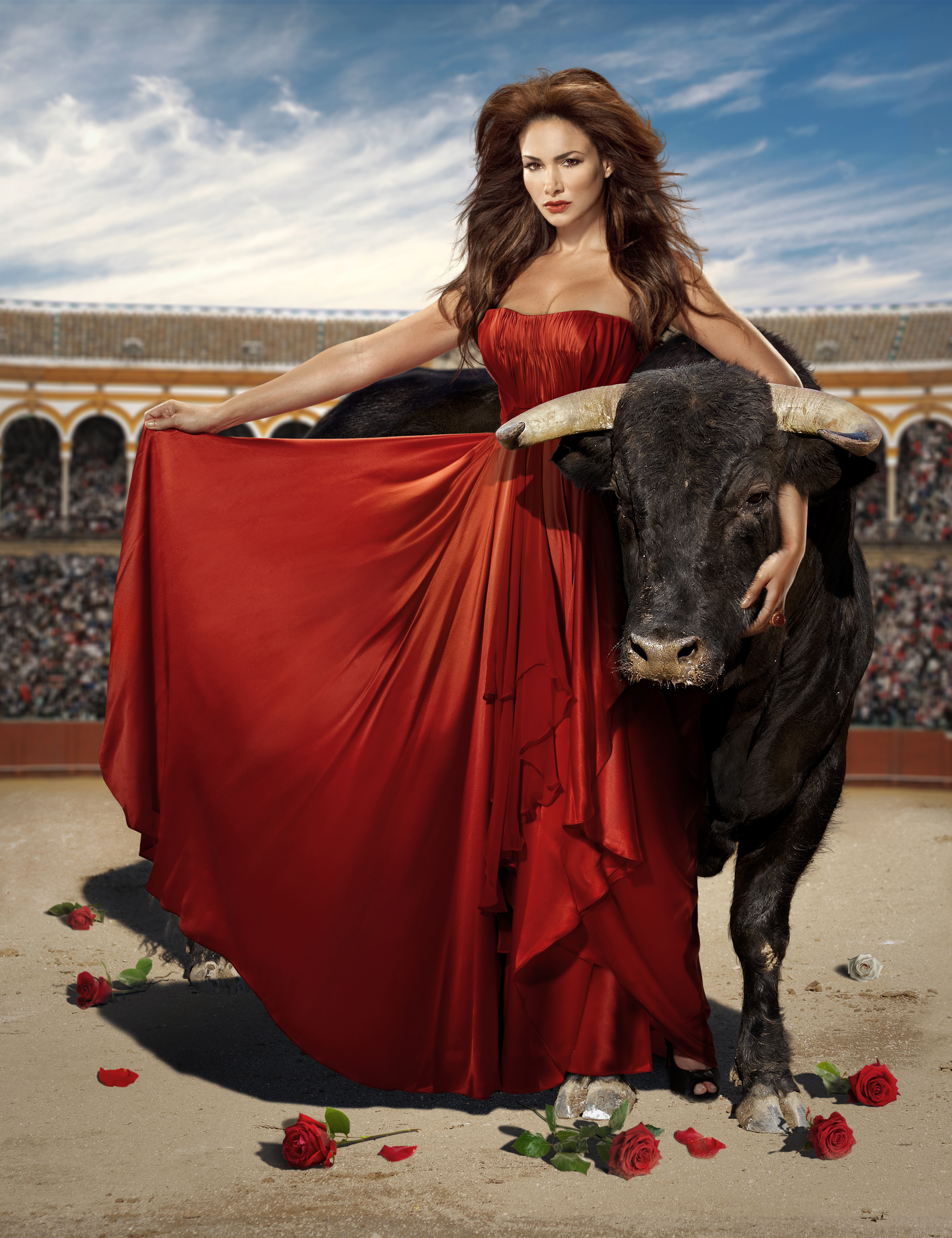
Patricia Michelle De León és una model professional, presentadora de televisió i actriu panamenya. Patricia De León dona un gran suport al PETA de la comunitat hispana. Actualment, té un paper actiu en la detenció de corregudes de toros a tot el món i ha estat recentment la imatge de la campanya de PETA contra les corregudes retratades pel fotògraf argentí-estatunidenc Kike San Martín

Malgrat la seva popularitat en algunes àrees, moltes persones s'oposen a la correguda de toros, argumentant que no és art ni cultura, sinó barbàrie. L'oposició a la corrida s'ha manifestat de diverses formes des que existeix. Originalment, aquesta oposició es va veure motivada principalment pels riscos que patien els toreros. Va ser així com la butlla papal justificava la prohibició de les corregudes de toros: el 1r de novembre de 1567, Pius V va publicar la butlla De salute Gregis dominici, que prohibia formalment i per sempre les corregudes de toros, i decretant la pena d'excomunió immediata contra qualsevol catòlic que autoritzi i participi en elles, també ordenant la negativa d'un enterrament religiós als catòlics que morien com a resultat de la participació en qualsevol espectacle taurí. Davant la reticència de Felip II d'Espanya, el seu successor Gregori XIII no va tornar a aquesta decisió fins al 1575.
L'oposició a la corrida va estar molt marcada al segle xix, mentre que a Europa es van establir les primeres lleis que protegien els animals contra els maltractaments. A França, en particular, la introducció de la corrida va estar vinculada amb l'arribada de l'emperadriu Eugènia de Montijo, d'origen andalús (pocs anys després de la promulgació de la llei de Grammont de 1850). Però l'oposició a la corrida va disminuir bruscament quan, el 1928, es va introduir el peto i va reduir dràsticament la freqüència de l'esventrament del cavall.
Les últimes dècades han vist el desenvolupament d'associacions antitaurines que poden arribar gràcies a internet a una audiència internacional.

### Patiment infligit
Les ferides, de vegades mortals, que pateixen els cavalls dels picadors (molt menys nombroses que abans del segle xix gràcies a la introducció del peto), també estan subjectes a crítiques.
A aquests arguments ètics, els defensors de la corrida s'oposen amb altres arguments, com la defensa les tradicions i la cultura d'Espanya, l'estètica de l'espectacle ofert, o la noblesa de mort oferida al toro. També destaquen el biòtop conservat, de qualitat única, on els toros de lidia poden viure durant quatre anys.

### Evolució de les mentalitats
Les mentalitats han canviat pel que fa a la corrida, acompanyant les crítiques que fan. A Espanya, segons un sondeig de Metroscopia publicat el 2010 pel diari espanyol El País, el 37% de la població afirma que li agrada la corrida (una disminució en comparació a la dècada del 1970), tot i que l'opinió pública segueix sent aclaparadora contra qualsevol prohibició (el 57% es manifesten en contra de la seva prohibició). A França, la majoria de la gent està en contra de la corrida, independentment de la regió.
Existeixen moltes associacions antitaurines, tant a Europa com a Amèrica del Sud.
Alguns denuncien, especialment a Espanya, l'ús d'impostos pagats per cadascun per subvencionar una activitat desaprobada per una gran part de la població.

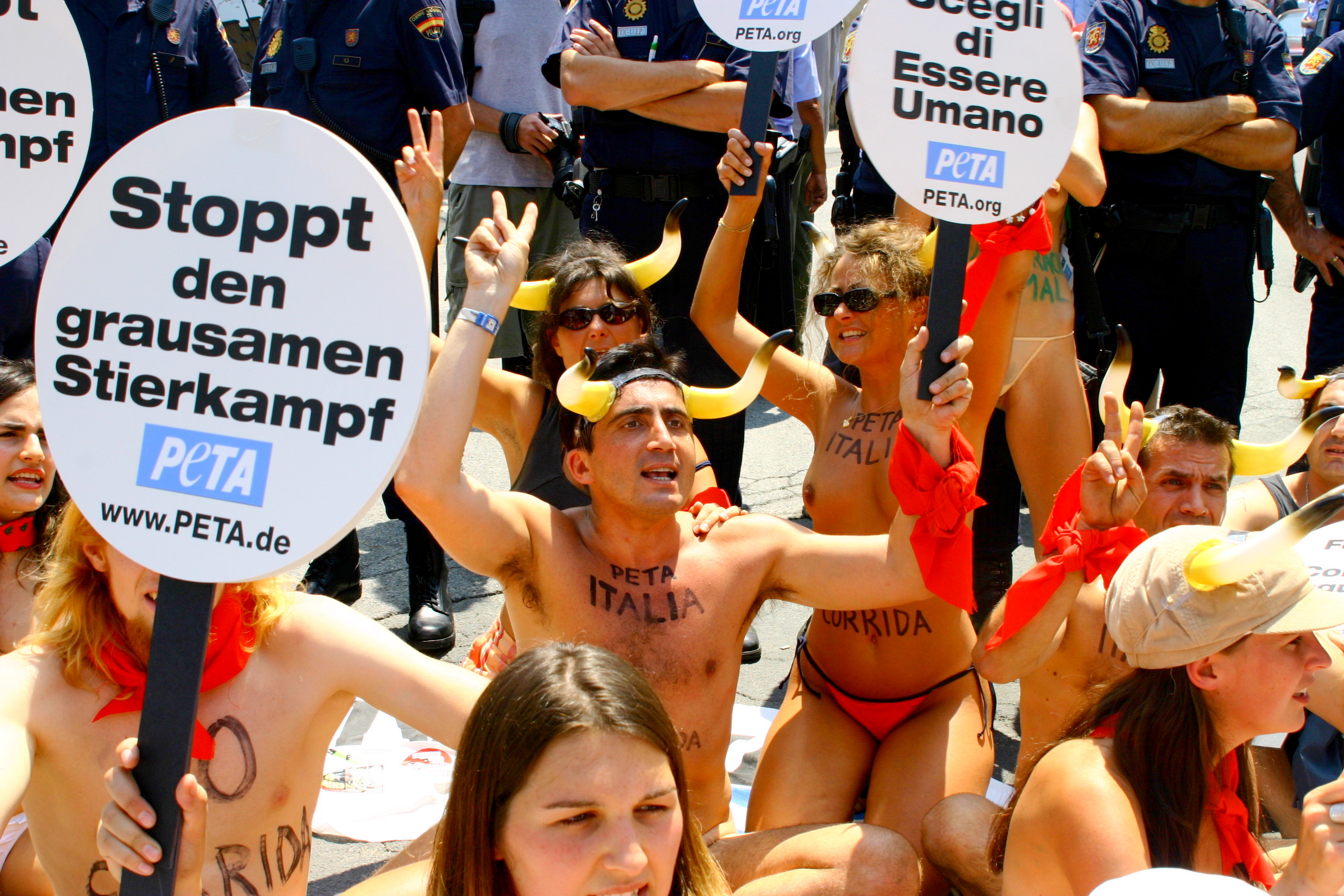
Activistes italians de PETA protestant a Pamplona, 2003
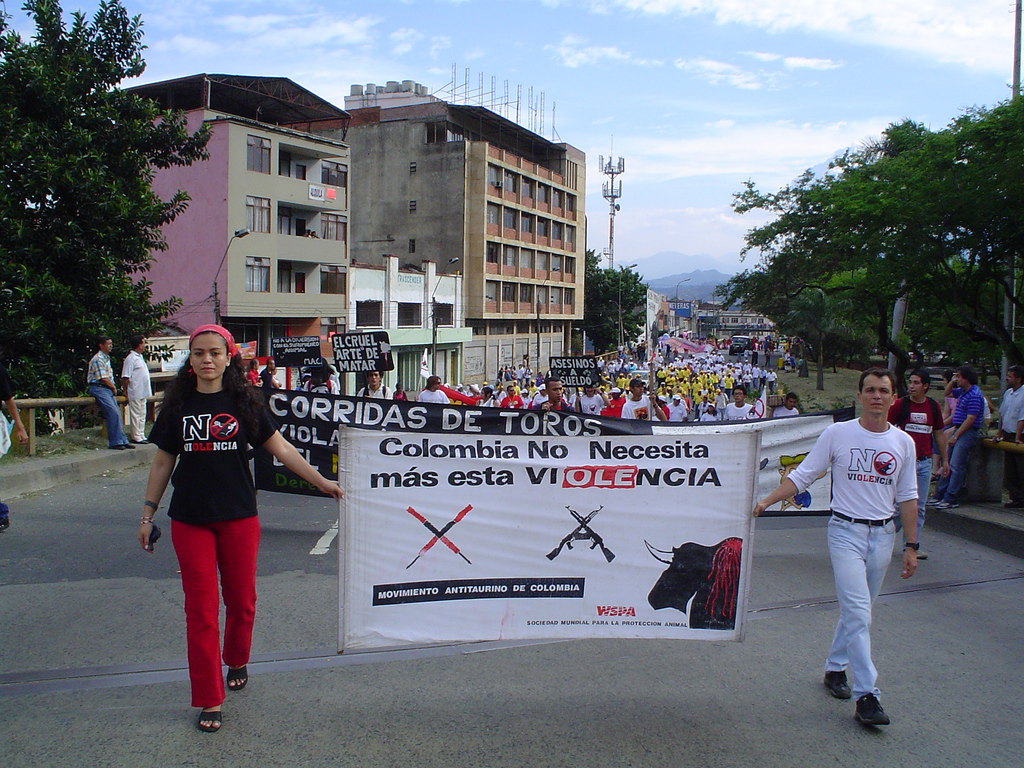
Marxa antitaurina a Colòmbia, 2005
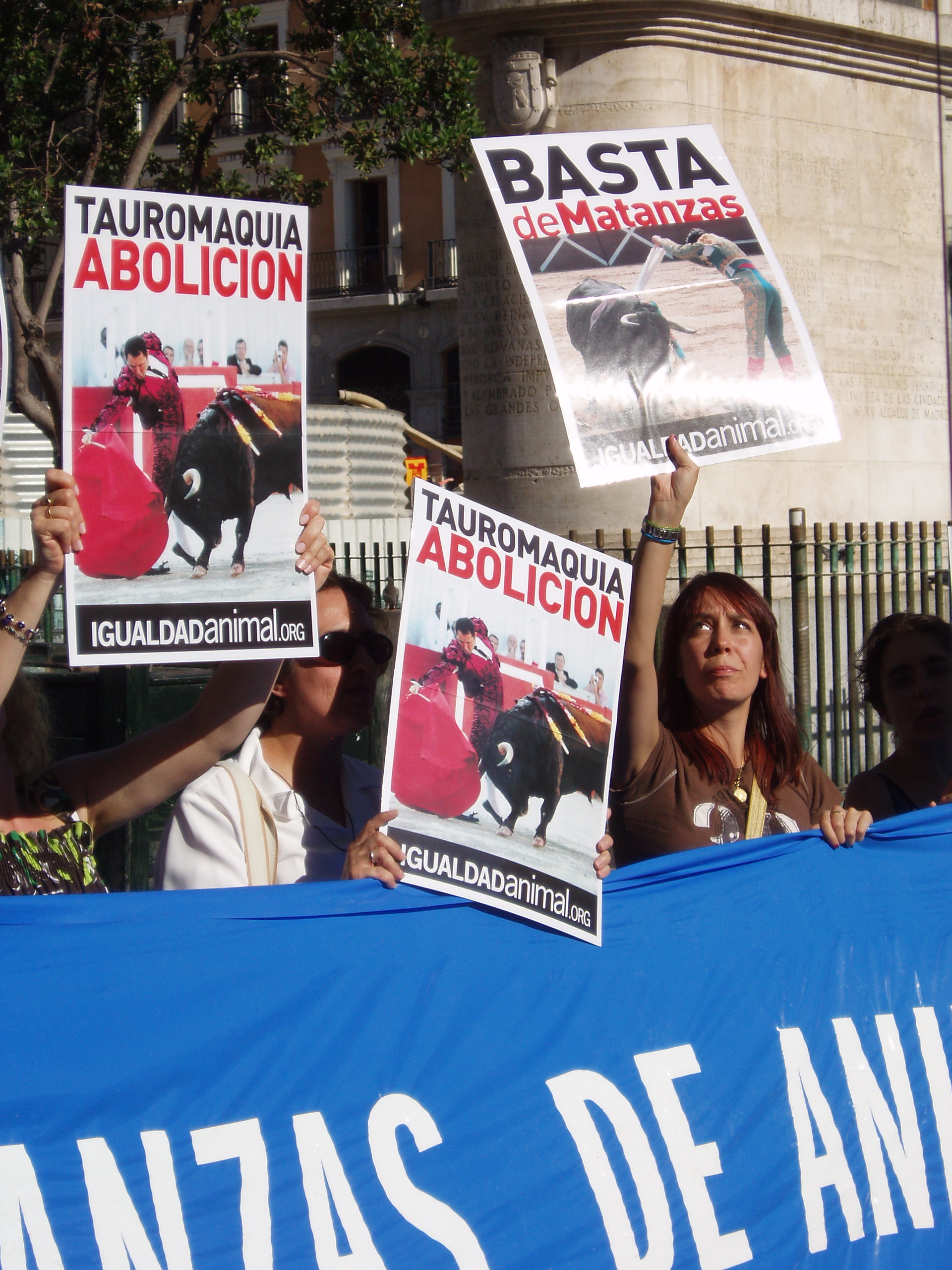
Manifestació antitaurina a Madrid, 2007
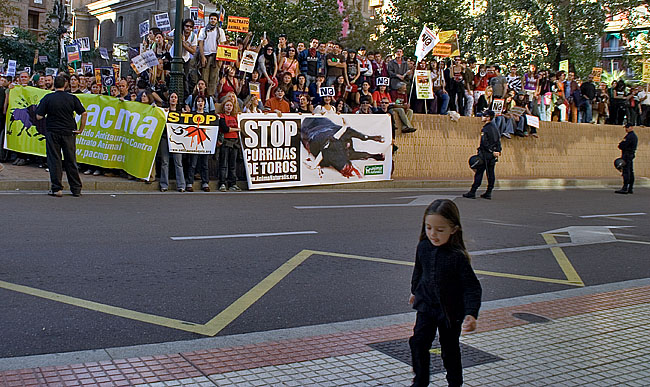
Manifestació antitaurina a Saragossa, 2008
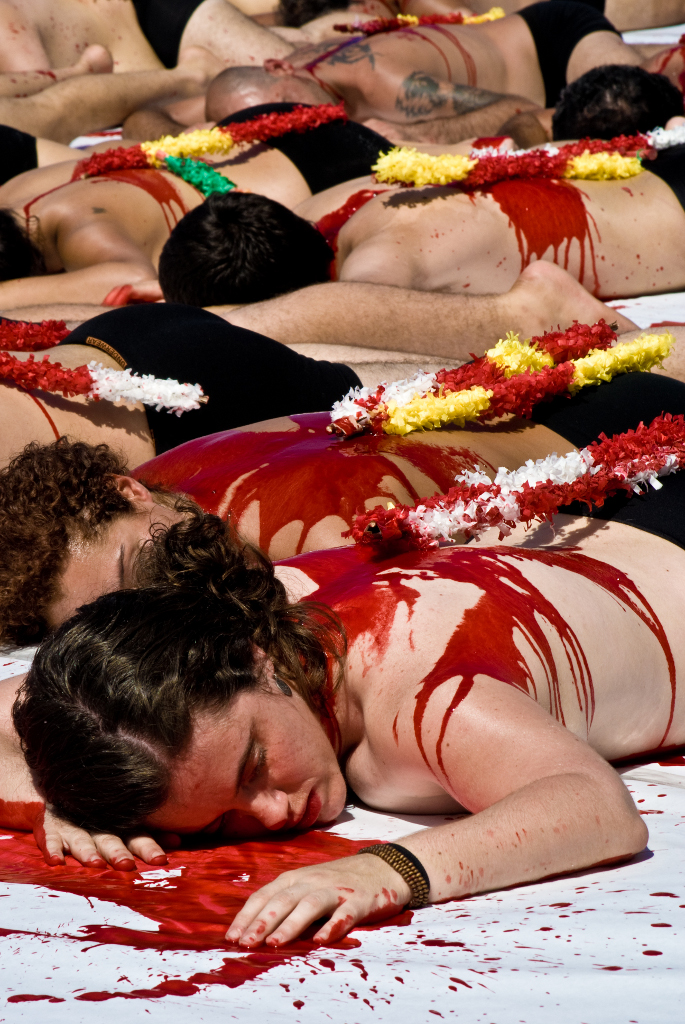
Manifestació antitaurina a Bilbao, 2008

### Posicions polítiques

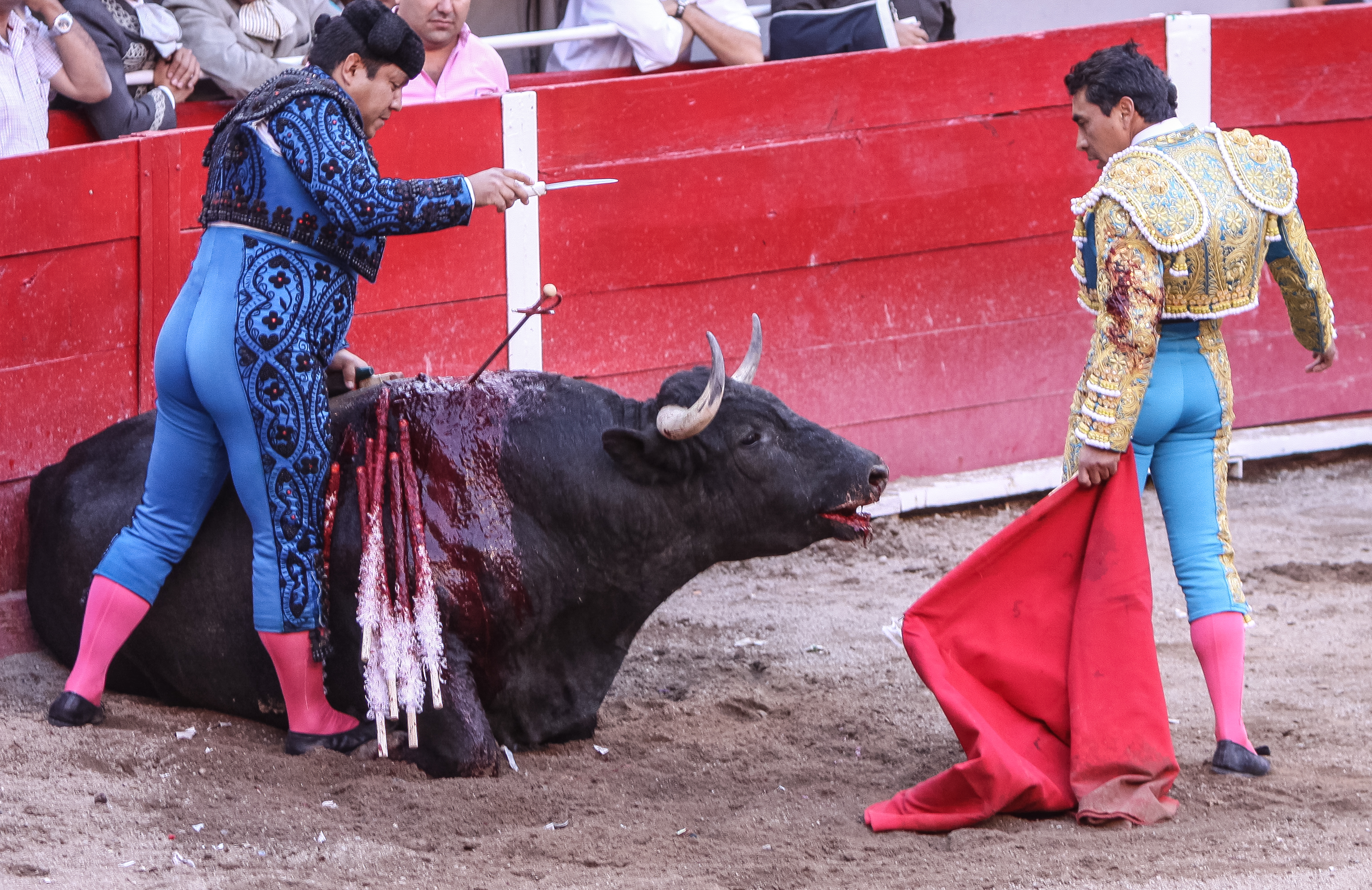
En les corregudes de toros, sovint els toros no moren immediatament després de l'estocada i cauen a terra per esgotament, sagnant, de manera que, per agilitzar la seva mort, li claven la puntilla. Dos segons més tard, el toro mor, acabant amb el dolor i el patiment que va patir en aquest espectacle

A Catalunya, el 2010, el Parlament de Catalunya va adoptar, el 28 de juliol de 2010, amb 68 vots a favor, 55 contra i 9 abstencions, una disposició que prohibia la corrida amb efecte el gener de 2012, després d'una iniciativa legislativa popular (ILP). Però a l'octubre de 2010, el Partit Popular va anunciar la seva intenció de presentar un recurs contra el vot de Catalunya davant el Tribunal Constitucional, per inconstitucionalitat. Seguint l'exemple català, a Sant Sebastià, l'alcalde independentista no va renovar el contracte entre la ciutat i els promotors de la plaça de toros per a l'any 2013. Però la corrida va ser declarada bé d'interès cultural.
| « | (...) no serà fàcil que els independentistes eliminin la tauromàquia. Sobretot amb l'oposició dels altres partits (socialistes, populars i, en certa manera, nacionalistes del PNV), que militen per perpetuar aquesta tradició. No obstant això, els cercles taurins estan preocupats. | » |

A mitjans del 2012, l'Assemblea Electoral Central de Madrid va comunicar que la Federació d'Entitats Taurines de Catalunya va transmetre al Congrés dels Diputats, després d'haver-la validat, la seva proposta de llei per classificar la «Fiesta de los Toros» (festa dels toros) com a «Bé d'interés cultural d'Espanya». Aquesta transmissió deriva de la presentació de més de 500.000 signatures obtingudes a través d'una iniciativa legislativa popular. Aquesta va ser l'última formalitat per a aquesta iniciativa legislativa per a ser debatuda al Congrés. El 12 de febrer de 2013, el Parlament espanyol va declarar la corrida «Bé d'interès cultural», amb 180 vots a favor, 40 en contra i 107 abstencions. Algunes comunitats autònomes també van declarar la correguda Bé d'interès cultural (incloent-hi la comunitat de Madrid i el Llevant), bloquejant qualsevol iniciativa per prohibir-la.
A França, el «Grup d'estudis sobre la protecció dels animals», dirigit per Geneviève Gaillard (PS) i Muriel Marland-Militello (UMP), va redactar una proposta de llei, registrada el 13 de juliol de 2010, «destinada a castigar els greus abusos vers els animals domèstics, domesticats o criats en captivitat, sense excepció». Aquesta proposició va seguir el mateix fracàs que els dos intents anteriors (2004 i 2007). El nou text va eliminar l'excepció que gaudien algunes regions tradicionalment taurines, amb el nom de «tradició local ininterrompuda». No obstant això, per decisió del Consell Constitucional del 21 de setembre de 2012, aquesta excepció que figura en la primera frase del setè paràgraf de l'article 521-1 del Codi Penal, ha estat declarada conforme a la Constitució.

## Altres formes de corregudes de toros
Hi ha altres formes de corregudes de toros semblants al format clàssic de la corrida.
|  | Corrida de rejón: forma de corrida practicada a cavall. Es practica allà on es practica la corrida a peu i es tracta de fer tauromàquia a cavall. Un genet (rejoneador) s'enfronta contra el toro i el seu curs és similar al de la corrida clàssica. La primera dona rejoneadora, i que va obrir la porta a les dones a aquesta disciplina, va ser Conchita Cintrón. |
|  | Correguda portuguesa (en portuguès, tourada): lídia a cavall on al final es mata al toro, però no en públic, practicat principalment a Portugal però també al sud de França. A Portugal, la mort del toro en públic va ser prohibida al segle xviii i il·legalitzada a partir de 1928. A més, la figura del picador també està prohibida. Com a resultat, el toreig a peu és només marginal i el toreig a cavall es va convertir en la part essencial de la tauromàquia portuguesa. La mort del toro se substitueix per la pega realitzada pels forcados. Normalment, després de la correguda, el toro és portat a l'escorxador per ser sacrificat; de vegades, és retornat a la seva granja i es fa servir per a la reproducció. |
|  | Novillada: corrida clàssica on els novilleros (joves toreros que encara no han pres l'alternativa) s'enfronten amb novillos (vedelles d'entre dos i tres anys). |
|  | Toreig còmic, moixigangues, o charlotada: paròdia d'una corrida. És una forma de tauromàquia (actualment en desús), que va tenir un gran èxit fins a la dècada del 1960. Es tracta de paròdies de corridas on els toreros es diverteixen fent excentricitats davant dels vedells. Sovint, els toreros eren nans. A vegades es feia servir micos toreros. |
|  | Corraleja: corrida on no es mata al toro i s'invita al públic a participar. És típica de la Regió Carib de Colòmbia. |
|  | Corrida de recortadores: joc esportiu practicat al nord d'Espanya (Navarra, Aragó, Castella i Lleó, i País Basc), País Valencià i Múrcia. Consisteix en esquivar les envestides del toro. Es pot considerar com una supervivència de la tauromàquia que existia abans de Francisco Montes Reina «Paquiro» (1805-1851). |
|  | Toro-piscina: joc esportiu practicat al sud de França que consisteix en esquivar les envestides del toro. Els competidors han de romandre quiets i dempeus damunt d'un barril, o restar asseguts sobre els barrils com si estiguessin jugant cartes; el guanyador és l'últim en quedar-se al barril. Enmig de la plaça hi ha una piscina feta amb una paret de bales de palla i una lona impermeable; l'objectiu és aconseguir que el toro entri a la piscina. |

## Lacorridadins de l'art

### Literatura
Des del segle xvii, els escriptors es van interessar per Espanya i les curioses regles de la corrida. Així, la comtessa d'Aulnoy viatja per tot el país el 1679 i publica el 1691 Relations du voyage en Espagne (Relacions del viatge a Espanya), en què explica com es fan servir els colors la «divisa» d'una ramaderia: «Es lliga a les seves banyes una llarga cinta, i el color de la cinta, tothom el reconeix i cita la història dels seus avantpassats».
El segle xviii veu aparèixer escriptors viatgers que visiten Espanya i observen la passió taurina de la gent. Alguns estan emocionats amb les corregudes de toros, «perquè no tenen res cruel en si mateixes i que només s'aplaudeix la valentia, gosadia i determinació», va escriure l'anglès Edward Clarke el 1760. El seu compatriota Richard Twiss, un membre de la Royal Society, va deixar un important informe sobre Espanya i les corregudes de toros, que es van utilitzar com a referència per a molts historiadors; «És a ell que correspon l'honor de fer un balanç de l'evolució de la correguda, per verificar les conclusions assolides, d'acord amb documents espanyols i els historiadors de la tauromàquia». Clarke havia vist només dues corregudes «modernes» (toreig a peu), mentre que Twiss va viatjar per tota Andalusia entre 1770 i 1772, i va perfeccionar els detalls de les seves descripcions; però ell no va entendre les modalitats de l'estocada. Va ser un altre anglès, Henry Swinburne, un gran viatger i entusiasta de la correguda que va estar a Baiona i als Pirineus, que va descriure amb més precisió les suertes anomenades a recibir i al volapié. Al voltant de 1777, el diplomàtic francès Jean-François Peyron, que va tenir la precisió de descriure els pases d'una correguda de toros, i va afegir, «que per construir la seva església, els franciscans de Madrid va demanar al rei la recaptació de vuit corregudes de toros, que van ser concedides, i ells van dir que els que assistissin a les corregudes guanyarien diversos anys d'indulgència». Anys més tard, Joseph Townsend constata del seu viatge l'extraordinari compromís del poble espanyol a la corrida sense aportar el seu judici personal. Era anticonformista.
Altres viatgers són menys entusiastes; Jean-François de Bourgoing, diplomàtic francès que no li agradava la corrida, assenyala la frenètica vinculació dels espanyols amb aquest espectacle, i obté conclusions extremes fins a arribar a comparar les corregudes amb la Inquisició.

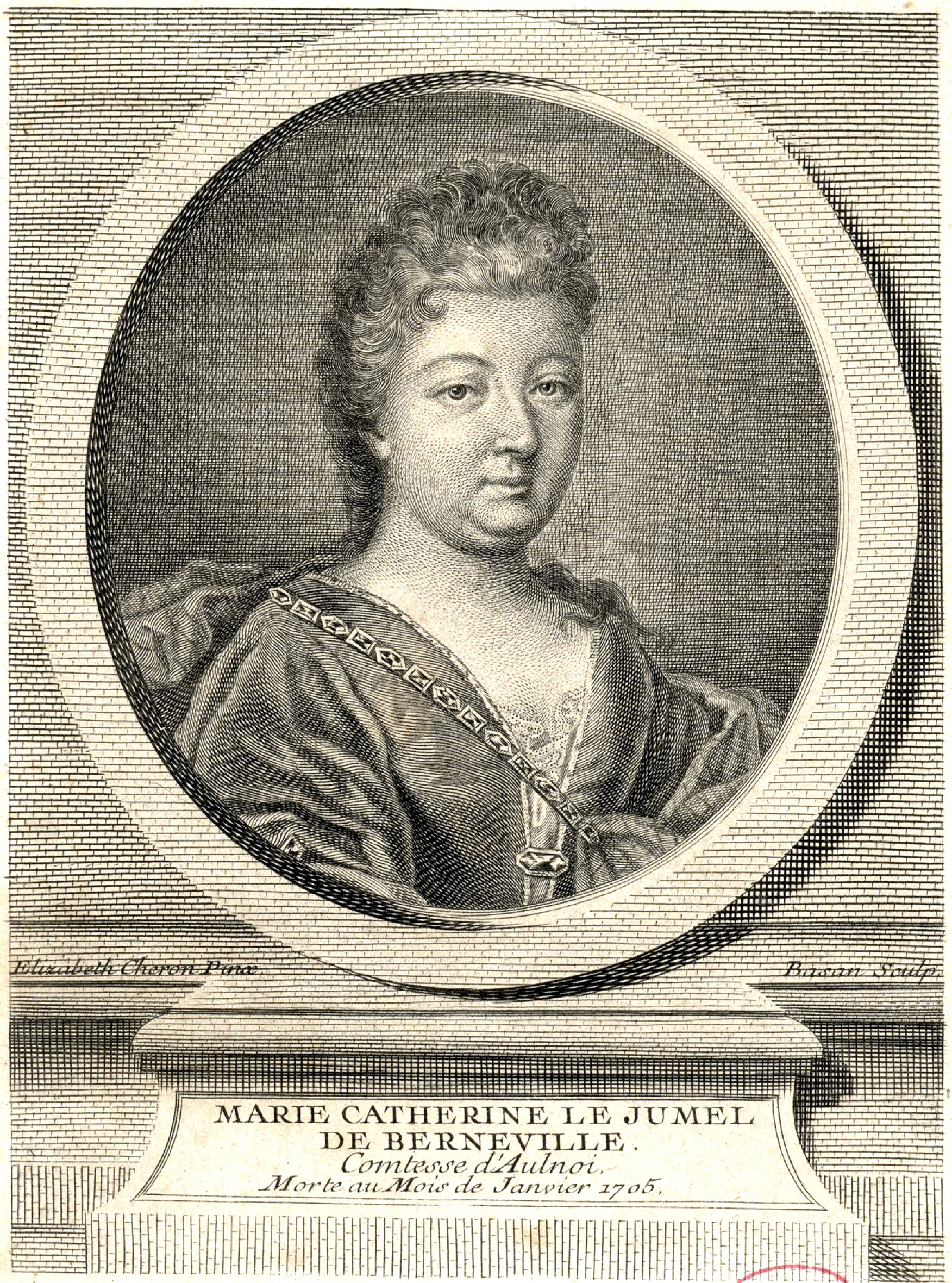
La Comtessa d'Aulnoy
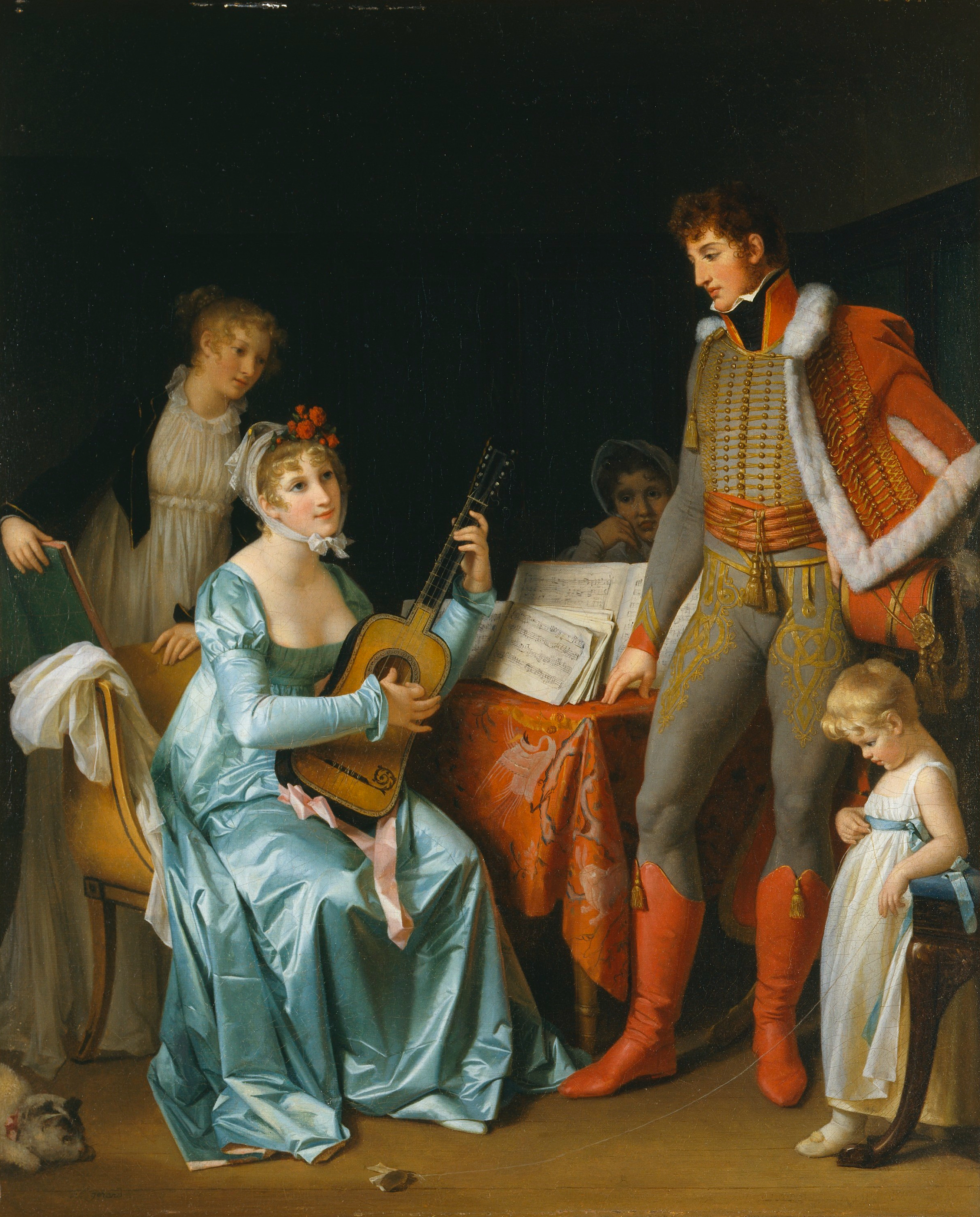
Laure Junot d'Abrantès amb el seu marti, el general Junot
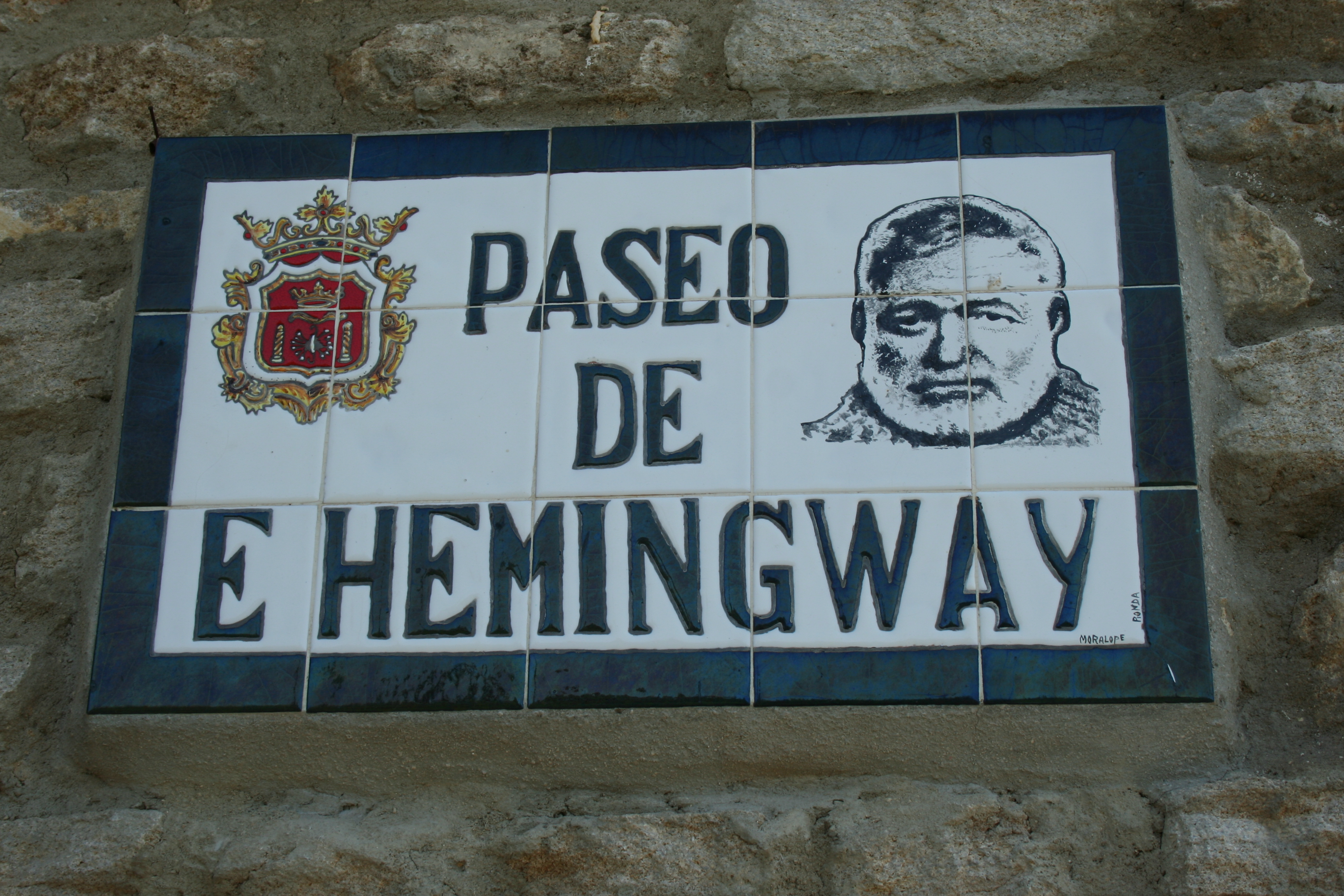
Passeig de Hemingway a Ronda, on es troba una de les places de toros més antigues d'Espanya

Per als escriptors de principis de segle xix, la descoberta de la corrida al mateix temps que descobreixen Espanya i la seva cultura, que van despertar emocions fortes i un entusiasme sincer. De vegades «agradablement horripilat», segons informa Alexandre Dumas, o l'apassionat Prosper Mérimée per a qui «les corregudes de toros són un espectacle que no ens cansen fins que les veiem vuit dies seguits a Madrid». Espanya s'havia convertit en un gènere literari i la tauromàquia va tenir una gran influència. A segle xx, alguns escriptors aficionats als toros s'han fet famosos, com Ernest Hemingway.

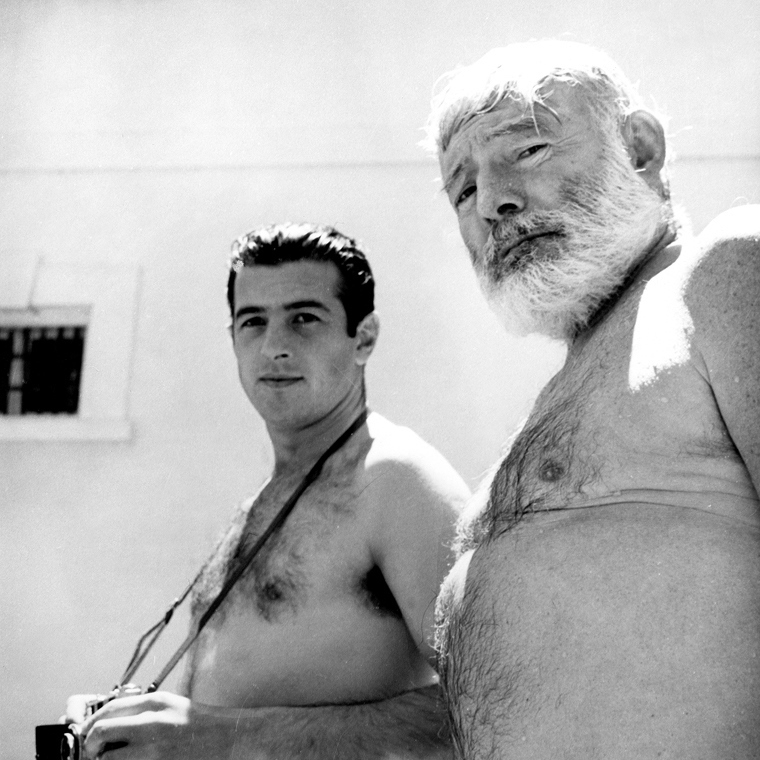
Hemingway amb el torero Antonio Ordóñez a Màlaga, 1959

- Prosper Mérimée, Les Courses de taureaux (Les corregudes de toros), publicat a La Revue de Paris, i Notes de voyages, 1835-1840 (reeditat per Hachette, Paris, 1971), 1830.
- Laure Junot d'Abrantès, Mémoires de Madame la Duchesse d'Abrantès (Memòries de la Senyora la Duquessa d'Abrantès), volum III (editorial Hauman, Brussel·les), 1837.
- Théophile Gautier, Voyage en Espagne (Viatge a Espanya), aparegut per primera vegada el 1840 sota el títol Tras los Montes, publicat de nou amb el títol francès el 1843 (editorial Charpentier), 1859.
- Alexandre Dumas, De Paris à Cadix (De París a Cadis) o Impressions de voyage, De Paris à Cadix (Impressions de viatge, De París a Cadis) (Garnier frères, Paris), 1847.
- Jean Charles Davillier i Gustave Doré, Voyage en Espagne (Viatge a Espanya) (reeditat per Hachette-Stock, 1980), 1862.
- Vicente Blasco Ibáñez, Arenas sangrientas (Arenes sagnants), novel·la, 1908.
- Henry de Montherlant, Les Bestiaires (Els bestiaris), novel·la, 1926.
- Ernest Hemingway,  Death in the Afternoon (Mort a la tarda), 1932
- Federico García Lorca, Llanto por Ignacio Sánchez Mejías (Plor per Ignacio Sánchez Mejías), 1935. Aquest poema va fer famós el vers «A les cinc de la tarda» i és un dels poemes més famosos de la poesia contemporània.[202]
- Joseph Peyré, Sang et lumière (Sang i llum) (Grasset), 1935.
- Michel Leiris, Miroir de la tauromachie (Mirall de la tauromàquia), assaig De la littérature considérée comme une tauromachie (De la literatura considerada com una tauromàquia), 1946.
- Jean Cocteau, La Corrida du 1er mai (La corrida del 1r de maig) (reeditat per Grasset 2003), 1957.
- Ernest Hemingway,  The dangerous summer (L'estiu perillòs), 1960. Un any abans de la seva mort, Hemingway segueix tot l'estiu a Espanya, la confrontació de dos grans matadors, Dominguín i Ordóñez.

### Pintura
Jan van der Straet, conegut com a Giovanni Stradano o Johannes Stradanus, pintor flamenc (Bruges, 1523 - Florència, 11 de febrer de 1605), va realitzar diversos gravats de la corrida, com La mort del toro (segle xvi), guardat al Museu de les cultures taurines de Nimes.
Francisco de Goya va produir una gran quantitat d'aiguatintes sobre la corrida o la mort dels toreros. La seva sèrie més famosa està formada per 33 aiguaforts i aiguatintes units sota el títol de La Tauromàquia (1815-1816).
La Tauromàquia de Gustave Doré, de Gustave Doré, és una sèrie de 35 dibuixos i 6 litografies realitzades a partir de 1854 per il·lustrar Voyage aux eaux des Pyrenees (Viatge a les aigües dels Pirineus) d'Hippolyte Taine, completat per gravats destinats a il·lustrar Voyage en Espagne (Viatge a Espanya) del baró Jean Charles Davillier, obra publicada el 1875 que ja havia anat apareixent per entregues entre 1862 i 1873 en la revista de viatges Le Tour du Monde (La volta al món).

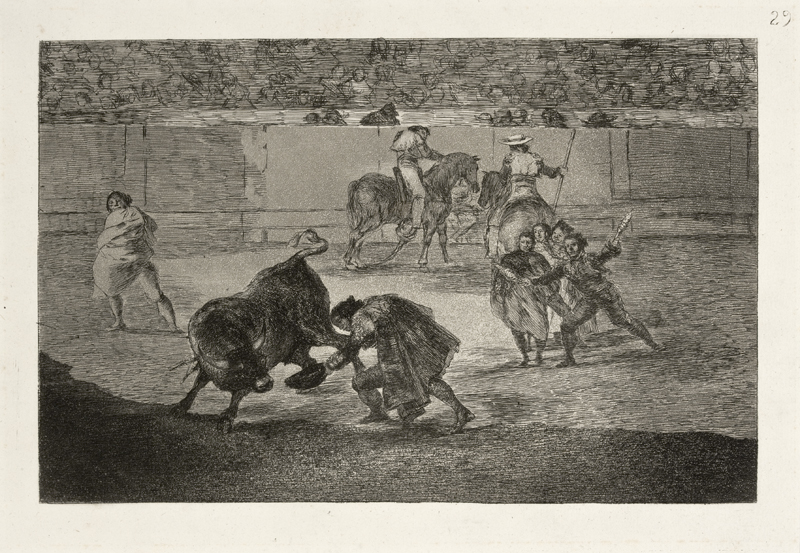
Pepe-Hillo saludant al toro, de Goya
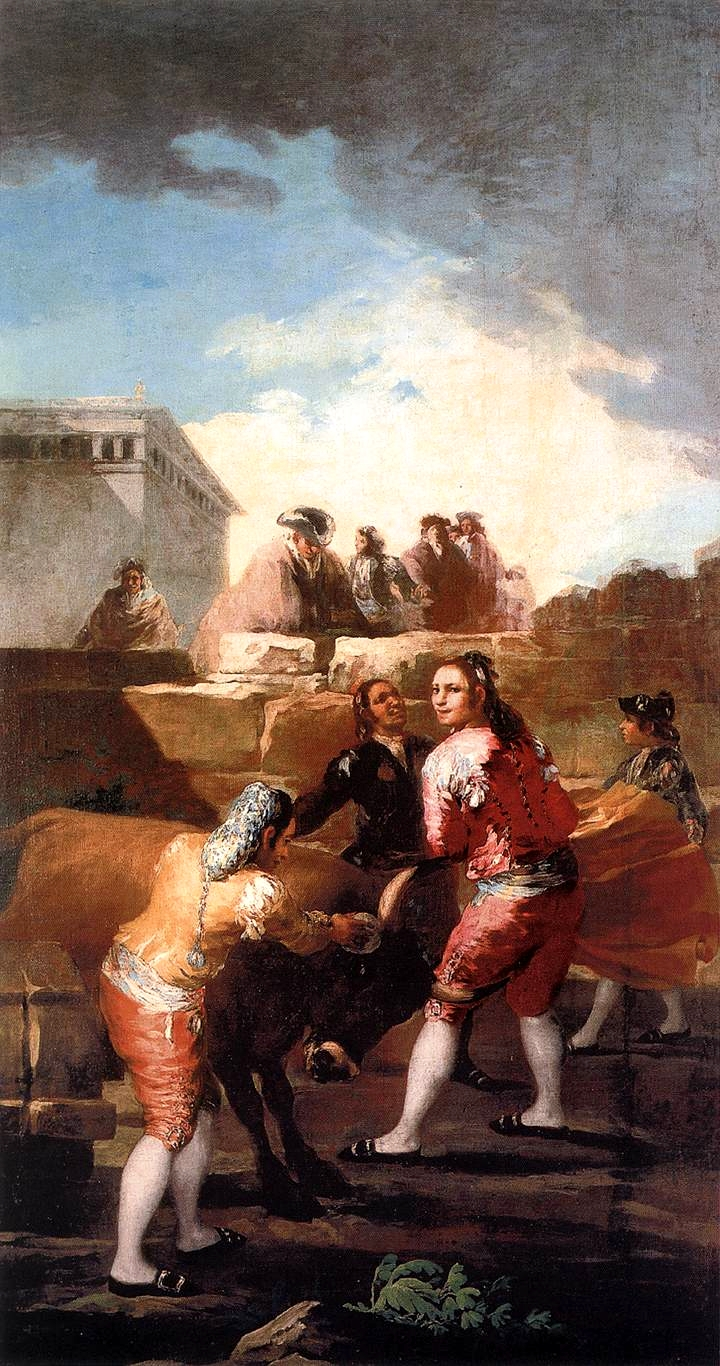
La Novillada, de Goya
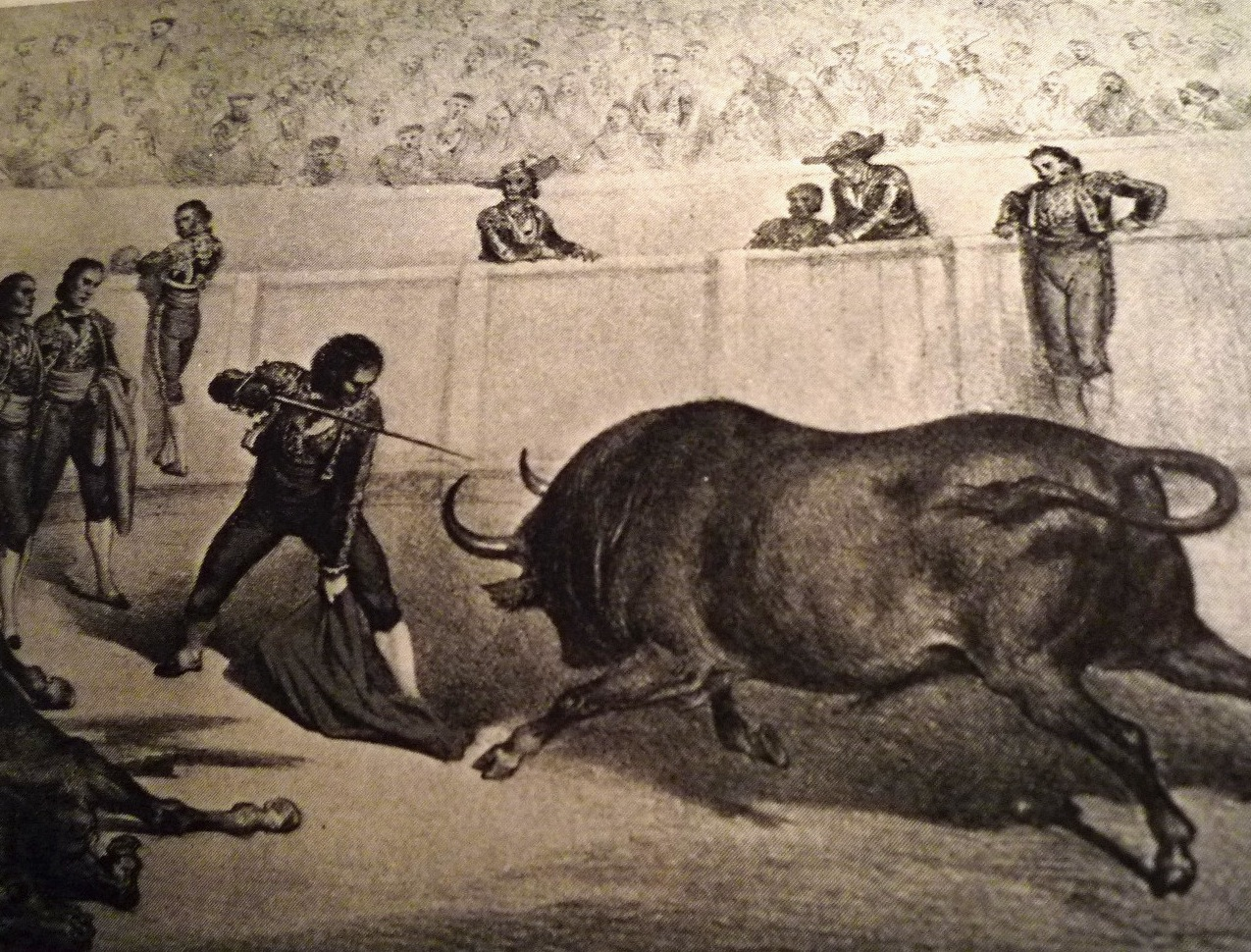
L'Estocada, de Gustave Doré
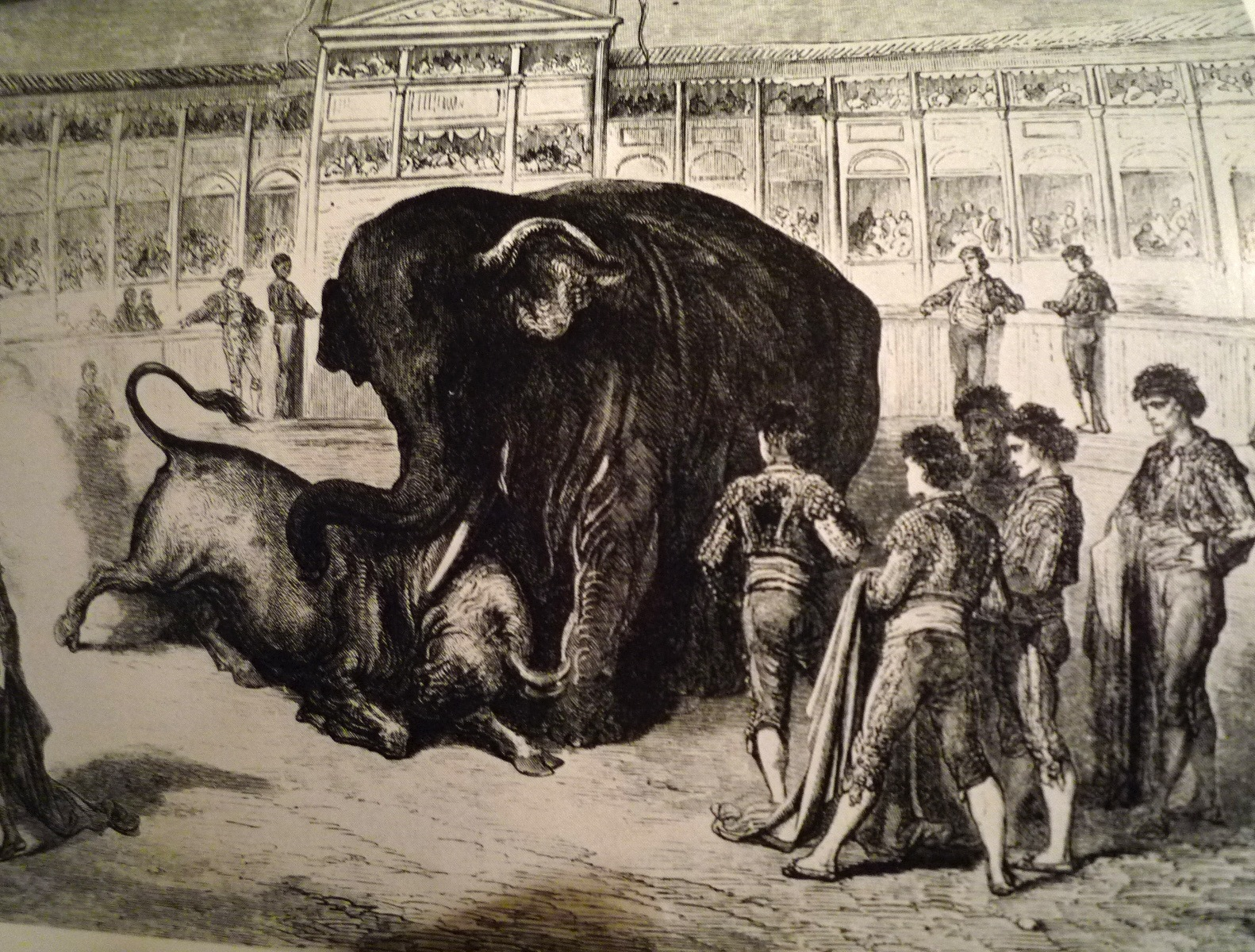
Combat entre un toro i un elefant, de Gustave Doré

Edouard Manet, malgrat el suport incondicional de Charles Baudelaire, va ser àmpliament criticat per les seves obres taurines, sobretot per L'Épisode d'une course de taureaux (L'episodi d'una correguda de toros) i els seus quadres relatius a la corrida que van donar lloc a les caricatures de Bertall a Le Journal amusant (El Diari divertit) del 21 de maig de 1864. Manet les va mantenir més de deu anys en el seu taller abans que els germans Goncourt les descobrissin el 1872. L'Épisode d'une course de taureaux (1865-1866) va ser retallada per l'artista per a formar dos quadres separats:
- L'Homme mort, oli sobre tela, conservat al National Gallery of Art de Washington ;
- La Corrida, l'altra part tallada per Manet. És un oli sobre tela de 48 × 108 cm, amb la signatura pòstuma de Manet. Es conserva a la Frick Collection de Nova York.[208]

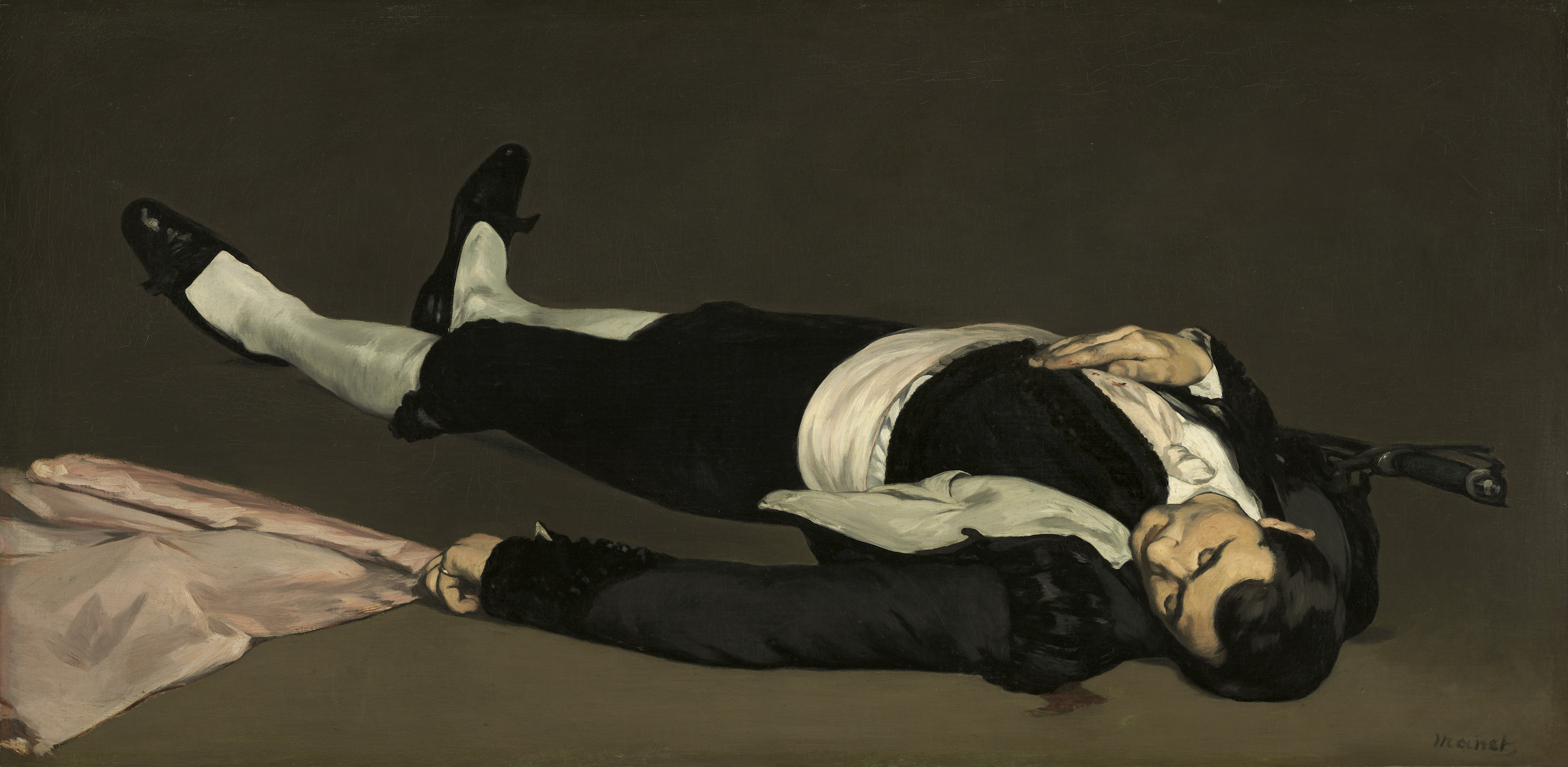
L'Homme mort
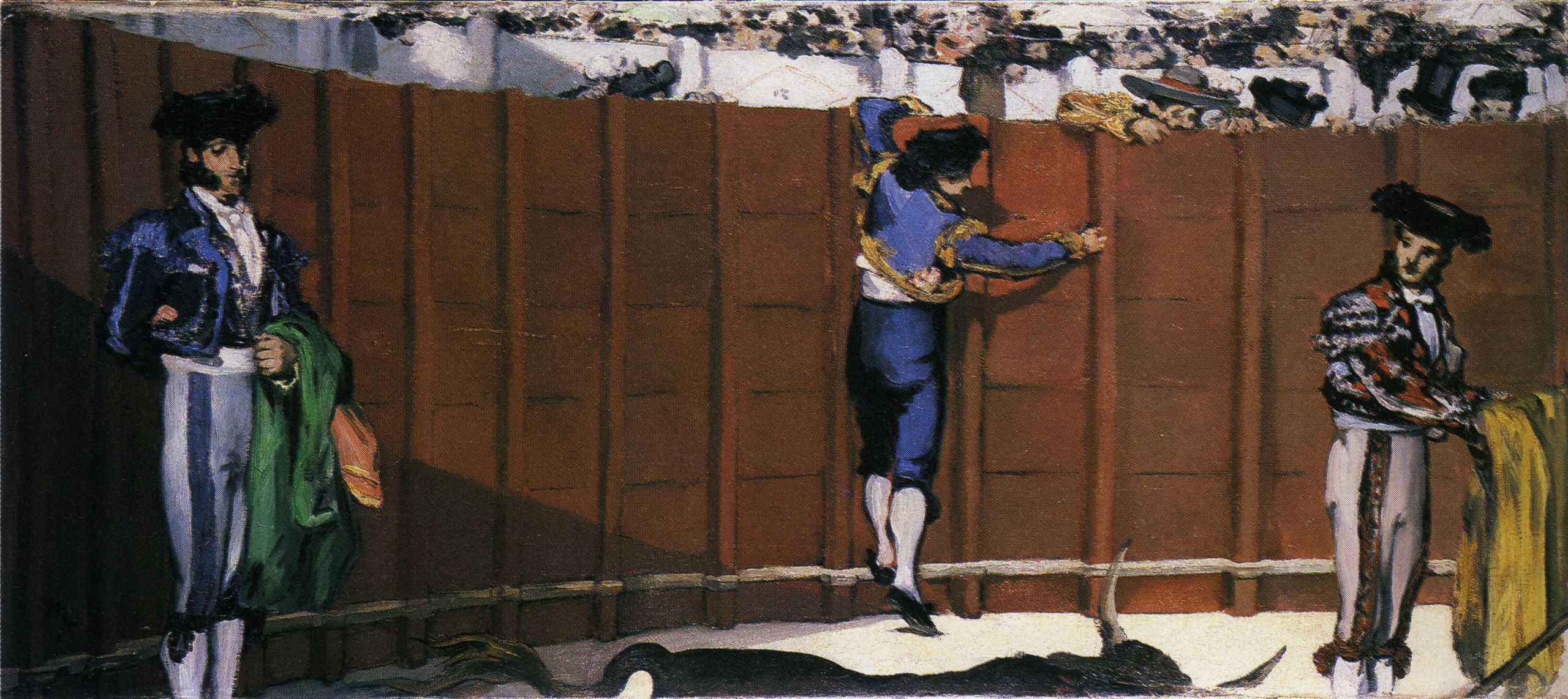
La Corrida

Manet també va realitzar, en el seu període hispànic, en relació amb la tauromàquia:
- Combat de taureau, oli sobre tela, conservat al Musée d'Orsay de París;[209]
- Le Matador saluant (1866-1867), oli sobre tela independent que es trobava entre els «rebutjats» del Saló de París de 1865; es manté al Metropolitan Museum of Art de Nova York;[210]
- Mlle V. en costume d'espada també conservat al Metropolitan de Nova York.[211]

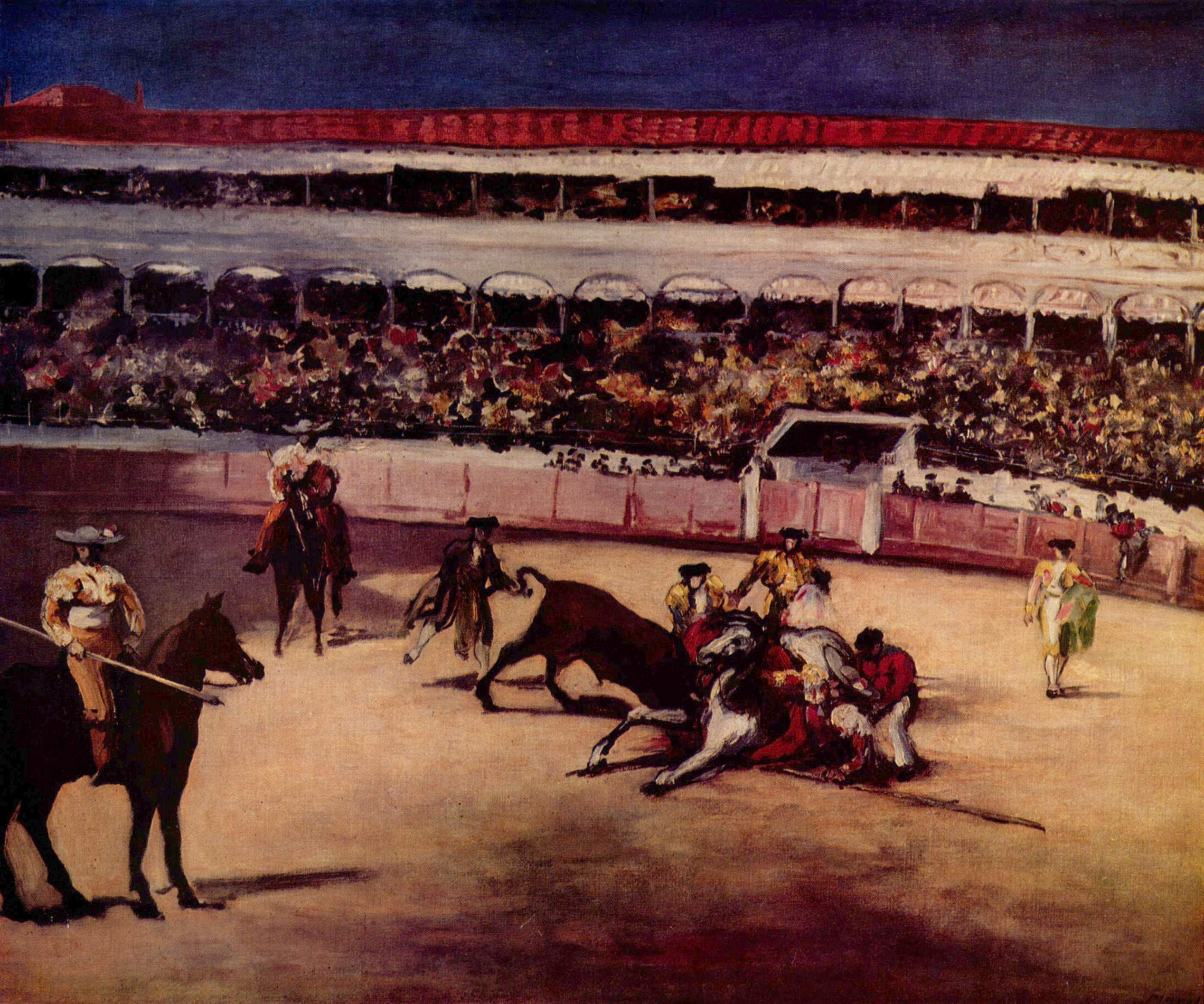
Combat de taureau
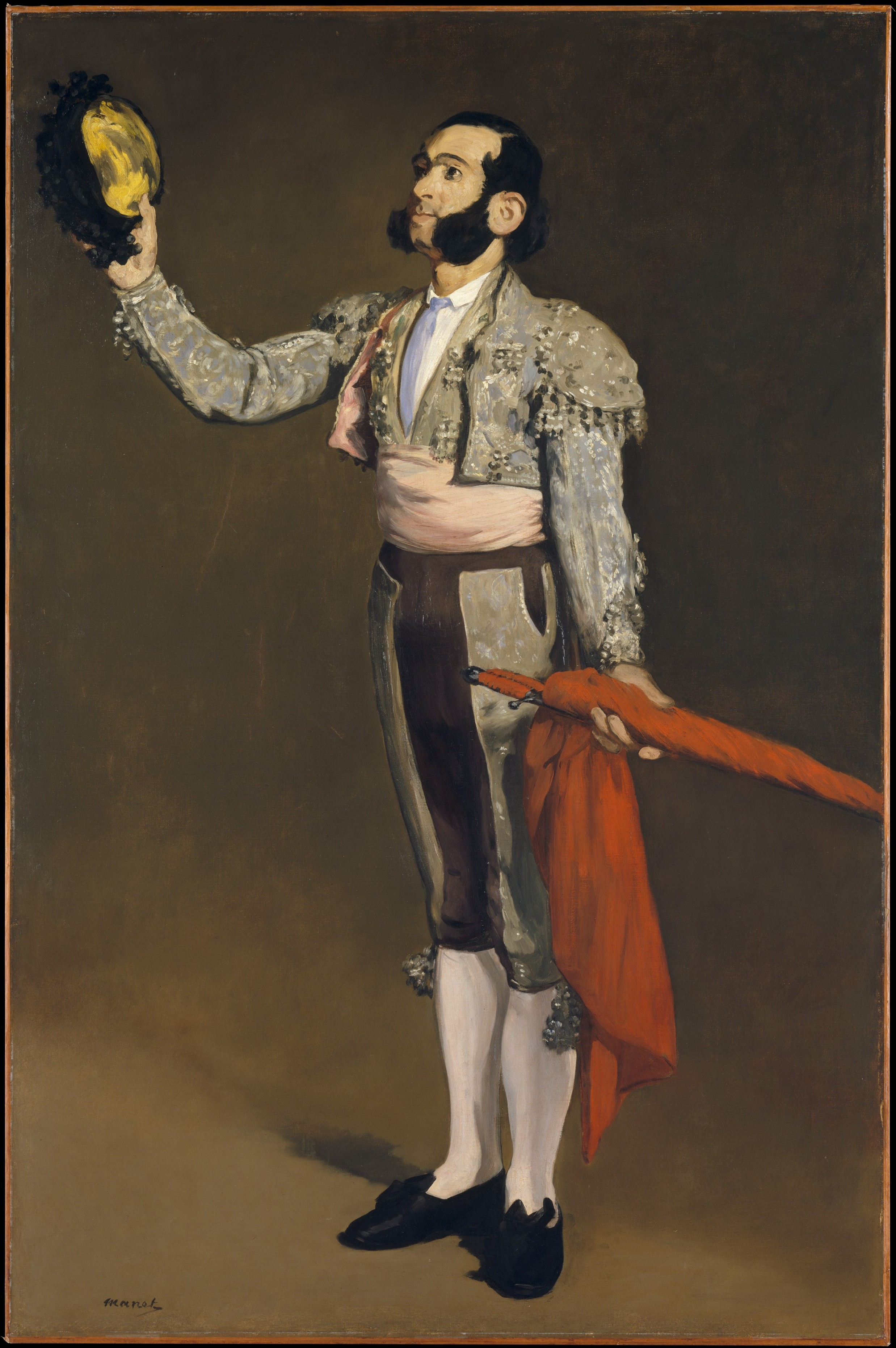
Le Matador saluant
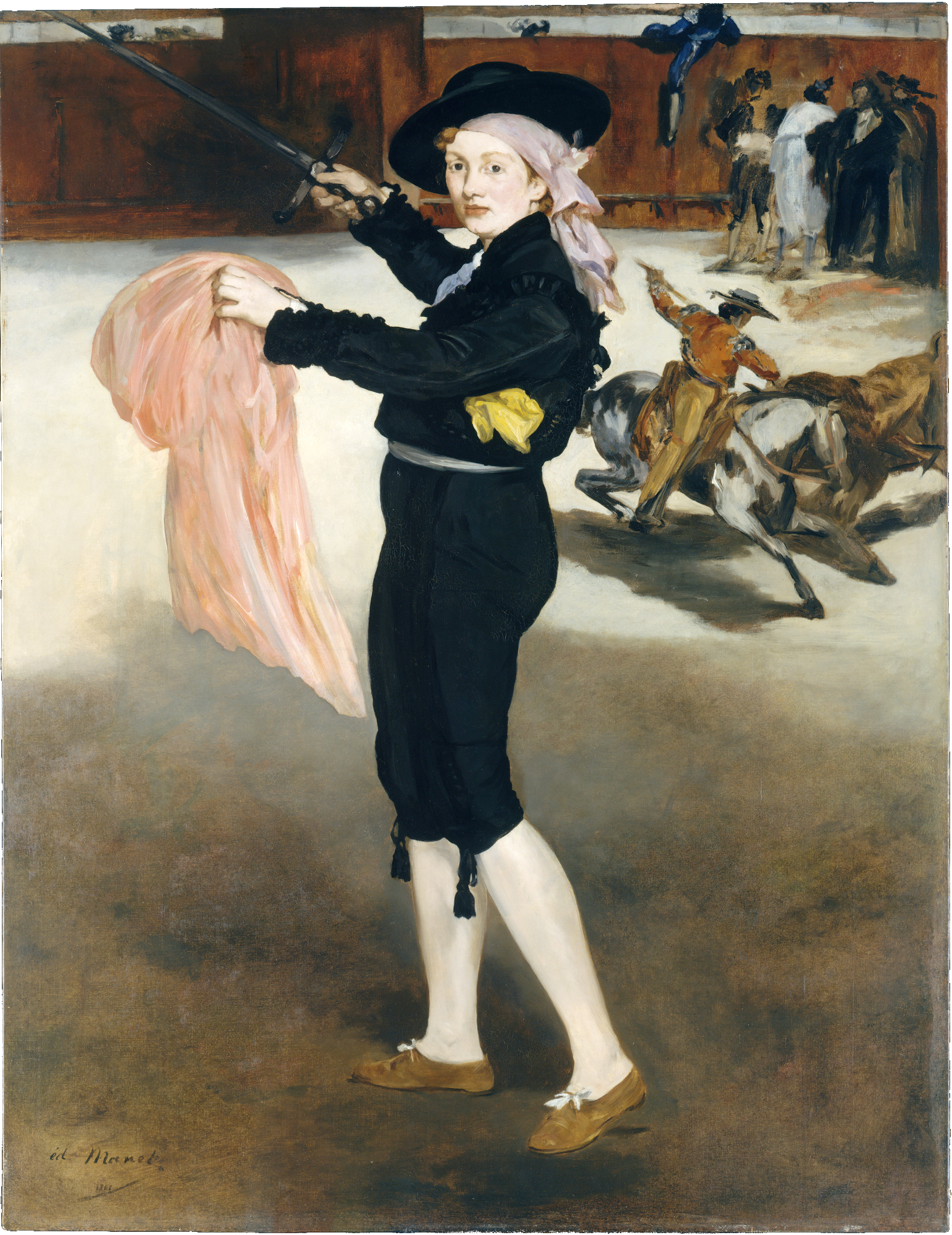
Mlle V. en costume d'espada

Darío de Regoyos és un pintor espanyol considerat com un dels representants més importants de l'impressionisme i del neoimpressionisme al seu país. Va ser especialment apreciat a França, al Salon des Indépendants de 1889 on va exposar amb Degas, Signac i Pissarro. També va ser molt ben rebut a Bèlgica, on formava part del cercle avantguardista Les XX. Entre les seves poques obres hispàniques es troben Tendido de sombra (Graderia a l'ombra, 1882, col·lecció privada); és una il·lustració acolorida d'una escena de corrida amb vistes de l'arena i de les graderies que es troben a l'ombra (la part més còmoda).
Henri de Toulouse-Lautrec és l'autor de La Tauromachie, il·lustració de la portada de La Tauromaquia de Francisco de Goya per René Wiener (1894). Toulouse-Lautrec, que apreciava els espectacles taurins, va assistir a alguns d'ells, com els realitzats a la Plaça de toros de la rue Pergolèse de París. Per a l'estudi preparatori, el pintor va realitzar un oli sobre cartró anomenat La Tauromachie, que era una de les obres mestres de la col·lecció Yves Saint Laurent-Pierre Bergé. Es va vendre a Christie's al febrer de 2009 per 529.000 euros.
L'artista Jean-Léon Gérôme va pintar un quadre anomenat La Fin de la corrida (El final de la correguda) el 1870. Actualment s'exhibeix al Museu Georges Garret de Vesoul.
Vincent van Gogh va pintar el públic i la plaça de toros d'Arles el 1888. La pintura es troba a Sant Petersburg.

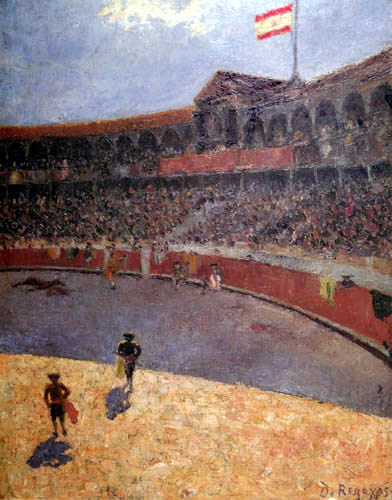
Tendido de sombra, de Darío de Regoyos.
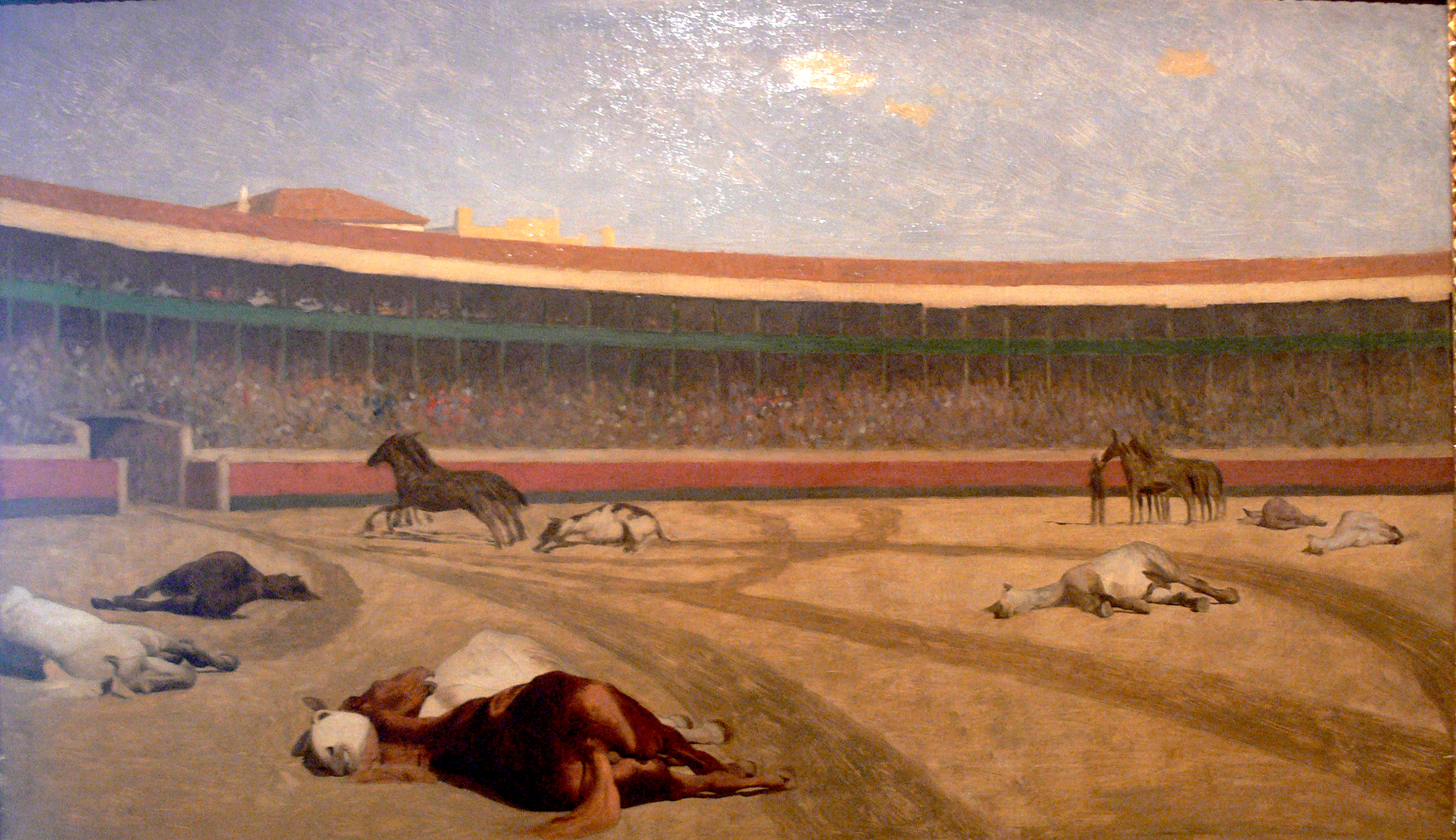
La Fin de la corrida, de Jean-Léon Gérôme
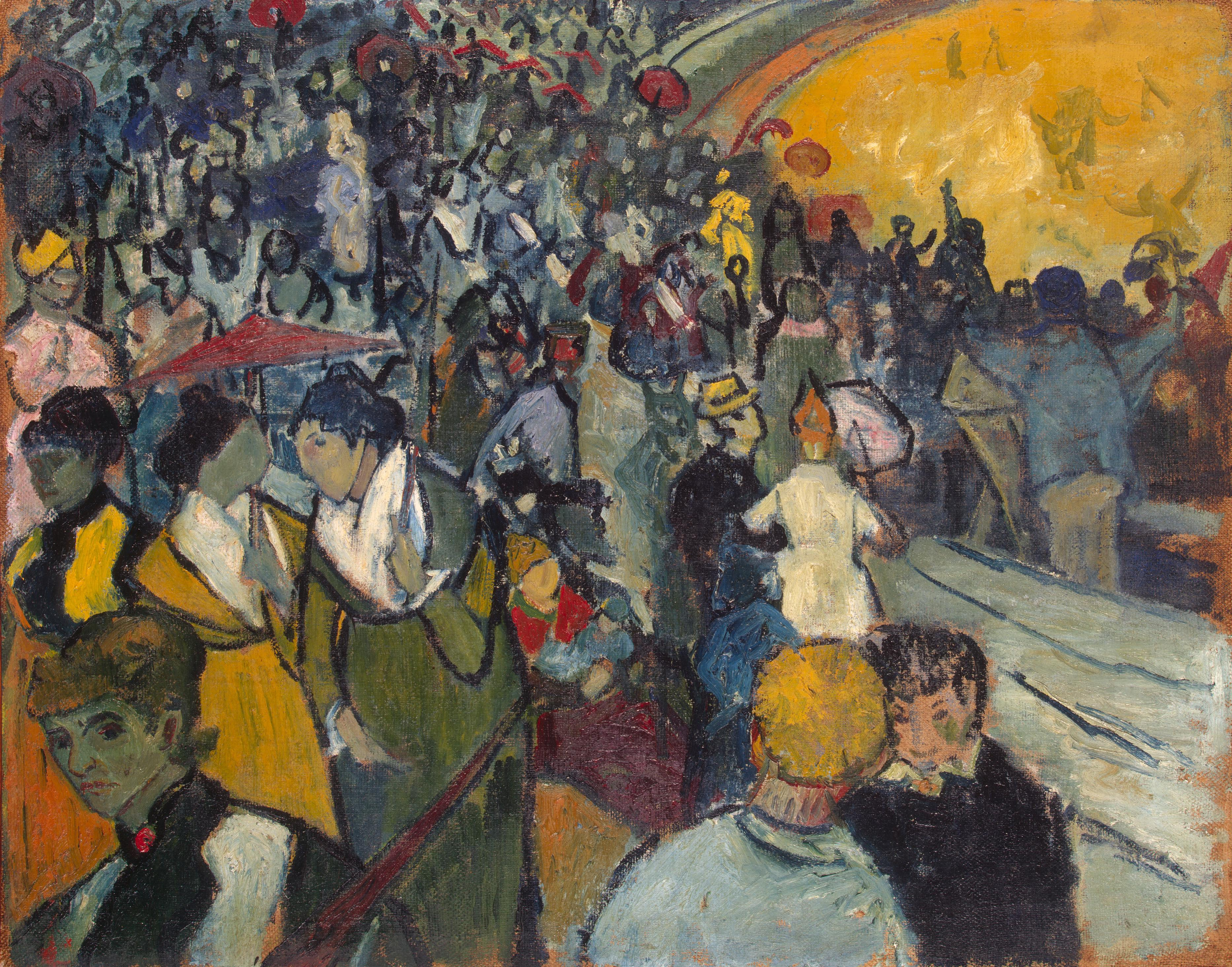
Plaça de toros d'Arles, de Vicent van Gogh

Pablo Picasso, gran aficionat des dels cinc anys, sovint acompanyava el seu pare a la plaça de toros de Màlaga, i quan estava a França anava a les places d'Arles, Nimes i de tot el sud de França. Aquesta passió de la seva infància mai va desaparèixer. Va confessar que si hagués de triar, seria un picador i no un torero. El 1910, va iniciar a Georges Braque i Max Jacob a la corrida. La seva contribució més important a les corregudes de toros és el seu llibre Toros y toreros, publicat el 1953 amb el text del seu amic torero Luis Miguel Dominguín i amb un estudi de George Boudaille. Picasso també va il·lustrar La Tauromàquia (1956) d'acord amb el text del torero Pepe-Hillo. Aquest llibre és el més car de tots els que el pintor ha il·lustrat. El llibre La Tauromaquia és una reutilització d'il·lustracions extretes del text de Pepe-Hillo sota la forma de llibre de butxaca. Les corregudes de toros també està molt present en el seu treball de ceràmica. La seva primera pintura coneguda de les corregudes de toros és Petit picador groc (1889). El cavall esventrat (1917) és una primera aproximació del que més tard es va convertir en el cavall de Guernica.
Salvador Dalí és un dels grans pintors aficionats. Va pintar El torero al·lucinogen (1970), conservat al Salvador Dalí Museum (Estats Units), i La tauromàquia de Salvador Dalí (1966), sèrie de gravats com El matar, El pase (El natural), El Picador, Les banderilles, El matador.
ORAZI, pintor francès de l'Escola de París, va pintar Corrida, obra presentada al saló del maig de 1949.
Francis Bacon va realitzar Études pour une corrida (Tres estudis per a una correguda de toros) el 1969. L'Étude pour une corrida N° 2 (Estudi per a una corrida, número 2) es conserva al Museu de Belles Arts de Lió des de 1997. L'Estudi per a una corrida, número 2 és un oli sobre tela de 198,3 cm x 147,5 cm. L'obra va ser el tema del cartell de la Fira de Nimes de 1992. «El ballet mortal que uneix el matador al toro no s'allunya del treball o de la vida de Bacon», que li agradava prendre riscos tant en la pintura com en el joc, principalment a la ruleta a Montecarlo. «És un joc vertiginós de corbes i contra-corbes, l'home i la bèstia s'entrellacen, es barregen, per traduir el ritme dels cops de banya i de les voltes de muleta».
El 2008, la ciutat de Nimes va publicar tres llibrets sobre Claude Viallat. Dos d'ells estan dedicats a la tauromàquia. Claude Viallat Peintures tauromachiques (Claude Viallat, pintures taurines) i una altra sobre La collection tauromachique de Claude Vialla (La col·lecció taurina de Claude Viallat), exposada al Museu de les cultures taurines de Nimes. També va dirigir els cartells taurins de les fires de Nimes de 1986 i 2008.
Miquel Barceló, inspirat en el tema de l'arena i el toro, va dir «Els meus quadres taurins sovint mostren un escenari vist des de dalt, com si es tractés del cràter d'un volcà o de l'ull d'un cicló. Al principi, pinto grans remolins sense pensar en la tauromàquia. Aleshores, a poc a poc, poso els toreros al cor d'aquestes forces centrífugues que van projectant tot cap al marge del quadre.» També va realitzar el cartell taurí de la Fira de Nimes de 1988 i el de la Fira de Sant Isidre per a la plaça de toros Las Ventas de Madrid de 1990. El maig de 2015, l'artista va anunciar una exposició d'obres de tauromàquia a la Biblioteca Nacional de França; en aquesta ocasió va declarar que «la tauromàquia ha acabat».
Els pintors que han escollit el tema de la corrida són nombrosos, de vegades inesperats: Francis Picabia, Piotr Kontchalovski, Joan Miró, Celso Lagar, André Villeboeuf, Auguste Durand-Rose, Marguerite Bermond, Joseph Espalioux, Ray Letellier, André Masson, Dominique Philippe…

### Escultura
Els escultors són inspirats tant pel matador (com Germaine Richier que va crear La Tauromachie el 1953), com pel toro, especialment el biòu (bou) de la correguda camarguesa que molts pobles honoren amb una escultura; entre els més conegudes es troba el Vovo realitzat per l'anglès Peter Eugene Ball. Marià Benlliure i Gil, un reconegut escultor valencià, també va realitzar diverses escultures de bronze sobre el tema de la tauromàquia. Sovint es poden veure estàtues de toreros famosos prop de les places de toros de la seva ciutat, com la de Christian Montcouquiol «Nimeño II» davant de la plaça de toros de Nimes, o el bust de Manuel Benítez Pérez «El Cordobés» a la plaça de toros de Còrdova.
El salt sobre el toro, que ja era practicat a l'antiguitat pels acròbates i qui pot ser l'ancestre del sauteur (saltador) de les corregudes landeses, està representat per una petita estàtua de vori trobada al palau de Cnossos (Creta).

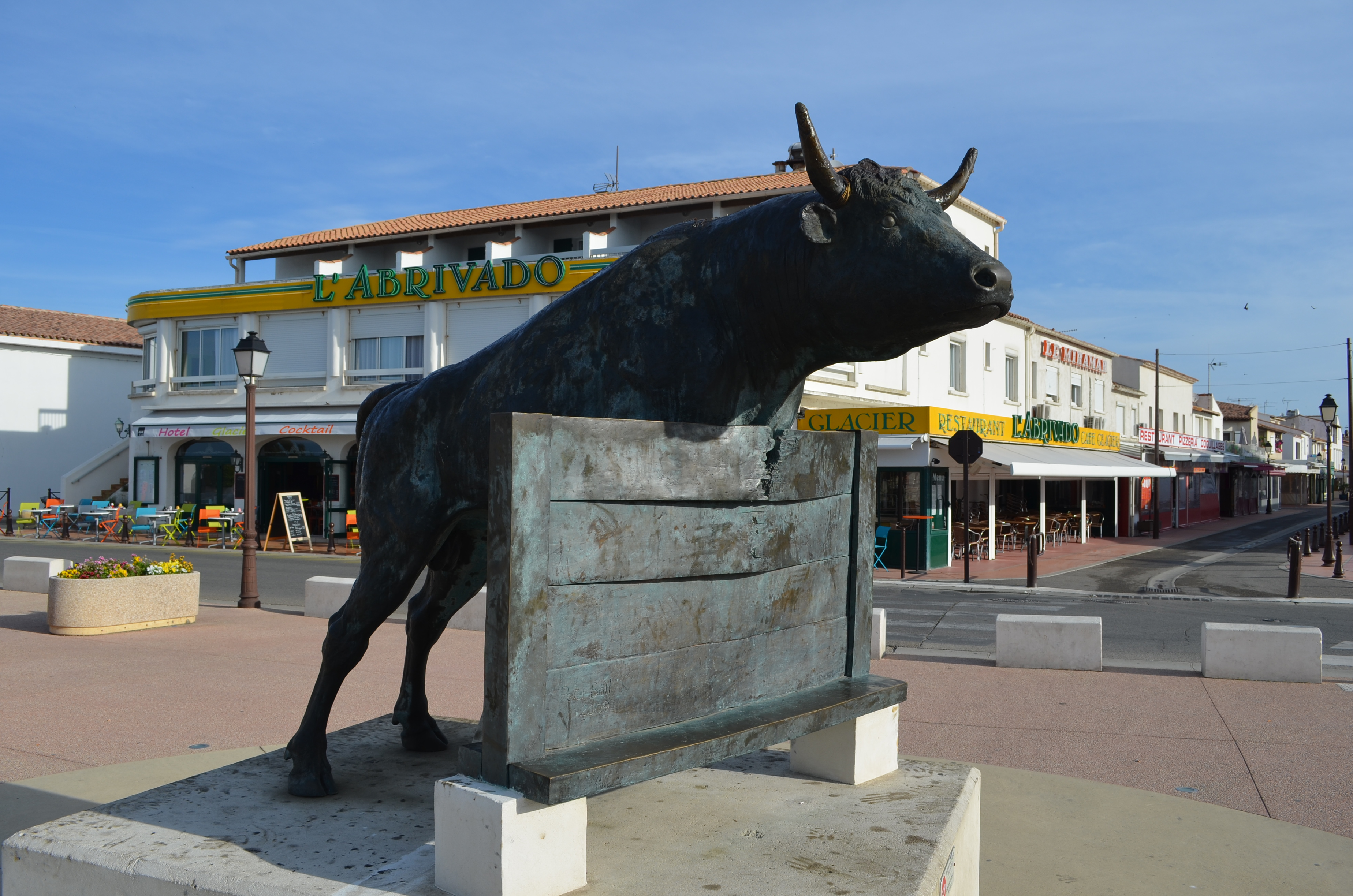
Escultura de Vovo trencant una barrera, prop de la plaça de toros de Lei Santas
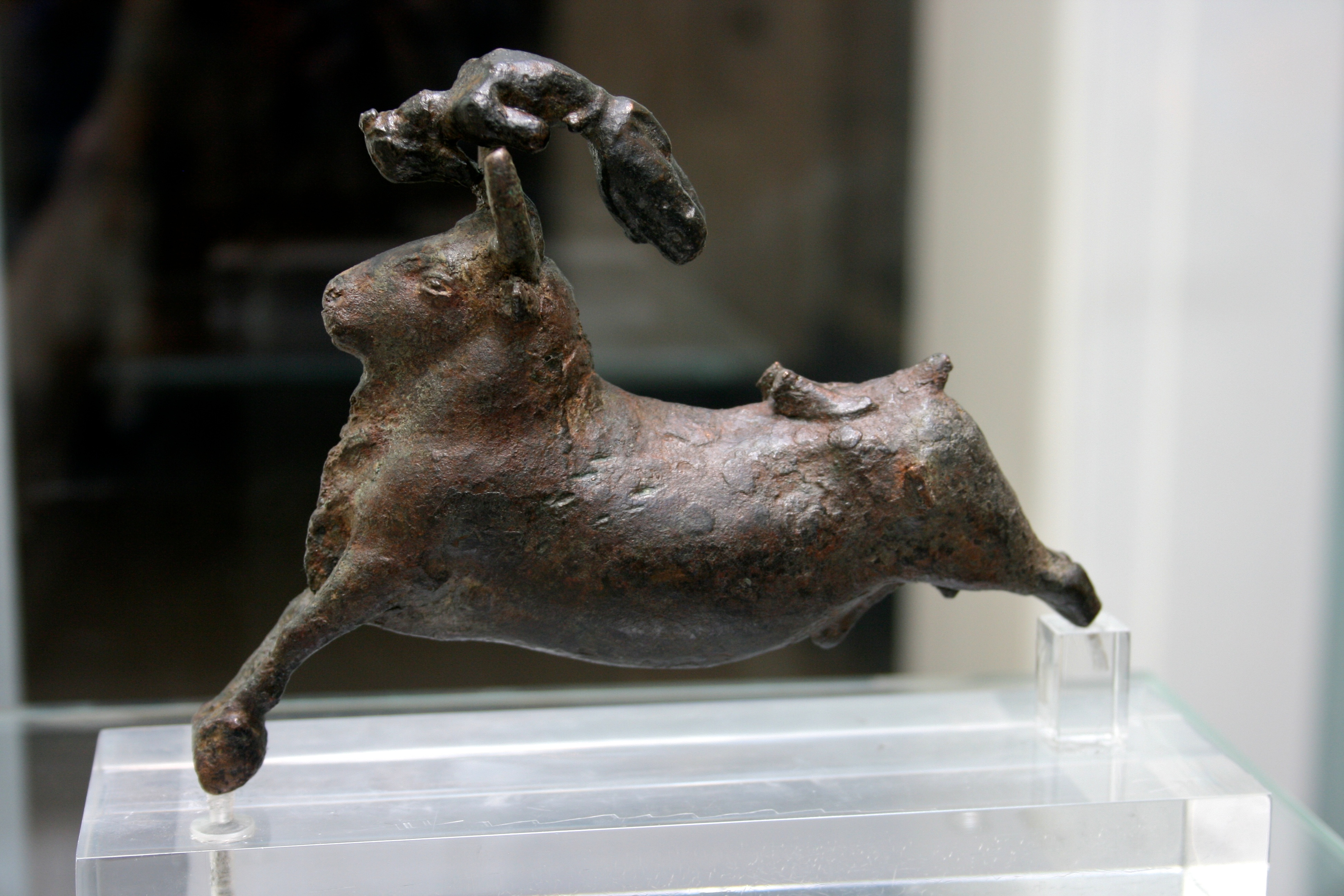
Estàtua de bronze d'un saltador de toros minoic. Museu britànic

### Cinema
El món del cinema ha tingut alguns aficionats com a protagonistes de pel·lícules: Ava Gardner a Hollywood, i Brigitte Bardot a França, entusiasta del torero Antonio Borrero Morano «Chamaco», com mostra el documental De Lumière a El Cordobès. També hi havia aficionats a toreros com Orson Welles i Budd Boetticher. Budd Boetticher va dedicar la major part de la seva vida com a cineasta a fer corregudes de toros i va ser torero en la seva joventut. Orson Welles explica, en una entrevista amb un periodista d'Arriba el 10 de febrer de 1951, que ell també volia convertir-se en torero en la dècada del 1930 (especialment a partir de 1935) i que havia viatjat a Espanya sota el sobrenom de «El Americano», però després de dues ferides (una al coll i l'altra a la cuixa), va renunciar a la seva ambició, declarant «No vaig poder aconseguir el que jo em proposava ... És (la corrida) un veritable art de Tità».
Orson Welles va voler que les seves cendres s'escampessin a la finca del seu amic Antonio Ordóñez, a prop de Ronda. També va deixar testimonis de la seva afició en un episodi de It's All True (1942): My Friend Bonito i Corrida a Madrid, sèrie difosa al canal ABC el 1955 sota el títol Orson Welles' Sketch Book i Orson Welles on the Art of Bullfighting, ABC, 1961.
No obstant això, a excepció dels documentals, gairebé totes les pel·lícules taurines són considerades de baix interès, excepte algunes obres que mereixen ser citades per les seves qualitats o perquè es poden considerar curiositats (Femmina, 1959).

#### Documentals
En ordre cronològic d'emissions:

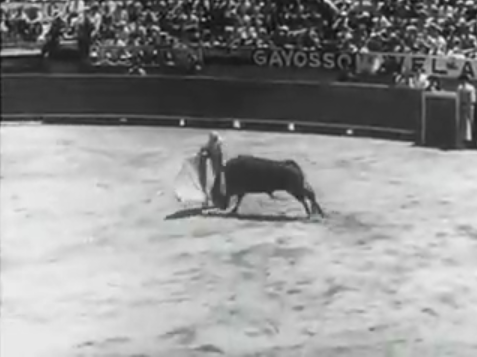
Escena de la corrida de El torero i la dama (Bullfighter and the Lady, 1951)

- La Course de taureaux (1951), documental de Pierre Braunberger amb l'ajut d'Auguste Lafront (Paco Tolosa) i de Michel Leiris.[246] Aquest és el primer documental que explica les corregudes de toros.
- Toro és una pel·lícula en blanc i negre de Gilbert Bovay, el retrat de Manolete, el ritu de la tauromàquia, l'encierro, el mite i la metafísica de la tauromàquia. Pel·lícula rodada el 1967 a Andalusia, Còrdova i Vera, 42 min.
- Arruza (1972), o la vida del torero mexicà Carlos Ruiz Camino Arruza «Carlos Arruza», dirigit per l'estatunidenc Budd Boetticher, color, 73 min. Fascinat per la tauromàquia fins al punt d'abandonar la seva lucrativa carrera com a director de western, Budd Boetticher es va traslladar a la ciutat de Mèxic, on havia intentat en la seva joventut el toreig, rebent una ferida greu. Boetticher ha estat nominat per al preim Oscar per a una pel·lícula de ficció sobre la corrida, La Dama i el toreador (1951).
- Jesulin Chamaco, toreros 90 (1991) de Hervé Pernot, emès a Canal Plus. La situació dels toreros a Espanya de la dècada del 1990, en comparació amb èpoques anteriors.
- Jesulin de Ubrique (1995), de Hervé Pernot, emès a Planète Retrat del torero estrella de finals del segle xx.
- Les Années Arruza (1998), d'Emilio Maillé,amb el testimoni de Budd Boetticher, 56 min, produccions, Canal +, Flach Film, Rumba. Selecció Festival de Múnic, 1998.
- Alinéa 3 (2004), de Jérôme Lescure. Documental contra la corrida
- El Cordobes, une histoire d'Espagne (2006), de Hervé Pernot, 2006, emesa a France 5. La vida de «El Cordobes», mític torero de la dècada del 1960, nascut el 1936, correspon a una de les pàgines més dramàtiques de la història d'Espanya: la guerra civil, el règim franquista, la transició democràtica.

#### Ficció
En ordre cronològic d'estrenes:
- Sang i arena (Blood and Sand, 1922), pel·lícula muda dirigida per Fred Niblo, i interpretada per Rodolfo Valentino (torero) i Lila Lee (Carmen).
- Sang i arena (Blood and Sand, 1941), una nova versió de la pel·lícula de Fred Niblo, dirigida per Rouben Mamoulian, i interpretada per Tyrone Power (torero) i Rita Hayworth (Doña Sol).[247]
- Els amors de Carmen (The Loves of Carmen, 1948), pel·lícula de Charles Vidor, interpretada per Rita Hayworth (Carmen), i Glenn Ford (Don José).[248]
- El torero i la dama (Bullfighter and the Lady, 1951), pel·lícula dramàtica estatunidenca-mexicana de Budd Boetticher, interpretada per Robert Stack (John «Chuck» Regan), Joy Page (Anita de la Vega) i Gilbert Roland (Manolo Estrada), que presenta espectaculars curses de toros.[249]
- Les Bijoutiers du clair de lune (Els joiers del clar de Lluna; títol en italià, Gli Amanti del chiaro di luna, Els amants del clar de Lluna), 1957, pel·lícula italo-francesa dirigida per Roger Vadim, amb la interpretació de Brigitte Bardot (Úrsula). Una fotografia de Cahiers du Cinéma mostra a l'actriu «torejant» durant el rodatge de la pel·lícula, a Sevilla.[250]
- La Femme et le Pantin (La dona i el titella; títol en italià, Femmina, Femenina), 1959, pel·lícula franco-italiana dirigida per Julien Duvivier. Les escenes de corregudes de toros van ser afegides amb Brigitte Bardot, mentre l'adaptació de Jacques de Baroncelli de la novel·la de Pierre Louÿs (1929), i la de Josef von Sternberg amb Marlene Dietrich (1935), no inclouen cap.[250]
- Il momento della verità (El moment de la vertitat, 1965), pel·lícula hispano-italiana de Francesco Rosi, amb el torero Miguel Mateo Salcedo «Miguelín» interpretant a ell mateix.
- Heureux qui comme Ulysse (Feliç com l'hi agrada Ulysse, 1970), comèdia dirigida per Henri Colpi, i interpretada per l'actor còmic Fernandel (Antonin) on vol salvar un cavall vell que el seu propietari l'ha venut a un picador per a la propera corrida.
- Да здравствует Мексика! (¡Que Viva México!, 1979), de Sergei Eisenstein, va organitzar una correguda de toros des de diversos punts de vista, incloent-hi la del toro (la càmera mirant cap al banderiller).
- Carmen (1984), adaptació al cinema de l'òpera Carmen de Georges Bizet, dirigida per Francesco Rosi, i interpretada per Julia Migenes (Carmen), Plácido Domingo (Don José) i Ruggero Raimondi (Escamillo).
- De sable et de sang (Sang i Arena, 1987), pel·lícula de Jeanne Labrune que tracta les relacions ambigües entre un torero (Patrick Catalifo) i el seu metge (Sami Frey).
- Sang i arena (Sangre y Arena, 1989), pel·lícula espanyola del director Javier Elorrieta, tercera adaptació de la novel·la de Vicente Blasco Ibáñez.
- La Belle Histoire (1992), de Claude Lelouch.
- Hable con ella (Parla amb ella, 2002), pel·lícula de Pedro Almodóvar, amb Rosario Flores (Lydia González) interpretant a una torera.

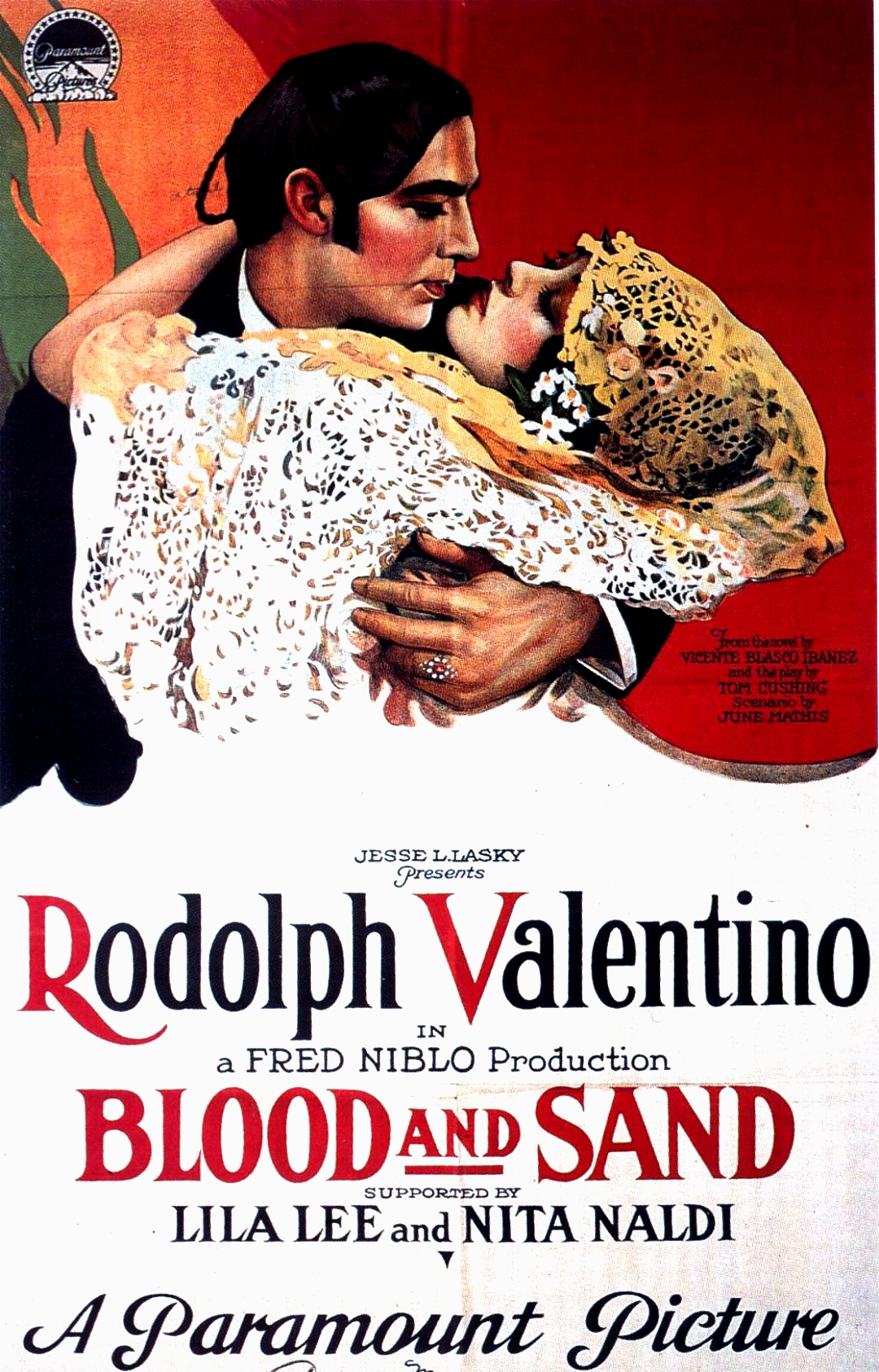
Cartel de Sang i Arena (Blood and Sand, 1922)
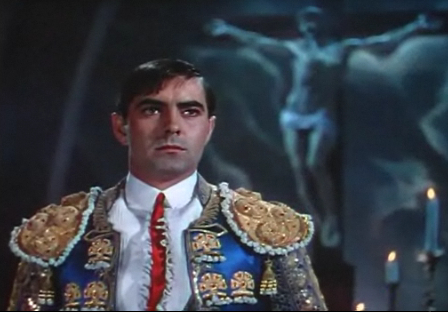
Tyrone Power en la nova versió de Sang i Arena (Blood and Sand, 1941)
Parla amb ella (Hable con ella, 2002)

#### Animació
- Ferdinand the Bull (Ferdinand, el toro) és un curtmetratge de Walt Disney estrenat el 25 de novembre de 1938, inspirat en el llibre infantil de Munro Leaf, The Story of Ferdinand (La història de Ferdinand) de 1936. Blue Sky Studios va fer el 2017 una nova adaptació: Ferdinand.
- Goofy toreador (el títol original en anglès «For Whom the Bulls Work» ("per qui treballen els toros") és un joc de paraules que recorda a la novel·la de Hemingway, For Whom the Bell Tolls ("per qui sonen les campanes"), és un curtmetratge d'animació dirigit per Disney Studios, on el protagonista és Goofy, que va ser estrenat el 9 de maig de 1953.
- Bully for Pink (Toro per a Rosa), és un curtmetratge animat de la Pantera Rosa de 1965.

### Música

#### Cançons
Alguns canten la correguda, el toreig, el matador: Les Belles Étrangères de Jean Ferrat, El matador de Jacques Hélian, Olé !, Yo quiero ser mataor, Gaditano d'Antonio Molina, Manolo Manolete de Vanessa Paradis escrit per Étienne Roda-Gil.
Uns altres s'oposen: Les Toros de Jacques Brel, La Corrida de Francis Cabrel, Rouge Sang de Renaud; de vegades amb humor: Matador de Mickey 3D.
El juny de 2017, el cantant Frédéric Fromet interpreta durant l'emissió Si tu écoutes, j'annule tout de France Inter, una cançó titulada Humour noir et banderilles, després de la mort del matador Iván Fandiño a Lo Mont. Aquesta cançó va crear una controvèrsia amb associacions pro-taurina com l'Union des villes taurines françaises i l'Observatoire national des cultures taurines, que exigeixen una disculpa; el Consell superior de l'audiovisual de França «demana als responsables de la ràdio per respectar les seves obligacions pel que fa a la dignitat de la persona humana».

#### Flamenco
La corrida és una freqüent font d'inspiració per al flamenc. Alguns cantants de flamenc han mantingut amistats amb toreros, com Manuel Torre amb Rafael Gómez Ortega «El Gallo». Manolo Caracol tenia una estreta relació amb Manuel Laureano Rodríguez Sánchez «Manolete», i Camarón de la Isla va dedicar el seu disc Arte i Majestad, per admiració, al seu amic el matador Francisco López Romero «Curro Romero». El terme duende, específic del vocabulari del flamenc, que tradueix un estat de trànsit durant l'execució d'un cante, ha estat inclòs en el lèxic de la corrida.

#### Clàssica
- Georges Bizet, Carmen, una òpera en quatre actes estrenada a l'Opéra-Comique de Paris el 3 de març de 1875, basat en un llibret basat en la novel·la de Prosper Mérimée. El torero Escamillo és baríton.[255]
- Enrique Granados (1867-1916), Goyescas, una òpera en tres actes estrenada al Metropolitan Opera de Nova York el 28 de gener de 1916 ambientat en una corrida goyesca. El torero Paquiro és baríton, la multitud està formada per majas i majos.

### Lacorridacom un art
Els historiadors, els escriptors, els filòsofs i els aficionats consideren que la corrida és un art en si mateix. En particular, en l'estudi publicat en el número especial de la revista Art Press publicat el 2014 «L'Art de la Tauromaquia», el toreig es defineix com un «art clàssic» i la corrida com un «art ambigu». No obstant això aquesta apreciació com un art és disputada pels opositors.
Un estudi del Ministeri d'Educació, Cultura i Esports espanyol que cobreix la temporada 2010-2011 dona detalls sobre la proporció dels aficionats a les arts en general, en comparació amb la població general:
|          | Aficionats als toros | Població general |
| -------- | -------------------- | ---------------- |
| Museus   | 37,0%                | 30,6%            |
| Lectura  | 64,0%                | 58,7%            |
| Teatre   | 28,6%                | 19,0%            |
| Òpera    | 5,0%                 | 2,4%             |
| Concerts | 41,0%                | 30,2%            |
| Cinema   | 55,7%                | 49,1%            |

## Mitjans de comunicació

### Televisió

#### A Espanya
Molts canals privats i regionals transmeten corregudes en directe a Espanya. Entre els més seguits són l'emissió de Tendido Cero (La 2 i TVE Internacional) i Toros (un canal especialitzat de Movistar+). El CNH (Canal noticias Huelva) retransmet les fires taurines espanyoles i colombianes.
Els drets de retransmissió per televisió van començar a ser molt costosos a partir de la dècada del 1990. A més, el monopoli dels nous grups va barrar el pas a la iniciativa gratuïta, de manera que l'advocat Xavier Daverat va començar a preocupar-se al febrer de 2003: «Suspendre el futur d'un sector amb les lògiques del mercat constitueix un risc generalitzat que el cinema no és necessàriament l'únic ostatge. Per tant, la fusió que mai parlem a França entre Canal+ i Via Digital pot posar en risc els drets de retransmissió per televisió de les corregudes de les principals places espanyoles (Madrid, Sevilla ...), que s'emeten dins de la competència entre els operadors, que podrien ser contraris als dictats d'un únic operador i desestabilitzar tot el règim financer de les principals fires. Llavors, l'entorn taurí podria experimentar al seu torn una dependència generalitzada en combinació amb les revisions d'estratègies».
El mateix any, Robert Bérard assenyala: «Les cadenes inverteixen sumes importants per tenir la possibilitat de garantir la retransmissió en directe de les corregudes, especialment les principals fires de la temporada. Les fires inclouen en la seva estimació del pressupost els drets de compra de les diferents corregudes retransmeses. Fins al 1999, els canals públics difonien corregudes setmanals que podien cobrir tota la península Ibèrica. Gràcies a TVE Internacional, també es va proporcionar cobertura a una part d'Europa. Des de l'aparició de Via Digital (Grup Telefónica) i Canal Satèl·lit Digital (grup Canal+), televisions codificades de pagament, aquesta distribució es redueix perquè els nous canals especialitats s'ha assegurat la retransmissió de les corregudes de toros que poden atraure el major nombre de telespectadors. TVE i TVE Internacional s'han de conformar entre vuit i deu corregudes de toros l'any, i els cartells més atractius es retransmeten en els programes de Via Digital».
A partir de l'agost de 2004, RTVE comença a abandonar la retransmissió de corregudes de toros en directe, destacant la mancança de pressupost per produir la cobertura de les corregudes que haurien d'haver estat retransmesses en directe aquest any. La decisió de RTVE també es deu a les tarifes prohibitives demanades per alguns toreros, que van començar a pujar-les a partir de 1999, data de la instal·lació del monopoli de Via Digital i Canal+. José Tomás Román Martín «José Tomás» va rebutjar les emissions en directe, com José Miguel Arroyo Delgado «Joselito», que tenien el mateix apoderat l'any 2000. La seva decisió va estar motivada pel desig de «protegir la seva imatge, també pensant que el fet de no aparèixer a la televisió animaria els aficionats a veure'ls a les places». En els anys posteriors, el nombre dels seus contractes va disminuir considerablement, a diferència d'Enrique Ponce o Julián López Escobar «El Juli», que no va imposar cap condició. Les empreses (responsables de les places de toros) també tenen la seva responsabilitat en aquesta decisió que es va produir el 2004, tal com indica la pàgina web taurina Corrida.TV: «Les empreses abstretes exigeixen drets cada vegada més elevats». D'aquesta manera, els aficionats menys afavorits, que no podien permetre's comprar un bitllet per anar a les places i que es reunien al bar per a seguir en grup la correguda televisada, van ser els primers penalitzats.
La detenció de les emissions en directe el 2007 es va justificar tant per la necessitat de respectar el codi de conducta de la professió pel que fa a les actuacions violentes que s'ofereixen durant l'horari infantil (de 17 a 20 hores) i l'alt cost dels drets de retransmissió. A l'octubre de 2008, davant el Congrés espanyol, Luis Fernández, president del canal públic de TVE, va confirmar que el canal no difondria corregudes en directe pels mateixos motius que es van presentar el 2007. No obstant això, el canal segueix difonent Tendido Cero, un programa de televisió dedicat a les corregudes de toros.
Els aficionats van criticar la decisió de RTVE, lamentant que no s'iniciessin negociacions per reduir els drets de radiodifusió o que els pares (i no el govern) decidissin si els nens podien veure les corregudes de toros. Però al febrer de 2012, es va anunciar que es tornarien a produir retransmissions de corregudes de toros en directe amb la condició que no es difonguessin durant horaris de protecció infantil (de 17.00 a 20.00 h). No obstant això, les condicions es van mantenir vagues, tal com indica El Mundo, encara que el consell no ha especificat el que s'entén per horaris de protecció infantil.
Finalment, el 5 de setembre de 2012, la correguda de toros va fer un retorn qualificat com a «triomfal» per part de Le Monde el 6 de setembre, que també va especificar que la retransmissió de corregudes ha estat molt seguida a Catalunya amb una audiència del 9% i al País Basc amb una audiència del 13%. Segons El País, seria una regressió, ja que aquestes retransmissions són cares i es necessari que els toreros renunciïn el seu salari, que és anormal perquè «la retransmissió d'un producte cultural no ha de dependre que els seus protagonistes renunciïn els seus salaris; ni de la seva audiència, ni del seu resultat artístic. Si es tracta d'art, es promociona sense més». El País també destaca «la regressió i la inutilitat de la decisió de la cadena, mentre que la cultura anti-taurina està cada vegada més present a Espanya».
Le Monde posa més èmfasi en la naturalesa política del debat: «Vist com un retorn triomfal o un moment grotesc segons els diaris, aquesta polèmica difusió revela sobretot la naturalesa política del debat sobre la tauromàquia». Aquest és un aspecte subratllat per altres diaris espanyols com El Mundo, per al qual «la conclusió és clara, l'antitaurisme d'alguns governs de les comunitats autònomes és política, i no social».

#### A França
Signes du toro, transmissió de 25 minuts transmesa a France 3 Aquitaine i France 3 Sud. Els darrers números (així com molts extres) són visibles a les pàgines web de France 3 Aquitaine i France 3 Sud. Aquest programa reemplaça els programes Tercios (France 3 Aquitaine) i Face au Toril (France 3 Sud) que actualment ja no s'emeten.
Tendido sud, programa setmanal de 52 minuts transmès a Télé Miroir, una cadena de televisió local de Nimes i Camarga, també disponible a la TNT de Nîmes. L'últim programa és visible al lloc web de Télé Miroir, els arxius anteriors estan arxivats a llocs web que comparteixen videos.

#### A la resta del món
RTP2 (Portugal) té una difusió setmanal, Canal Once (Mèxic) emet regularment programes de toreig, així com canals regionals a Espanya, Portugal i Amèrica Llatina.

### Publicacions

#### A Espanya
A Espanya, gairebé tots els diaris tenen una pàgina setmanal o diària sobre tauromàquia. També hi ha publicacions especialitzades: AplausoS, 6TOROS6.

#### A França
Les primeres revistes taurines van aparèixer a França el 1883 a Nîmes amb la revista Le Toréador amb motiu de la correguda del 15 de juliol de 1883. Originalment dedicada a la presentació de cartells taurins, la revista amplia la seva informació amb la tècnica de lídia i la història de la tauromàquia.
El 1887, van aparèixer a Marsella dues publicacions: Le Journal des arènes de Marseille i El Picador dirigit per Georges Reboul.
El 1889 es van publicar dues revistes a París: Paris-toros i Le Toréro, mentre que a Pau va aparèixer Taureau revue, i a Bordeus Taureaux sports. L'any següent a Algèria apareix Le Toréador oranais. Però la primera revista sostenible francesa fundada per Giran Max i Jules Vidal el 1890, amb Louis Feuillade entre els seus col·laboradors, és Le Toréro, fundada l'any 1890.
La Course landaise apareix per primera vegada el 1905. La revista continua apareixent actualment.
El 1985 neix el diari La Courrier de Céret, un suplement d'anuncis de tauromàquia que ràpidament esdevé autònom en quatre pàgines i que es desenvolupa sota el nou títol Semana grande que continua apareixent avui en dia.
Hi ha altres revistes especialitzades que continuen apareixent: Toros, una revista setmanal creada a Nîmes el 1925 sota el títol Biou y Toros; Plaza, una revista bimestral; Terres Taurines, revista trimestral de la qual l'editor en cap és André Viard; Toro Mag, revista mensual; Tendido, una publicació que va aparèixer el 1987.
D'altra banda, gairebé tots els diaris de la premsa diària regional francesa distribuïda en els departaments taurins tenen una pàgina setmanal, fins i tot diària (durant les fires taurines), sobre la tauromàquia.
A la premsa nacional, Libération ofereix la crònica de Jacques Durand (mensualment d'octubre a març i setmanalment d'abril a setembre); Le Monde publica la crònica intermitent de Francis Marmande.

### Internet
El desenvolupament d'internet ha permès als opositors de la corrida crear llocs web antitaurines accessibles en diversos idiomes d'arreu d'Europa, on es mostren algunes ciutats europees amb ciutats taurines franceses o espanyoles manifestant la seva oposició a la corrida.

## Acció humanitària
«Les activitats humanitàries es financen amb els beneficis de les corregudes de toros». És el cas de la Santa Casa de Misericórdia a Espanya, el millor exemple del qual és el de Pamplona, que continua recollint i cuidant els ancians de la ciutat gràcies a les recaptacions dels Sanfermines. Els hospitals han pogut seguir funcionant gràcies als espectacles taurins, sobretot gràcies al tradicional festival de caritat de Madrid.
Aquest també és el cas de Sevilla, on Álvaro Domecq Díez va realitzar corregudes benèfiques, que li va fer guanyar la Creu de la Beneficència el 1945 i la Gran Creu del Mèrit Civil el 1960.
A França, alguns joves matadors també participen en accions humanitàries. Sébastien Castella va oferir un espectacle en benefici dels pobres d'Haití. El Juli també ha fundat una peña humanitària a Mont-de-Marsan per ajudar els Restos du coeur (Restaurants del cor), Unicef i els indis de Guatemala.
No obstant això, tenint en compte que «no alleugem el sofriment amb un altre sofriment», diverses organitzacions i associacions benèfiques, com els Restos du coeur, Emmaús Gironde o l'Association des paralysés de France, es neguen a donar el seu suport a la crueltat de la corrida i no accepten cap regal que vingui d'ella.